# 賢者の弟子を名乗る賢者
『賢者の弟子を名乗る賢者』（けんじゃのでしをなのるけんじゃ、英語: She professed herself pupil of the wise man.）は、りゅうせんひろつぐによる日本のライトノベル。略称は「賢でし」、「わしかわ」。小説投稿サイト『小説家になろう』にて、2012年4月4日から連載されていたWEB小説をもとに内容を加筆・修正し、2014年6月よりGCノベルズ（マイクロマガジン社）から刊行されている。イラストは藤ちょこ。2024年2月時点で電子版を含めたシリーズ累計部数は250万部を突破している。
メディアミックスとして、すえみつぢっか作画によるコミカライズ版がコミックライド（同社）にて2016年7月号より連載中。スピンオフとして、うおぬまゆうが作画を担当する『賢者の弟子を名乗る賢者外伝〜ミラと素敵な召喚精霊たち〜』がマンガボックス (DeNA) にて2020年10月22日より連載中なほか、ばにら棒が作画を担当する『賢者の弟子を名乗る賢者〜マリアナの遠き日〜』がコミックライド（マイクロマガジン社）にて2021年2月号から2022年4月号まで連載された。また、2022年にはテレビアニメが放送された。

## あらすじ
VRMMO『アーク・アース オンライン』は、大手の作品に迫る人気を得ながらも、どういうわけか公式ホームページが無く、運営方針も開発者の名前すらも不明な不思議な作品である。その代わりに限界の見えない圧倒的な自由度を誇るこのゲームにおいて、主人公の咲森鑑（さきもり かがみ）はプレイヤーが建国したアルカイト王国に所属し、術士最高位に座す国王旗下特殊戦略部・九賢者の一人ダンブルフとしてその名を知られていた。
ある日、気まぐれから使用アバターをリメイクして遊んでいた鑑は、己の性癖全開の女性アバターを作成した後、徹夜疲れからキャンセルせず寝落ちしてしまうが、目を覚ますとそこは今までのゲーム世界とは異なる現実となった『アーク・アース オンライン』の世界であった。しかも、己の姿が慣れ親しんだ渋く老練とした威厳ある男性ではなく、戯れで作成していた可憐な少女になってしまっている事実に気付く。
少々の混乱と思考の最中で遭遇したゴブリンの群れを殲滅した鑑は、その場に近づいてきたアルカイト王国の騎士たちに何者かと問われる。正直にダンブルフと名乗ってしまうと、今まで培ってきた荘厳な賢者としての威厳が失墜しかねない危機的状況であると考えた結果、咄嗟に賢者の弟子ミラと名乗り少女として生活していくことになった。
少女の外見でありながら中身はスケベ青年であるミラは、徐々に女性としての身体とその生活に馴染んでいきながらも、同性だと思われているからこそ目の前で無防備な行動を取る女性たちとのラッキースケベを堪能しつつ、新たな世界での冒険に邁進していく。

## 登場人物
声はドラマCD版 / テレビアニメ版の声優を指す。1人の場合は特記がない限りテレビアニメ版のもの。

### 九賢者
アルカイト王国軍、国王旗下特殊戦略部所属の将軍、統括はダンブルフ。この世界に出現した日が分かるのはソロモンがフレンドリストをチェックしていた者のみ。其々の事情もあったとはいえ、ルミナリア以外はミラが見つけ出すまで三神国防衛戦の際にも行方をくらましたままだった。
ミラ / ダンブルフ・ガンダドア
声 - 丹下桜 / 大森日雅（ミラ）、ささきいさお（ダンブルフ）
本作の主人公。召喚術士のエルダー（頂点）として君臨し、アルカイト王国の建国にも関わった九賢者の一人。そして対外的には、国王旗下特殊戦略部統括として九賢者を束ねる地位にある。この世界に現れたのは2146年5月12日（ソロモン調べ）。
本名は咲森 鑑（さきもり かがみ）。28歳（作中時点で大学卒業から6年経過しているとのこと）の青年。余っていた期限切れ寸前の電子マネーで購入したアイテム「化粧箱」を使い、アバターを自らの性癖（ロリコン）全開な理想の美少女へとキャラメイクして遊んでいたが、徹夜の疲れからリメイク画面をキャンセルせずに寝落ちしてしまう。そうして目が覚めると、丹精込めて作ったお気に入りのナイスシルバーなアバター「ダンブルフ」ではなく、遊びで作っていたプラチナブロンドの美少女の姿になってしまっていた。
渋い老人の姿へ戻れなくなったことに酷く動揺すると同時に、ゲームの世界からログアウトできなくなっていることに気がつく。更に話しかけてきたNPCは本物の人間のごとく自我を持つなど、ゲームが「現実」となっていることに驚愕。
世界的に名が知れ渡っている賢者「軍勢のダンブルフ」が美少女の姿になっているなどと知られては自身の沽券に関わると考えた彼は、本名をもじり賢者の弟子「ミラ」と名乗ることにした。この事実を自ら打ち明けた者は、ゲーム時代からの仲間であるソロモンや九賢者、直属の補佐官であるマリアナやエルダー代行であるクレオスなど極少数しか居ない（後にセロも加わる）が、結局のところ見た目が変わっても立ち居振る舞いが以前と変わらないので、親交が深かった者達にはあっさりバレてしまう事が多い。
見た目は美少女ながらも、喋り方は元々の老人ロールプレイ時代のものを引き継いでいるため、自分のことを「わし」と称するなど喋りが古臭い。また召喚術以外に仙術の達人でもあり、ダンブルフ時代から戦闘の際は両方の術を駆使する特徴的なスタイルを取る。その様子は九賢者の伝説を収めた「九賢者の物語」にも取り上げられており、アルカイト王国の国民に広く知られている。
限定不戦条約に守られているアルカイト王国だったが、条約失効の期限が近づいていたところに現れたミラはソロモンからの依頼を受け、国防の担い手となる九賢者の捜索を始める。
捜索を行うに当たり、ダンジョンへ入るには冒険者組合発行の許可証が必要という事で、ソロモンの紹介状の力で最初からCランク認定を受け上級冒険者となる。ただそれよりも上の、Bランク以上の許可証はランクを上げないと入手できないので、許可証を持つBランク以上の冒険者に追随する必要があった。キメラクローゼン討伐後はその功績が評価されてAランクに昇格し、ランクによる制限は無くなっている。
五十鈴連盟の任務に同行して古代環門を訪れた際、グレゴリウスを撃退して奪われた精霊王の力を返還。その功績により精霊宮殿に招待され、精霊王シンビオサンクティウスの加護を受ける。
キメラクローゼン戦以降の二つ名は「精霊女王」で、英雄王フォーセシアの後継と言われる。元の姿に戻れない以上は、本人が自称した通り「ダンブルフの弟子で後継者」という肩書きで九賢者入りさせるため、ソロモンの肝いりで知名度を上げる活動もされている。当初は二つ名のイメージからか口コミで伝えられる間に「成人している絶世の美女」という噂が独り歩きしていて、初見の相手には「精霊女王」であると気付かれない事が多かった。しかし各地で活躍するに連れて正しい見た目が広まり、今度は出向いた各地で人目に付くなり似てるだけか本物かと噂に上るようになる。よって目立ちたくない場合は、髪色を染めたり眼鏡を掛けたりと変装の必要が出てきている。
テレビアニメ版でミラ役の大森は、ミラの見た目がとても可愛いため、必要以上に可愛く意識するのではなく、常に威厳のある老賢者であることを意識して、ほぼ地声で演じたという。
ルミナリア
声 - 日向未南
九賢者の一人で魔術士のエルダー。二つ名は「天災のルミナリア」。元プレイヤーで燃えるように映える赤髪の美女だが、「中の人」はネカマプレイをしていた男性であり、ミラやソロモンなど身内との会話では素の男言葉で話す。理想を体現したその容姿を利用して、男性をからかって遊ぶ悪癖がある。
ミラよりも20年前、ソロモンの10年後の2126年8月11日に現実となった世界に転移。以後は唯一残った九賢者として、アルカイト王国に仕えている。必要に応じてお忍びで活動する時は、特徴的な赤髪を青に染め「青の魔術士」を名乗る。
ちなみに彼女が不在の間に代行を務めていた人物は根っからの研究者で、代行職を解かれてからは籠りがちになり、新たに任された学園関係の仕事は放任気味。

ソウルハウル
声 - 平川大輔
九賢者の一人で死霊術士のエルダー。二つ名は「巨壁のソウルハウル」。ダンブルフのことを「長老」と呼んでいた。美少女ミラとなった今でも、昔と同じ方が呼び易いという事で呼び方は変えていない。
VRMMO時代は怪しい人物（中二病）のロールプレイを行う上、病的なまでの不死っ娘愛好家で、アンデッドモンスターをこよなく愛するプレイヤーだった。行方を眩ませていた間、禁術・幽世の牢刻による時間停止状態で居城に安置している、「悪魔の祝福」と呼ばれる死の刻印（実際は聖痕）が背に刻まれた女性を救うため、神命光輝の聖杯を求めて世界を巡っていた。これは恋バナだとずっと考えていたミラが再会時に好奇心全開で事情を聞いたところ、彼女はソウルハウルに批判的な新興宗教の信者で、知り合ってからずっと付き纏われていた（この時は、彼をマッドな死霊術士としか認識していなかった）。しかし刻印が出て以降は徐々に衰弱していき、遂には死ぬのが怖いと泣いて弱味を見せた事で、彼女を救う事を決意。自らが否定する死霊術によって死の運命から救われた事を教え、ざまあみろと言ってやるのだとヒネくれた動機を口にしたが、元より助けを求められたり縋られたりした場合、文句を言いつつも全力で取り掛かる性質なのである。結果として助命に成功し目的は一応達成したものの、伝説にも語られる英雄の一人に救われたと知って凄まじい恩義を感じた彼女は、彼が仕えるアルカイト王国に自分も仕える事を望んだ。そして彼の無償の愛（彼自身は断固否定）に報いるべく、真実の愛に目覚めさせようと猛アタックしてくるようになり、何かにつけて追いかけ回されるようになる。
ソロモンよりも早くからこの世界に来ており、30年に渡る探索と研究で術式に磨きをかけている。アルカイト王国建国祭において、九賢者として復帰した事が大々的に発表された。
カグラ / ウズメ
九賢者の一人で陰陽術士のエルダー。二つ名は「七星のカグラ」。ダンブルフのことを「お爺ちゃん」と呼んでいた。美少女ミラとなった今でも、二人だけの時や身内しかいない場合はお爺ちゃんと呼ぶ。重度の猫好きで、団員一号は会う度に激しい愛情表現に晒されている。この世界に現れたのは2132年6月18日（ソロモン調べ）。
とある事情で「ウズメ」と名乗り五十鈴連盟の総帥を務めているが、正体が九賢者であることを知られないように普段は顔を隠している。
ネーミングセンスが独特で、自らの式神に「カメ吉（玄武）」「ニョロ蔵（青龍）」「ピー助（朱雀）」「ガウ太（白虎）」「リン兵衛（麒麟）」「ヤタコマチ（八咫烏）」「クマ左衛門（白熊）」「シバトノ彦（狼）」「エルエル（天猫）」などという名前をつけている。ミラも含めた関係者からは「へんてこな名前」と言われているが、本人は全く意に介していない。
14年の間に独自で開発した自白の術は、非常に複雑な術式を操って対象の術抵抗を突破し完全催眠状態にするというもので、その効果は折り紙付き。ただ銀の連塔でも未だ到達できないレベルであるが故に、現状では彼女以外には扱えない代物となっている。
VRMMO時代はミラとリアルでの付き合いがあり、猫好きが高じすぎて「猫カフェ篭城事件」なる出来事に巻き込んだことがある。ミラと再会して以降はアルカイトに式神を一体常駐させており、アルカイトに用があるときには式神と自身の位置を入れ替える術で帰国している。アルカイト王国建国祭において、九賢者として復帰した事が大々的に発表された。
アルテシア
九賢者の一人で聖術士のエルダー。二つ名は「相克のアルテシア」。ニルヴァーナ皇国女王アルマの現実での義姉でもあり、本名は文香。この世界に現れたのは2138年1月14日（ソロモン調べ）。
子供を流産した経験からか度を過ぎるほどの子煩悩であり、戦災により路頭に迷う子供を見たら、迷わず孤児院を設立するくらいのことは当たり前に実行する。今のミラの見た目は完全に彼女が慈しむ範疇であり、ダンブルフ時代と違って何かと微笑ましく見守られる事になる。
防御力に乏しい九賢者を支えるために回復と防御寄りの能力を伸ばしており、即死でさえなければ万全に治癒できるその腕前は大陸一。かといって攻撃手段が無いわけでもなく、彼女を怒らせた者は相応以上の報いを受ける事となる。
この世界に来てから森の浅いところにあった村で小さな孤児院を運営していたが、七年ほど前に孤児院の子供が誘拐される事件が起きた。当然ながら彼女は激怒し、誘拐を実行した賊達は壊滅。子供の売買に関わっていたゲルハルトは、関係する証拠を全て押さえられ法の下に裁かれた。その後は死霊の黒森の深部に新たに孤児院を設立、程なくして彼女を探し当てたラストラーダと再会し協力していく事となる。ミラとの再会後、連絡を取ったカグラが手配した精霊飛空船に孤児院関係者全員で乗せてもらい、アルカイト王国に新設された孤児院に移動した。しばらくは孤児院の調整に努めていたが、アルカイト王国建国祭で九賢者として復帰した事が大々的に発表された。
ラストラーダ
九賢者の一人で降魔術士のエルダー。二つ名は「奇縁のラストラーダ」。ダンブルフのことを「司令官」と呼ぶ（ソロモンは総司令）。
自他共に認めるヒーローオタクであり、その行動もまた筋金入りだった。中でも特撮ヒーローが特に好きで、その格好で深夜に見回りを敢行した結果、幾度も通報されては連行され警察でこっぴどく説教を喰らっている。そしてVR世界でも、独自のプログラムを組んで不正行為をネット警察へ通報し続け、後に国が管理するネットワークセキュリティ部門に所属する大躍進を遂げた。
彼にとって正義を遂行する事は呼吸と同義であり、聞かれでもしない限りはいちいち自身の行為を話したりしないため、仲間内でさえ長い間ただの特撮ヒーローオタクだと思われていた。普段はヒーローネームである星崎昴を名乗っており、最近では正義の流星スタージャスティスとも称している。ちなみにソロモンには、レッドというニックネームで呼ばれてもいる。
現実となった今の世界に来て以降も、当然のように裏社会に蔓延る悪と戦い続けていた。その中でも特に大きな人身売買組織（実はイラ・ムエルテを構成する四本柱の一つ）の手掛かりとなるゲルハルトを追っていたが、謎の告発人（アルテシア）の手で先に潰されてしまった。その後苦労して告発人を追い続けアルテシアと再会、情報交換後は孤児院運営に協力しつつ、人身売買組織を壊滅させるべく「怪盗ファジーダイス」を名乗って行動を開始した。なお標的から盗んだ金品は多額の寄付金として、小さく貧しい赤字運営の孤児院に匿名で届けている。ミラと合流後にギルド「ギリアンロック」を壊滅させ、そこから得られた情報によって組織壊滅計画は大詰めに突入。組織のトップであるトルリ公爵を安全な場所から引きずり出し、法の下に処断した事で晴れて怪盗は御役御免となる。以後は国に戻りアルテシアの補佐をして過ごしていたが、アルカイト王国建国祭で九賢者として復帰した事が大々的に発表された。
凄腕のAランク冒険者スバル、平凡なCランク冒険者ジョンという二つの顔を持ち、情報収集のために広く浅く人脈を広げてはいるが、残念ながら信頼関係の構築にまでは至っていない。サイゾーに比肩する隠密行動のプロで、アルカイト王国では諜報を担当している。
メイリン
声 - 小澤亜李
九賢者の一人で仙術士のエルダー。二つ名は「掌握のメイリン」。協和語のような訛りでしゃべる元気娘で、好きな時に食べて好きな時に寝る、風呂嫌いの自由人。実家が道場で、子供の頃から武芸を習っていた。戦いは無手が基本だが、学んだ流派には様々な武器を使う型もあり、何を使っても十分に実戦で通用するレベルである（最も得意なのは棒術）。ダンブルフに様々な仙術を教えた師ではあるが、ダンブルフのことは「爺様」と呼ぶ。外見は彼女にとって大した問題ではないようで、美少女ミラとなった今でも呼び方は変えていない。
ダンブルフに武術の指南をしていた時、現実で武道家なのだから、こちらでは武道仙術士といったところかと話した事があった。それを気に入って以降は武道仙術士と称するようになり、武道と仙術のどちらも極めて見せるといった意味合いを込めている。実際、突出した拳技と巧みな術捌きで敵をねじ伏せる戦い方を好む。
武者修行として各地を巡り、大きな闘技大会などを渡り歩いている。一応は自身の立場を理解しており、他者に名乗る時はメイメイやタイヤキクリヨーカン（たい焼きと栗羊羹、どちらも一時期食べ過ぎて太ったほどの大好物。当時はお姉ちゃんと慕うカグラをダイエットに付き合わせた）といった偽名を使う。
ニルヴァーナ皇国で闘技大会が開催されるに当たり、ソロモンとミラは彼女が必ず会場に現れるだろうと予測。早速ミラが皇国へと赴いて探索した結果、アダムス家で漸く顔を会わせることに成功する。大会出場に固執する彼女は、ミラが届けたメイド部隊謹製の魔法少女風魔導ローブ（ラストラーダ監修）を着て髪色も染め、カメラ対策用のチョーカーを付けて愛の戦士プリピュア（正義執行ピュアクリムゾン）という別名で出場することとなる。大会直前に発生した魔物除け関連の騒動においても、その格好のままで同行し解決に大いに貢献した。なお肝心の闘技大会は無差別級で見事に優勝、エキシビジョンマッチではノインを指名し、時間制限いっぱいまで存分に戦い引き分けとなった。その後は大人しくアルカイト王国へ帰還し、アルカイト王国建国祭で九賢者として復帰した事が大々的に発表された。
フローネ
九賢者の一人で無形術のエルダー。二つ名は「超常のフローネ」。九賢者の中で唯一術士ではなく、闇騎士でありながら無形術を極めた変人。メイリンに次ぐ自由人で、九賢者で最も型破りな存在と言われる。ミラのことは「じっじ」と呼ぶ。この世界に現れたのは2117年9月20日（ソロモン調べ）。
かなりのマジカルナイツフリークで、服装は魔法少女風をベースにシックでクールな魔女っ娘寄りにカスタマイズしている。若干の人間不信を患っているものの、筋金入りの愛犬家であり、ワントソ君やガルムは会う度に激しい愛情表現に晒されている。ことこの部分だけは、猫好き（カグラ）とは相容れない。ちなみに団員一号には、悪の秘密結社・犬犬団の闇団長などと呼ばれている。
自ら開発した術式と技術で空に飛ばした既存の島を土台に、大陸の様々な森や大地を組み合わせた浮島「天空の城」を完成させようとしている。その目的は他の九賢者達を驚かせる事であり、この世界に来て以来行方を眩ませていた。そしてミラに事が露見した際の会話から、大陸各地で発生し調査されていた謎の怪現象「大地喰い（アースイーター）」の真相が判明。それは彼女が理想の天空城を作るために、各国のめぼしい土地を勝手に拝借していたというものだった。この真相は明らかとなれば大炎上確実な案件であるため、絶対に秘密とされた。そしてミラには限定不戦条約の期限内に必ず国へ戻る事を条件に、それまで自分や島の事を黙っててもらう約束を取り付け、何か困った事があれば手伝ってもらえる事にもなった。また緊急時には連絡が取れるよう、互いの通信装置を登録し合い番号も交換した。
なお城には人間を除き多種多様な精霊や亜人が暮らしており、彼女の計画に協力している。全員が大地喰いを行った際に出会った者達であり、迫害されていたり事件に巻き込まれたりしていたところを助けて保護している。よって彼女とは深い信頼関係にあり、いつしか彼女は彼らの代表者的な立場となった。
ヴァレンティン
九賢者の一人で退魔術士のエルダー。二つ名は「影絵のヴァレンティン」。現状では書籍版のみの登場キャラで、Web版には名前しか登場していない。
かつては中二病全開でありながら対人が極度に苦手で、仲間の九賢者相手ですら時々挙動不審になっていた。プレゼントを貰うだけでも恥ずかしく、助けた人々から礼を言われて逃げ出した事もある。しかし現在はそれもほとんど改善され、仲間の白悪魔たちに特殊な結界を付与した手作りのアミュレットを贈れるほどになっている。
退魔術士だけあって魔族・魔物には滅法強く、悪魔に襲われた街をたった1人で無双し守り切ったことから「黒の英雄」と呼ばれている。経緯は不明だが悪魔という存在の真実を知った現在は、全ての悪魔に本来の使命を取り戻させ、人間と悪魔の共存を実現すべく動いており、それを目的とする組織に属している（トップかどうかは不明）。かつての中二病全開の恰好である九賢者時のローブは今は着用しておらず（持ってはいる）、ブランドものの黒スーツ（高級服飾店レジデンスノワールのフォーマルプレミアム）を着ているが、ローブのように特別な補助効果は無く（デフォの防刃と対術防御のみ）戦力はダウンしている。ただそれではマズいと考えたのか、後にミラと再会した時は、黒を基調としたバトル神父を彷彿とさせるローブを新調していた。仲間の白悪魔たちには素性は明かしているものの、偽名のヴァリーで通している。
ある人物に教えてもらったという転移の術（無形秘術に属する）を会得しているが、この術に関する事は全てが極秘扱いで、他者に情報を漏らす事を禁じられている。というのも無闇に使うと非常に危険なためで、彼自身も目印の術具無しでは絶対に使わない。この世界が高速移動している惑星の地表である事に加え、慣性や大気摩擦といった様々な要素が絡み合い、下手に使用すれば一瞬で死亡しかねないのである。
リアルではペットショップの店長だったとのことで、猫好きなカグラとは仲が良い。

### アルカイト王国
元プレイヤー以外の人々はNPCであったが、現実の世界となったことで個別の人格を持つようになっている。
ソロモン
声 - 山岡ゆり / 村瀬歩
アルカイト王国の国王で、ミラと同じく元プレイヤー。ゲームが現実に変わった30年前から、ゲーム時代と同様に王国を統治していた。
この世界に来てからはフレンドリストをチェックするのが日課となっていた。そのためミラが転移してきた当初から正体がダンブルフであることを確信しており、ミラに他の九賢者の捜索を依頼する。
クラスは聖騎士で盾役。当初は聖騎士のセオリー通りに盾を使っていたが、レベルが上がってからは聖騎士らしからぬ属性剣での猛攻ぶりを見せる。その実力は九賢者にも引けを取らない。
ミリタリーオタクであり、日本にあった10式戦車などを魔導工学で実現しようとしている。
スレイマン
声 - 井上和彦 / 村井雄治
ソロモン直属の補佐官で、エルフの青年。非常に優秀で莫大な知識量を誇り、王国では事務仕事で彼の右に出る者はいない。ミラが持ってくる九賢者を探す手掛かりを分析している。
レイナード
声 - 左座翔丸
近衛騎士団の団長。ソロモンへの忠義に厚く、礼儀には人一倍煩い。
ヨアヒム
声 - 河本啓佑
ソロモン側近の術士で、術士団の長。
リリィ
声 - 新井里美 / 同左
アルカイト王国の王城に勤める侍女長で、ミラが王城に訪れた際のメイン担当。ミラが訪れる度に、侍女たちや魔導工学技術者を総動員して制作した「魔導ローブセット」の新作を着せている。独自のCQCを体得しており、物騒なグローブを武器とした近接戦を得意としている。10年前の三神国防衛戦で父親を亡くしているほか、実は四姉妹の長女で、特に末っ子のミリィを溺愛している。妹がアルカイト学園に通っているという事だが、3人の内何人かまでは不明。
タバサ
声 - 金田アキ（ドラマCD）
リリィと同じく、王城に勤める侍女の一人。ミラが王城に訪れた際のサブ担当。ナイフなどの暗器を巧みに操り、近距離から中距離の戦いを得意とする。兄が二人いる。
エドワード・コルス・シュタイナー
アコードキャノンの量産化に期待する貴族の一人。
トーマ
アコードキャノン開発の現場主任で、大砲の本体の設計者。超合体ロードバルカンという合体ロボの模型を作った事があるが、設計ミスで合体できない失敗作である。魔導工学の専門家として、ミラ専用魔導ローブセットの製作にも協力しており、その関係でリリィに師と仰がれている。
グライア・アストル
アルカイト王国術装騎士団一番隊隊長。ガレットの父親。ダンブルフがミラとなってから、初めて会話した人物である。
ガレット・アストル
声 - 日野聡 / 寺島惇太
アルカイト王国戦車隊副団長。ソロモンの命を受けて、銀の連塔に姿を現したミラを王城へと連れて行った。その後も何度か、ミラが馬車移動する際の御者を務めている。
アーマードジープ（ナタリーと呼んで可愛がっている）を嬉々として爆速で運転したり、重火器を撃って歓喜したりと一癖ある人物。最近では自動車の運転マニュアルを手に、部下たちに魔導工学で開発された新型輸送車の操縦訓練を実施している。
バルガ、シェリー
シルバーワンドの街で、夕暮れの街角亭を経営している親子。ガレットとは気安い間柄。
ジョズ
シルバーホーンの警邏隊員。近隣住民から巨大な竜（ミラを乗せたアイゼンファルド）の目撃情報が上がり、自分たちだけでは手に余ると考えて、塔の指示を仰ぐべく緊急魔導通信で連絡を入れた。
マリアナ
声 - 本名陽子 / 堀江由衣
召喚術の塔の補佐官を務める妖精族。ダンブルフを心から敬愛しており、状態異常への完全耐性の特性を持つ加護を与えている。30年もの間行方不明だったダンブルフをずっと心配していたため、ミラから真相を告げられた時は涙を流すほど喜んだ。
ミラとはほぼ夫婦のような間柄になっていて、ミラ自身も度々そう感じるようになり、ソロモンたち友人からも好意的にからかわれている。マーテルも二人の関係には興味津々で、同性である事についてはあまり気にしていない。
ミラが九賢者探しに行っている間は多少寂しく思う時もあるものの、これまでと違い音信不通ではない上、ミラが連れてきたルナの世話もあって充実した日々を送っている。
フォルトゥナ
声 - 日野まり
プライマルフォレストの入り口付近にある湖で、ペガサスに寄って来たメスのピュアラビット。愛称はルナ。ミラと触れ合って以降すっかり懐いてしまい、ミラの傍から離れようとしなくなる。危険地帯に赴くと聞いて一度は引き下がったものの、どうしても傍にいたくてずっと追いかけ続け、マルチカラーズ第五小隊のキャンプ地で我慢できず合流。ホワイトの助言でマリアナに預ければ良いという事になり、晴れてミラのペットとなった。
ミラやマリアナと一緒に外へ出掛けたある時、自分が褒められるとミラたちが嬉しそうにする事に気付く。これは後に人見知りを克服するきっかけとなり、アイドルウサギとして活躍する未来が開けていく事になる。
名前の由来は幸運の女神フォルトゥーナから。
クレオス
声 - 蒼井翔太
召喚術の塔のエルダー代行を務める、光の精霊とエルフのハーフ。アルカイト学園の教師も務める。召喚術士でありながら精霊術の扱いにも長けており、ゲームだった頃はダンブルフにダンジョンを照明代わりに連れ回された。
九賢者探しを本格化する際にミラ自身から真相を告げられるが、以前（ゲーム時代）より怖くなくなったなどと口を滑らせている。
リタリア
声 - 本渡楓
魔術の塔の補佐官を務めるエルフ。ダンブルフを崇拝しており、ミラに話を聞きたいと迫った結果、真相を知る事になってしまい衝撃を受ける。キメラクローゼン壊滅後の頃には既に立ち直っており、ミラとも普通に接する事ができるようになっているが、ダンブルフ熱は全く冷めていない。
アマラッテ
声 - 佐倉綾音
死霊術の塔のエルダー代行。ゴシック調のドレスなどを好む魔法少女フリークで、学園で会ったミラの魔導ローブセットに目を付け、ミラを通してリリィに自分用の魔法少女服製作を依頼する。身だしなみに疎いミラに下着の着け方を教えようとして、いきなり服を脱ごうとする天然気質。あまり感情を表に出さないクール系だが、ソウルハウルに対してだけは人懐っこく甘える一面を見せる。
漫画版によると、女児向けから女性誌に連載を持ち、死霊術の女子人気を担っている。死霊術で自分らしさをアピールしてモチベUPを狙えるという、カワイイゴーレムを作るマナの練り方などを載せた特集号もあるらしい。
シャルロッテ
死霊術の塔の補佐官を務めるデイライトウォーカー（昼間も歩き回れる吸血鬼）。アマラッテの事はとても大切に思っているが、主に趣味に関する事で意見が食い違うことが多い。普段から落ち着いた雰囲気で世間ではクール系に分類されているが、ソウルハウルに対してだけは少し子供っぽく甘える一面を見せる。
種族特性もあってAランク冒険者の上位に食い込むほどの戦闘力を持つが、それだけにスペック任せで直線的すぎるとソウルハウルに注意された事がある。
ヒナタ
声 - 沼倉愛美
アルカイト学園召喚術科の教師を務めるメオウ族。ダークナイト、ホーリーナイト、ヘルハウンド、サラマンダー、カーバンクル、ワイバーンと契約している。後に精霊結晶から生まれた水の精霊とも契約を成功させ、地道に育てている模様。
始まりの日から30年の間に召喚術はかなりマイナー化してしまい、生徒もほとんどいない状態だった。武具精霊と戦って勝たなければ最初の契約が出来ず、そのための装備やアイテムのコストもバカにならないことがネックだったが、ミラによって契約戦闘時の強化装備などが提供され、クレオスの努力もあって光明が見え始める。更にミラが術技審査会でカイロスを圧倒して召喚術の可能性を見せつけ、エミリアの入学などもあって召喚術科はかつてない盛り上がりを見せるようになっていく。一時は召喚術修得を諦めて出て行った生徒たちも戻ってきた結果、生徒は出戻り組と新入学組が混在して年齢層がバラバラになっている。
ジークフリードから好意を寄せられているが、まったく気付いていない。また、意外な特技としてパズルなど仕掛けの解読が得意。
ジークフリード
アルカイト学園魔術科の教師。ヒナタに惚れており、愛称呼びをお願いしたり夕食に誘ったりと懸命にアプローチしているものの、成果は全く出ていない。青いジャージの上下を愛用している。
カイロス・ベルラン
声 - 池田純矢
アルカイト学園魔術科の学生。術技審査会における魔術科代表で、派手なパフォーマンスで受けが良かったため、完全にうぬぼれている。実際に披露した魔術も派手なだけで実戦に考慮していない上に効率も悪い等とミラには酷評されている。ヒナタの代理として出たミラの召喚術に難癖を付けて対戦するが、術を放つ間もなく六体のダークナイトの剣を突きつけられて敗北した。それでも敗北を認めずに見苦しく喚いていたが、さらに二十人に増員したダークナイト達を見て絶叫して気絶し、退場した。
そのことを逆恨みし、城から無断で持ち出した術を封じる結界具と陰の精霊武具、助っ人としてアサシン2人を引き連れてミラを誘い出してリベンジしようとしたが、返り討ちに遭い犯罪者として国に引き渡された。父親のベルラン侯爵も弁護のしようがない状況であり、ソロモンからも手加減抜きの尋問を許可されるが、精霊武具は母親の伝手で手に入れただけで大したことは知らなかった。
親の威光で権力を悪用するだけでなく、魔術の腕だけは確かなので逆らう者には実力行使するなど、色々と悪い噂が絶えず魔術科内でさえ疎んじられていた。故に人望は皆無で、取り巻きたちも絡まれたくなくて渋々従っていただけだった。
アルフォンス・ベルラン
アルカイト王国の侯爵で、ベルラン家の当主。国に仕える優秀な魔術士で、息子のカイロスとは違い相応の良識を持っている。普段は息子を溺愛する妻の歯止め役を担っているが、術技審査会が行われた時期には遠方の視察に出ていたため、妻子の暴走を防ぐことができなかった。
メアリ
アルカイト学園の専門学部生。控室でカイロスとミラが諍いを起こした際、ミラを矢面に立たせてしまったヒナタを責めつつ、子供らしくない雰囲気のミラに興味を持つ。
エミリア・フローレス
オズシュタインの貴族であるフローレス家の三女で、アルカイト学園召喚術科の学生。金髪ツインテール。14歳という若さながら優秀な召喚術士の卵で、ダンブルフの大ファン。同じくファンである生徒たちで作った、召喚術科最大派閥のリーダーを務め、ダンブルフを悪く言う他科の生徒や派閥によく喧嘩を売っている。
入学したのはミラが大陸鉄道で旅立った後であり（シルバーサイド駅で短時間ながら顔を合わせている）、カイロスの所業は話に聞いただけではあるものの、同じ貴族として到底許せず、更にダンブルフの弟子であるミラを襲うなど最低だと断じている。
術技審査会でダークナイトの二体同時召喚を披露して見せ、ミラに気に入られて特別レッスンを受ける事になった。ミラがニルヴァーナへ赴く際に後輩へ学んだことを教える役目を勧められ、しっかりとその役目をこなしつつ勉学に励んでいる。
小生意気そうな貴族令嬢という雰囲気ながら、非常に真面目で勉強熱心、おまけに曲がった事が大嫌いという好人物。同年代の中でも下から一二を争う程に薄い胸を気にしていたが、ルミナリアの励ましを受けて多少の希望を見出す。
ゴードン
エミリアの執事。エミリアがアルカイト学園に入学してからも、引き続き世話を続けている模様。彼の落ち着いた立ち居振る舞いや老い方、身だしなみなどはミラの理想に近く、褒め称えられて気恥ずかしくも嬉しく思っている。
ダグ
アルカイト王国の王城に勤めている職人で、西の馬車用倉庫と厩舎を受け持つ車両管理長。壮年のガリディア族で、非常に体格が良い。他の職人たちと一致団結して作り上げたミラの特注ワゴンは、現在持てる技術の全てを注ぎ込んだ集大成であり、この経験で一回り成長できた事を確信している。よってその機会を与えてくれたソロモンとミラに、最大級の感謝を告げた。
カール
アルカイト王国の王城に勤める伝令官。王国北東の国境付近の森に、アーク大陸の魔獣ゴリーマルキスが現れたと報告した。
リオ
アルカイト王国の王城に勤める伝令官見習い。ゴリーマルキス出現の報せと共に、父と兄がいる商隊が襲われたと聞いて取り乱してしまう。商隊の救出とゴリーマルキス討伐に向かうルミナリアに対し、人探しの術が使える事をアピールして同行を願い許可される。幸い彼女の父兄も含め商隊は全員が助かり安堵したが、ルミナリアの規格外な強さと優しさに惚れ込んでしまい、王城にあるルミナリアの寝室を訪れる女性の一人となった。
ハロルド
ゴリーマルキスに襲われた商隊のリーダー。青の魔術士（ルミナリア）とリオを討伐隊の先遣隊と勘違いして、隠れていた場所から出てきた。討伐隊が来ないと知って絶望しかけるも、あっさりゴリーマルキスが討伐された上にリオが名を呼んでしまった事で状況を把握。ルミナリアに深く礼を述べると共に、何となく事情を察して商隊の仲間には「青の魔術士」で通す事にする。
ジュード・シュタイナー
アルカイト王国の貴族の五男で、召喚術の塔に在籍している研究員。召喚術の才能を見込まれて幼い頃に塔に預けられた、興味を持った事にとことん打ち込む生粋の研究バカである。父親が軍属なので様々な戦術に触れる機会が多く、幼少の頃から兵法を齧っていた。現在は世界各地を巡りつつ、ブルースと名乗って召喚術の普及に尽力している。連塔発行の召喚術の教本も執筆しており、その内容はミラが見てもベストと言えるほどに充実したもの。
夢だったヴァルキリーとの契約を実現すべくラトナトラヤで準備を進めていたところ、禍々しい魔物除けを目にして放っておけなくなり、出回っていた分をほぼ回収したところでミラとメイリンに遭遇。当初は売人と誤解されて戦う羽目になるが、すぐに誤解は解け協力して対処する事となる。その過程でヴァルハラ行きが決定したため、渡りに船とばかりに同行を申し出て、結果としてヘルクーネたち三姉妹との契約に成功した。ただその際にミラに傅くヴァルキリーたちを目にし、ミラの正体に気付かされる。国家機密である九賢者探索の任務を明かされて秘密厳守を誓うも、すぐさま同行していたプリピュアの正体にも気付き再度釘を刺される。
その後も引き続き魔物除けに関する一連の事件解決に協力し、解決後は当初の予定通り闘技大会に出場する。しかし事前にそれを聞いたミラに無差別級への出場を強制され、世間への召喚術アピールを託されて部分召喚会得へ向けた地獄の特訓を課される羽目になった。予選は無事に勝ち抜いたものの、決勝トーナメントでは残念ながら一戦目でプリピュア（メイリン）と当たってしまう。しかし事前にミラがメイリンと交渉を成功させていた事や、ミラから直接激励された事もあって、全力を尽くした上での敗北という観衆からも絶賛される形で彼の試合は幕を閉じた。
アルスロッド
退魔術の塔の補佐官を務める竜人族。戦士としても優秀だが気性が穏やかで、怒りを起点とする固有能力「竜の逆鱗」が使えず、落ちこぼれとして迫害されていた。そんな時にヴァレンティンの誘いを受け今に至る。
晴虎
陰陽術の塔の補佐官を務める猫又。補佐官の中では二番目に高齢。飼い主の女性が亡くなった事がきっかけで猫又となったが、遺族から気味悪がられたため自分から家を出た。カグラと出会ったのは野良となってからである。
フェレーナ
聖術の塔の補佐官を務める、人と精霊のハーフ。極度のあがり症で人前ではドジが目立つが、人目が無い時は役職に相応しく非常に優秀。
グラーフバイロン
仙術の塔の補佐官を務める、パンダの賢獣。知能は人と同等かそれ以上で、かつては神と奉られる事もあった特別な存在。
トルテ、アルテ
降魔術の塔の補佐官を務める、妖精族の双子姉妹。どちらも非常に騒がしく、一人が話し出すと二倍煩くなる。
クラリエッタ
無形術の塔の補佐官を務める、ホムンクルスの少女。ある日突然、フローネが超古代遺跡から連れ帰った。当時は言葉すら話せなかったが、補佐官たちが親代わりとなり様々な事を教えた結果、今では補佐官の仕事までこなせるようになっている。
レオナ
ルナティックレイクにあるカードショップ「アステリアホーム」にて、「第一回レジェンド・オブ・アステリア大陸一決定戦 アステリア杯」の予選決勝に挑んでいた美女。ダンブルフのカードを所持していた事で間接的にミラの応援に与り、終盤で苦戦したものの見事にグランディールを打ち破り優勝した。なお彼女を応援するファンは非常に紳士的で、対戦相手をも敬い接する誠実な者たちばかりである。
エリオ
グリモワールカンパニーの営業担当で、フリオの従兄弟。フリオから聞いた話と、アルカイト学園に降り立った精霊飛空船関連の情報から、精霊女王がルナティックレイクにいると確信して探し回る。しかし図ったようにすれ違うばかりで結局会う事は叶わず、ボーナスを得てバッカスで豪遊するチャンスを失った。後に精霊女王が銀の連塔に出入りしているとの情報を得て、シルバーホーンの術士組合を訪れては精霊女王の行方を尋ねる毎日を送る。その地道な活動が遂に功を奏してミラの耳に届き、カード化について全権を委任されたマリアナが訪ねてきた事で、ようやく精霊女王のカード化交渉を行う事に成功した。更に一緒にいたルナを見てマリアナ自身のカード化を思い付き、提案してみたところ二つ返事で了承を得られ、マリアナ＆ルナという形でカード化が決定した。
エマ
ルナティックレイクにあるカードショップ「アステリアホーム」の店員。エリオとは顔見知り。
ディリッド
アルカイト学園魔術科の学生で、カイロスの取り巻きだった青年。当時は随分と大きな顔をしていたが、カイロスが失脚した今では孤立状態になっている。とはいえ取り巻きになっていたのは標的にされたくなかったからで、カイロスについては自業自得だと理解しており、ミラや召喚術科に対して思うところは無い。ダンブルフの肖像画落書き事件についてミラたちが聞きに来た際、ルミナリアに誰だってやり直せると諭されて奮起、迷惑を掛けた者たちにしっかりと謝罪して一から歩き出す。
フィル
アルテシアの孤児院で養われていた少年。召喚術士の適性があり、アルカイト王国に移ってからはアルカイト学園召喚術科に編入する。当初は内気で無口な子供だったが、色々と世話を焼いてくれるエミリアに懐いて、少しずつ明るく元気に話せるようになっていく。朝と放課後にはエミリアに練習を見てもらっていたが、ある時エミリアがミラの特別レッスンを受ける事になり、楽しみにしていた練習時間が奪われてしまう。エミリアからはダンブルフの弟子としか聞いておらず、それがミラお姉ちゃんと慕う人物だとは知らなかった事もあって、ダンブルフという英雄に対する嫉妬心が爆発、学園の特別室に入り込んでダンブルフの肖像画に落書きをしてしまった。しかし、この一件は学園内で横行していた裏取引の撲滅に至るきっかけとなった。その後は、彼もエミリアと一緒にミラの指導を受けるようになる。
孤児院で教わったスカウト系の技術は彼に合っているようで、特にピッキングに関しては既に完成の域に達しており、伸ばしていけば超一流のスカウトにも成り得るという。
スヴェン
アルカイト学園仙術科の学生。鍛え上げた立派な体躯に坊主頭という姿をしているが、階下のウォッチャーという通り名で知られるスカート覗きの常習犯で、女子生徒全員から嫌われている。バドミントン部に所属しているのも、ワンピースタイプのユニフォームのスカートを狙っての事。また隠密性に長けている事を利用して、水着・体操服・着替え・パンチラといった様々な女子生徒の写真を盗撮しており、そこにはエミリアや特別レッスンを行うミラの写真も大量に含まれている。これらの盗撮写真はロジャーの妄想力により、ディルゲンに提供される女性の裸像の素材となる。
ただどういう意図だったのか、男子生徒や教師、小動物といった写真も撮っていたようで、特に小動物の写真は完全な無警戒で愛くるしさに満ちている代物。この方面で腕を磨いていけば、素晴らしい動物カメラマンになれる可能性がある。
ディルゲン
アルカイト学園の学生で、卓越した絵描きの才の持ち主。ロジャーの妄想図を基にして、本物と見紛う程の女子生徒の裸婦画を描き上げ、ひっそりと裏取引を行っている。志を同じくするスヴェンやロジャーとは、友情を超えた固い絆で結ばれているらしい。
ロジャー
アルカイト学園の学生で、圧倒的な妄想力と謎の風の使い手。目にした女性の裸像を鮮明に脳裏に描けるほか、彼がいる所には突如謎の風が吹き抜けて女子生徒のスカートを捲っていくのである。水泳部に所属しているのもその欲望に忠実に従った結果であり、彼の視線に耐え切れず水泳部を辞めた女子生徒もいるほど。見た目だけなら女性に人気が出そうな好青年で、鍛え上げ引き締まった肉体は大会代表選手と言っても過言ではない。しかしそのせいで彼の本性が明らかになるまで時間が掛かり、女子生徒のみならず女性教師までも謎の風の被害に遭っている。
水泳部のシャワールームにあるシャワーを細工して、プールとスクール水着に仕込まれた術式にノイズを発生させ、術式を破壊する仕掛けを施している。この術式異常を起動させるとシャワーを浴びた人物の水着が破れ、眼福に与れるといった具合である。これだけの複雑な仕組みを制御しきる腕前と情熱は並々ならぬものがあり、いずれは銀の連塔にも入るほどの実力者になる可能性を秘めている。
リンベル
アルカイト学園に勤める教師で、恐らくは水泳部の顧問。部員ではないミラたちがプールにいるのを見つけて用向きを尋ねるが、ルミナリアに正体をこっそり告げられて驚愕し、言われた通り全力で気にしない事にした。
メロディ
シルバーホーンにあるペット用品店「ワイルドバディ」のプール施設において、一人遊びの達人という称号を持つ有名中型犬。
ジョス・キーショウ
三日月の愚者の友人である服飾品蒐集家が作り出した、金色のボディを持つド派手なゴーレム。主の遺したコレクションルームの案内人を務めており、試練への挑戦者に対しては内容説明と合否判定を行う監督者となる。重度のロリコン趣味だった主のセンスと知識を完全継承しているので、当然それに沿った判定を下す事となる。
ちなみに試練の内容は、パーフェクトファッションショー、パーフェクトダンスショー、レッツリンボー、鉄棒、リングツイスト、決めポーズとなっている。
デラパール
三日月の愚者の友人である服飾品蒐集家が作り出した、デッサン人形のような姿のゴーレム。ロングヘアーの鬘を付けていて、見惚れてしまうほどに見事なダンスを修得している。主のコレクションルームで挑戦者に課される試練の内、パーフェクトダンスショー、鉄棒、決めポーズにおける本番前の稽古を担当する。非常に熱心且つ親切で優しいトレーナーで、どんなに不出来でも決して怒らず、できるまで手取り足取り懇切丁寧に指導する。
ディアス
アルカイト王国軍特殊部隊隊長。ソロモンは彼に実戦経験を積ませる目的で、ニルヴァーナ皇国闘技大会特別トーナメントに出場させた。三回戦目でセロと当たってしまい敗北する。
彼の部隊は魔導工学を駆使した兵器や術具の運用を得意とした者達で編成され、秘密裏に製造された銃火器に似た術具を主兵装としている。ソロモンの趣味をこれでもかと反映させた武装での戦闘は、ミラをして血も涙もないと言わしめるほど。
ヒメルダ
王城勤めのエリートで、国の行事などを担当する行政機関の一員。十匹以上の兎を飼っている関係でペット愛好会に入っており、そこでマリアナと意気投合し仲良くなった。自宅の部屋の7割を兎飼育用に改装していて、自由に動き回る兎達の姿を堪能できるらしい。
レーネ
ルナティックレイクでは有名な野良猫界のアイドルで、グルメ志向の白猫。高貴な佇まいと媚びない姿勢が特徴の、高潔なクールビューティー猫である。

### ギルド・エカルラートカリヨン
エメラ
声 - 夏吉ゆうこ
大陸各地にいる副団長の一人で、エルフの女性剣士。セロと最初に仲間になった内の一人。無類の刀剣マニアだが、その根本にあるのは英雄への憧憬であり、その対象には英雄が使っていた武具や共に戦った仲間たちも含まれている。漫画版の番外編によると、自身の理想とする「エルフの剣士」よりも徒手格闘の「拳士」としての適性が高く、その証拠に暴走するフリッカを武力で制圧する役目を担っている。
アスバル
声 - 安元洋貴
戦士の青年で、セロと最初に仲間になった内の一人。漫画版の番外編によると両親も冒険者だが、父はクレリックで料理が得意。大戦斧使いの母親と6人いる妹たちの方が戦士としての適性が高く、ミラの召喚したヴァルキリー・シスターズを見て「母や妹たちは地元のヴァルキリー」なんだと納得した。
ゼフが正式に入る前からの知り合いで、抱えているトラウマも知っており何かと気に掛けている。また見習い冒険者相手に戦闘技術関連の授業を頻繁に行っているが、術士については専門外で詳しく教えられずにいた。そんな時にミラの闘技大会実況を聞いて知識の深さに感銘を受け、是非とも特別授業を依頼したいと考えている。
フリッカ
声 - 櫻弥恵
魔術士の女性。本来は知的な性格だが可愛いもの好きを異常にこじらせており、ミラに対して危険なほどの興奮を抱く変態。その常軌を逸した行動力と魔術士にあるまじき身体能力を発揮して、ミラに抱きつき身体中弄るセクハラや夜這いまで実行しようとするが、常にエメラによって制圧される。エメラによれば、彼女がこれほど一途に執着するのは初めての事で、ミラを堪能すべく身体能力が飛躍的に日々向上しており、漫画版ではスライムのような不定形に変化して擦り寄ったり縄抜けしたりして（ミラ曰く「ギャグ時空の魔法」を使って）いる。
限定的ながら精霊の気配を感じられる能力を持っており、真実を知るまではセントポリーは精霊に愛された土地なのだと思っていた。
ゼファード
声 - 斉藤隼一
スカウトの青年。通称は「ゼフ」。幼くして親を失い、冒険者の助手をしながら妹のリリカ（声 - 藍本あみ）と暮らしていたが、流行り病に関する知識不足でその妹も亡くしている。
古代神殿ネブラポリス第五層にて、暗丞の鏡のおかげでリリカと再会。自分のせいで死なせてしまったと詫びるも、感謝こそすれ恨んでなどいないと叱咤され、ようやく長年のトラウマを解消する事が出来た。
お約束的に女風呂を覗くなど、多少お調子者ではあるが真っ直ぐな心根の持ち主で、斥候としての能力も高い。考古学に関する知識が豊富で（男のロマンと称している）、秘匿されているセンキの埋葬地についての噂を知っていた。またキメラクローゼンの幹部と思しき人物（トーマス）を特定し、ミラと協力して追跡する事で本拠地への入り口を発見する事に成功している。ただ残念ながら勉強の方はからっきしだったので、タクトと一緒に基礎科目を学んでいるとのこと。
セロ
声 - 中島ヨシキ
団長を務めている元プレイヤーで、大陸中にファンがいるほどの有名Aランク冒険者。ゲーム時代に傭兵としてフローネの部隊に加わった際、カグラを見た事がある。2116年9月24日にこの世界に現れ、ゲームが現実になって困惑の極みにあった時に、元NPCの村人たちから親切にされて感銘を受け、困っている人の役に立ちたい一心で旅に出た。程なくしてエメラやアスバルと出会い、しばらくは三人で旅をしていたが、徐々に仲間が増えていきギルドを設立する事となった。ミラの事は初対面時からダンブルフの可能性が高いと踏んでいたが、できれば隠し事を暴くよりも秘密を共有する友人になりたいと考え、敢えて指摘はしなかった（キメラクローゼン討伐後、開き直ったミラから正式に打ち明けられる）。剣で連続して切る技「追刃」を極めた者として「追刃のセロ」と称されるが、それは彼の力の一部でしかなく、真骨頂は余程の死地や威力が必要な時にしか使わない「終刃」にある。また速さを重視して鍛えていた事で、30kmを僅か30分で走破できる脚力を誇る。自身では九賢者に到底及んでいないと謙遜するが、ミラとカグラが戦力として太鼓判を押すほどの実力者。
ニルヴァーナ皇国闘技大会特別トーナメントでは優勝を果たし、エキシビジョンマッチにおいて自分より遙かに格上の十二使徒・アルトヴィードを指名。自分がどこまで通用するかの腕試しだったが、時間制限いっぱい戦った上で引き分けとなった。
意外な事に高所恐怖症で、ミラが召喚したペガサスに乗った時は日頃の平静さが崩れていた。
キリク
闇騎士の青年。無表情に近く暗い雰囲気を持つが、仲間に秘密で孤児院へ寄付を行っていたり（実はとっくに知られている）、受けた恩には必ず報いようとしたりと情に厚い。ヴォルフトが持っていた、炎の力を宿す大鎌をミラから託された。
メイヤール
ギルドナンバー1390。怪盗ファジーダイスの大ファンで、ハクストハウゼンでファジーダイスの活躍を堪能した後、ファジーダイス様グッズ交換会兼オークション会に参加する。その会場を訪れたミラとラストラーダにセロに連絡を取って欲しいと頼まれるが、そう言ってくるのはセロとお近づきになりたいだけの手合いが非常に多く、そういった頼みは全て断るようにしていた。しかしラストラーダがファジーダイスの私物であるマントを報酬として提示し、更にセロでなくエメラや他のメンバーでも構わないとミラが妥協した事で遂に陥落。冒険者総合組合の特別通信室に出向き、本部経由でエメラに連絡を取ってミラに取り次ぎ依頼を達成、無事に報酬を手にすることができた。

### 鎮魂都市カラナック
タクト
声 - 井澤佳の実
カラナックに祖父と2人で暮らしている少年。死亡したと聞かされた両親に会いたくて、ネブラポリスに連れて行ってくれる冒険者を探していた。死者と語ることが出来る「暗丞の鏡」で両親が呼び出せなかったことで、生存している可能性を見出す。術士としての才能があり、依頼達成後に行った適性検査では魔術、聖術、陰陽術の適性があることがわかった。その後、聖術士となることを選びエカルラートカリヨン見習いとして修行中。14巻でミラに届けられた手紙には、無事に両親と再会できた事、修行に精を出している事などが書かれていた。後にニルヴァーナで再会した際は、アルカイト学園の術士適性試験をクリアしており、残る術と各教科の筆記試験へ向けて勉強中とのこと。
ちなみに、一緒に住んでいる祖父はカラナック一の術士らしい。
アシュリー、リーネ
タクトの両親。夫婦で冒険者をしていたが、5年ほど前に行方不明となって情報も途絶えたため組合の規定で死亡扱いとなる。実は母親のリーネは「精霊とエルフのハーフ」で、精霊を呼び寄せる能力を持っている事からキメラクローゼンに狙われ、夫婦共に五十鈴連盟に保護されていた。息子がいると分かれば狙われるのは確実なので迂闊に連絡もできず、リーネは息子に会えないことによるストレスが危険域に達していた。キメラクローゼン壊滅後は無事にタクトと再会し、平和に暮らしている様子。ちなみにリーネはセロの大ファンであり、その熱烈振りは夫のアシュリー以上のものとなっている。
レオニール
カラナックにある術士組合の組合長。様々な情報の収集に余念が無い。後にキメラクローゼンと繋がりのある一部の冒険者の特定に成功し、その動向から精霊王を狙っている可能性があるとソロモンに報告した。
ユーリカ
声 - 谷口夢奈
カラナックにある術士組合の受付嬢。ミラの組合登録手続きを行った。ダンブルフの大ファンで、ミラと握手した手はもう洗わないとまで言い出すほど。
トーマス
エカルラートカリヨンに所属していた青年。結婚を機に脱退し術士組合に就職したが、ネブラポリスの結界装置を点検に行ったまま失踪。自宅前に現れた結婚指輪を持ったゾンビは、彼だった可能性が高い（ゾンビの多発事件終息後、6体だけだった人型ゾンビ全員が街の不明者リストと一致したとセロが話していた）。
ダスティン
一年前から連絡が無い、行方不明中の青年。母の手作りの鞘に入れた守り刀を所持していた。既にゾンビになってしまっており、母を見つけて近寄ろうとするも、警邏騎士に斬り伏せられ力尽きた。
エウィン
アルカイト王国国軍警邏庁所属の警備兵。ミラとタクトの二人を迷子と思って声を掛け、エメラたちが待っている宿・春淡雪まで案内した。

### ハンターズビレッジ
アルフェイル
氷の精霊剣を携える剣士で、村周辺ではトップの実力者。5年ほど前に噂を聞いて会いに行ったメイリンに完敗して以降、術士に強い憧れを抱いて気分だけでも味わいたいと、たくさんの起動術具を揃えている。強者を見ると挑まずにはいられない性分であり、偶然訪れたミラにも手合わせを願い出たが、召喚されたダークロードに完膚なきまでに敗北する。しかしこの敗北は彼をより一層奮起させ、すぐさま荷物を纏めて武者修行の旅に出立した。
後にニルヴァーナ皇国の闘技大会に出場した際、予選決勝の一枠でブルースと激戦を繰り広げるも力及ばず惜敗となった。
ラトリ
声 - ランズベリー・アーサー
祈り子の森で生計を立てているハンターの一人。村周辺ではアルフェイルに次ぐ実力の持ち主で、父親は村で宿屋を営んでいる。親友のメリッサがタイラントスパイクバックにやられて死の際にあり、回復の見込みも無くて絶望に沈んでいた。しかし偶然訪れたミラのおかげでメリッサは回復、若者たちの中では最初に希望を取り戻した。
ドラン
声 - 利根健太朗
祈り子の森で生計を立てているハンターの一人。多少ながら医療の心得があり、タイラントスパイクバックにやられた負傷者たちの面倒を見ている。廃れる以前の召喚術を知っている年配3人の内の一人。
メリッサ
声 - 神戸光歩
祈り子の森で生計を立てているハンターの一人で、ラトリの親友。タイラントスパイクバックに襲われた際、仲間を助けるために囮役を引き受けて負傷した。魔阻毒のせいで傷が治らず死ぬ寸前だったが、偶然ミラが訪れた事でアスクレピオスの治療を受けられ全快した。
バルド
祈り子の森で生計を立てているハンターの一人。仲間を助けるため負傷したメリッサに深く感謝しており、何とか恩に報いたいと思っている。
トモキ
声 - 山口智広
三神国に納める神像の材料を求めて森を訪れていた、生産特化の元プレイヤー。木工が専門で当初は杖や弓を作っていたが、趣味で作った木彫りの彫刻（三神を模した神像）が大ヒットした事で、今では仏師のような扱いを受けている。戦闘の腕はからっきしで、冒険者で言えばCとDの間くらい。
緑陰紫翁之命
声 - 蒼谷和樹（老人）、佐倉綾音（櫻の女性）、利根健太朗（樹皮の男）、櫻弥恵（ツタの少女）
雲を貫くほどの巨大な御神木（元は桜の木だった）の付喪神で、祈り子の森の主。長老と呼ばれている。訪れた人と話す時は、葉のローブを纏う老人、桜の花のローブを纏う女性、樹皮の鎧を纏った男性、蔓が絡みつく少女の4体が降臨する。かつて神命光輝の聖杯の材料を求めて現れたソウルハウルに、自身の根の一部を譲った。ミラが訪れた際は土産として種を一つ渡しており、これは後にマティの手で大いに役立てられることとなる。なお、呼び出す際は相応の供物が必要。

### キメラクローゼン
コウ
声 - 財木琢磨
作中では黒の男と称される、末端構成員の一人。プライマルフォレストの出口でミラを見掛けるが、会話の結果精霊ではないと分かり剣を収めた。適当に誤魔化してその場を去り、湖で遊んでいた精霊を捕らえようと襲い掛かるもブルーの介入で失敗。更に怪しいと踏んで追ってきたミラに敗北して捕縛され、五十鈴連盟に引き渡される。
初めての貴重な情報源・捕縛一号として丁重に本部へ護送され、ウズメ（カグラ）の術で情報を全て吐かされた後に断罪されたらしい。幾つかの活動拠点や合言葉くらいしか把握していなかったが、それでも攻勢に転じるきっかけとしては十分すぎる程だった。
グレゴリウス
5人いる最高幹部の一人で、三つ首の一角。グレゴールの息子で、死霊術士。元はオズシュタインで結成された考古調査団の護衛副隊長で、就任した際は父親から護身用の剣を贈られた。センキの埋葬地で鬼姫と遭遇した際、その魔眼による催眠で精霊を有害な存在と信じ込まされ、それを否定する調査団と護衛隊のメンバー全員を処刑して鬼姫の軍門に下った。
幻影回廊を竜巻で封鎖して精霊王の力を手に入れようとするが、ミラの介入により失敗。この時に陰の精霊剣としていた護身剣はミラの手に渡り、父親の手に戻る事となる。後にミラとは本拠地で再会する事となり、数千体のストルワートドールと精霊キメラまで持ち出して戦うが敗北。精霊キメラの翼を起爆して逃げようとするも、起爆を阻止された上で捕縛された。
アイザック・マイヤー
中級幹部の一人で、開発部副長を務める魔術士。ゼルの部下の一人で、表向きにはセントポリー貿易国外交官代表レイトン・ノックスと名乗っている。グラドの襲撃を受けて抗戦するも敗北、ジャマルに用済みとして始末されそうになるが、ミラの介入で命を拾った。組織に自分の居場所が無くなった事を悟り、知る限りの情報を正直に喋って保護を望み了承される。
キメラ壊滅後は外交上のノウハウを若者たちに教える仕事に就くが、最低限の給料と休日無しという厳しい条件を呑まされており、それでも教会に連行されるよりはマシと現状を受け入れている。
ゼル・シェダル
5人いる最高幹部の一人で、グラドの弟。兄と同じく退魔術士で空の民の神官だったが、常に自分の上を行きアルティネアの心をも射止めた兄への劣等感と嫉妬から、キメラクローゼンの襲撃に乗じて里を裏切りアルティネアを拉致、そのままキメラの一員となった。その精霊に関する知識と集められた精霊力を使い、精霊力の調律装置や精霊爆弾などの様々な術具・兵器を開発、組織の力を劇的に進化させた功績を認められ最高幹部に上り詰めた。セントポリーの東にある山脈の麓の小村に大工房を構え、本拠地の様々な機能を維持する制御装置を管理しつつ、いつも何かを造っているという。
結界に関してだけは里で最も優れた使い手で、襲撃してきた兄に対しても結界を使って応戦するが、最後の詰めを誤って討ち取られた。
ジャマル
最高幹部が組織に不利益と判断した構成員を始末する、異物狩りと称される粛清担当者。降魔術士であり、術で生成した毒で暗殺を行う。敵の手に落ちたアイザックを始末しようとするが、ミラに阻まれた上に即座に倒され捕虜となる。彼もアイザック同様に命が惜しいようで、知る限りの情報を正直に喋って保護を望み了承される。
キメラ壊滅後は前職を活かせる残党狩り部隊に配属されるが、最低限の給料と休日無しという厳しい条件を呑まされており、それでも教会に連行されるよりはマシと現状を受け入れている。ちなみに残党狩りが済んだ後は、セントポリー所属の軍関係者になる予定。
トーマス
幹部の一人で、表向きにはセントポリーの財務大臣オズワルドの秘書。ゼフの調査でキメラの一員の可能性が高いと判断され、ミラたちは彼を尾行する事で本拠地への通路の一つを発見した。
赤茶髪の男
本名不明。 5人いる最高幹部の一人で、三つ首の一角。三人の中では最弱らしく、ミラたちの足止めを引き受けるも、カグラの容赦ない一撃で瀕死の重傷を負い捕縛された。
鎧王
5人いる最高幹部の一人で、三つ首の一角。ゲーム時代ならチートと言われそうなほどの精霊武具である超重装鎧を纏い、風の力を秘めた精霊武具であるハルバードを武器としている。元はオズシュタインで結成された考古調査団の一員で、センキの埋葬地で鬼姫と遭遇した際、その魔眼による催眠で精霊を有害な存在と信じ込まされ軍門に下った。
ミラとカグラを先行させたセロと相対するが、結果として掠り傷すら負わせられず自慢の鎧を打ち砕かれて捕縛された。
鬼姫
5人いる最高幹部の一人にして首領。鬼の呪いの集合体が怨霊と化し、ティリエルの体に取り憑き乗っ取っている。その目的は精霊たちを滅ぼし、鬼族を復興して世界を支配する事。人を言葉で狂わせ疑心を最大限に膨れ上がらせる、催眠系では最高位に位置するほどの強力な魔眼を操る。また精霊を蝕む黒い霧と法力を操って戦うので、特に精霊に対しては絶大な効果を発揮する。
本拠地に攻め込んできたカグラと激戦を繰り広げるが、力及ばず怨霊は祓われティリエルは解放された。

### 五十鈴連盟
ウズメ
五十鈴連盟の総帥、正体は九賢者のカグラ。詳細はそちらを参照。
ブルー
声 - 相葉裕樹
マルチカラーズ第五小隊の一員で、陰陽術士の男性。黒の男から精霊を庇った事で戦闘になり、麻痺毒を受けて殺されかけたところをミラに助けられた。受けた恩は納得のいく形で返さないと落ち着かない性分。詳細は不明だが、非常に恥ずかしい武勇伝の持ち主らしい。
ホワイト
声 - 岩佐美咲
マルチカラーズ第五小隊の一員で、仙術士の女性。ブルーと組んで黒の男を尾行していたが、謎の少女（ミラ）の登場で二手に分かれる事になり、彼女はミラの追跡を担当した。そのため、ブルーは単独で黒の男と戦わざるを得なかった。ミラの綺麗な銀髪を賞賛し、傷んでしまうのは勿体ないとして、髪を乾かす無形術や髪の手入れについてミラに細かくレクチャーする。ピニャという猫を飼っており、任務中は知り合いに預かって貰っている。
レッド
マルチカラーズ第五小隊の一員で、剣士の男性。ガリディア族。
シルバー
マルチカラーズ第五小隊の隊長で、聖術士の男性。式神・ニャン丸の主を探すため拠点を教えて欲しいとミラに頼まれ、立場上そう簡単には教えられないと難色を示すが、ミラが持っていた大勲位九塔輪旗下章を本物と認識。ミラの立場と権限を正確に理解して協力する事に決め、紹介状を認めた上で本拠地の場所を伝える。
グリーン
マルチカラーズ第五小隊の一員。女性。数十を超える凶器を内包した迷彩色のコートを羽織っている。
パープル
マルチカラーズ第五小隊の一員。ドワーフ族の女性。
アカドリ
本拠地がある四季の森で、見回り兵長を務めている陰陽術士の女性。森を訪れたミラを、ウズメがいる正殿まで案内した。ウズメを心から尊敬してはいるものの、自身が契約している式神・朱翼大鷲の名前をピヨ之進にされてしまった事は受け入れ難い様子。
キツネ
ヒドゥンの一員で、陰陽術士の女性。短期間ながらカグラの指導を受けた事があるが、そのせいで契約した黒猫の式神の名をニャン丸にされてしまった。
ミザール
ベレロフォン隊の隊長を務める男性。総帥の正体を知る数少ないメンバーの一人。
アリオト
ベレロフォン隊の参謀で、連盟の頭脳と称される初老の男性。メンバーからは絶大な信頼を寄せられているほか、総帥の正体を知る数少ないメンバーの一人。キメラクローゼン討伐後は、キメラの幹部たちが担っていたセントポリーに出資する匿名貴族の役を引き継ぐ。そして膨大な後始末が終わり軍備縮小が済み次第、カグラから全権を委任され二代目総帥となる予定。ちなみに、彼の老い方はミラからすれば中々に理想的らしい。
コンゴウ
マルチカラーズ隊の総隊長で、ガリディア族の男性。総帥の正体を知る数少ないメンバーの一人。
コフィン
各国の統括員を取り纏める代表者で、エルフの男性。
ヘビ
ヒドゥンの一員で、死霊術士の女性。冒険者登録はしているが、Cランク止まり。任務で天秤の城塞へ向かう際にミラたちとチームを組み、以後もしばらく行動を共にする。当初はミラのワゴンがさほど大きくない事から留守番になりかけたが、最重要任務なのにヒドゥンで自分だけ参加できないのが嫌で、同行を強く希望して参加できる事になった。ただ、そうした経緯から多少後ろめたさを感じて、城塞では率先して役に立ちミラに認めてもらおうと奮起していた。人の話をよく聞いてよく吸収する一種の天才で、元は見た目通りの淡白な性格だったのだが、尋問の専門家の仕事を間近で見て興味を持ち、様々な尋問方法を習得した結果ドSな一面を持つに至っている。刀身が梵字で埋め尽くされた、忌みを持つ魂を摘出し封じる術具の短剣ミスティークダガーを持っている。なお、酔うとキス魔になるらしい。
書籍版イラストではバストは標準的なサイズだが、漫画版では爆乳と言って良いほどになっている。また彼女が作るゴーレムは、アマラッテ作のレシピを元にしているとのこと。
サソリ
ヒドゥンの一員で、メオウ族の女性。冒険者登録はしているが、Cランク止まり。変声の特技を持つなど潜入工作においては組織内でも随一で、逆に隠密行動を暴くのも得意。任務で天秤の城塞へ向かう際にミラたちとチームを組み、以後もしばらく行動を共にする。グリムダート西の森にあるカラサワの里の出身で、里の伝統技能（壁や天井を地面のように駆ける事が出来る）を完全にマスターしており、里一番の才能だと褒められて色々と融通が利いたらしい。ちなみにメイリンも里の長老に気に入られ、技能を教わっていた事が後に判明する。体術のみに限ればミラを上回るかもしれないほどの実力者で、ミラと行った模擬戦ではダークナイトを12体まで倒してみせた。
漫画版では任務時の装備の下にはワンピース水着型のインナーを着ており「このまま泳げます」とは本人の弁。
クモ
ヒドゥンの一員で、（漫画版によれば）Aランク冒険者。迷彩色のコートを羽織った、軍人らしい顔つきの男性。任務で他の仲間と共に幻影回廊へ赴くが、グレゴリウスが作り出した竜巻に阻まれて中に入れず途方に暮れていた。仲間同士で離れた距離から状況を伝えるパントマイムの様な暗号には苦言を呈している。
マティ
五十鈴連盟セントポリー支部の支部長。といっても近辺にはあまり精霊がおらず、人手が要らないという事で支部員は彼女のみ。元は植物学者で、草木の育たぬ荒野に森を造りたいという熱意を買われて支部を任された。最近は荒野の緑化に最適な霊核種が入手できず研究は停滞気味だったが、ミラから緑陰紫翁之命の種を譲られて感激し必ず有意義に使う事を約束した。
アルバティヌス
マグヌス流錬金術の始祖にして、歴代随一と謳われるほどに有名な錬金術師。吸血鬼の一族なので非常に長命で生きる伝説と化しているが、その分偏屈にも磨きがかかっているという。隠居していたところにカグラが訪れて協力を頼まれ、快く承諾したらしい。黒霧石製の武器（鬼骨黒器）に対抗する手段として、白銀滅鬼シリーズの杖の製作を手掛けた。
ドヴァーリン
ドワーフ族の鍛冶師で、長年に亘り鍛冶師たちの頂点に君臨し続ける超一流の職人。アルバティヌスと同じく彼も生ける伝説そのもので、時には鍛冶の神とまで称される。黒霧石製の武器（鬼骨黒器）に対抗する手段として、白銀滅鬼シリーズの刃物武器の製作を手掛けた。
クラウス
五十鈴連盟ラトナトラヤ支部の支部長。2メートルを超える巨漢で目付きは鋭く、スキンヘッドなのも相まって殺し屋にしか見えない外見をしている。
10年ほど前にラトナトラヤに赴任、8年前に住民との融和・情報収集・連盟のイメージ改革を目的として、森の恵みを提供する店「エバーフォレストガーデン」を開店。精霊たちの協力と連盟に蓄積された森の知識のおかげで店は大繁盛、ラトナトラヤ東地区では知らぬ者なしと言われるほどになったが、そのせいで店長業務が忙しくなり本業は副支部長に任せきり。といっても強面故に接客業はできないので、必然的に裏方で事務仕事ばかりする羽目になっている。よって最近は支部長としての大仕事に飢えており、本業の任務に関われないことを歯痒く感じている。
キメラクローゼン討伐後、カグラから各支部長宛に精霊女王が現れたら協力を惜しまないようにと通達があった事もあり、カグラに連絡を取ろうと訪れたミラに全面的に協力する。連絡を受けて支部に飛んできたピー助を城にいるミラへ送り届けるが、その際に出会った給仕係の女性からハーブに関して相談を受け、話している内に意気投合して仲良くなった。その様子は運命の出会いとしか思えないものであり、ミラを通して見ていたマーテルも随分と燥いでいた。
ステラ
五十鈴連盟の本拠地にいる通信担当で、ヒドゥンの見習いでもある召喚術士。アーロンから色々話を聞いて精霊女王に心底憧れ、ミラから通信が来る可能性があると知って通信担当に立候補した。ドジで慌てんぼうながらも実力はそれなりにあり、上級召喚の入り口である円環シリーズも複数契約済み。
ミラからの連絡を受けて感激した後、前々から抱えていた悩みを相談して適切な助言を貰う事ができた。その後、本題だったカグラへの言伝を請け負う。

### セントポリー貿易国
グレゴール
属性付与の魔剣作りにおいて、右に出る者は無いという職人。知り合いの中でも特に親しい者にのみ、その使い手に合わせて剣を打つ。彼に認められ剣を打って貰うのは容易ではなく、戦士ならば誰もが憧れる程。最近ではセロの中継ぎによってエメラがその栄誉に与り、ヴォルフトの素材で炎の属性剣を打つ事になった。長い生涯の中で精霊と親密な交流が幾度もあり、加護を授かっているおかげで仕事中の微細な調整を可能にしている。よってキメラクローゼンの行いは彼にとって許し難いものであり、生きていた息子のグレゴリウスがキメラの幹部と知ってショックを受ける。キメラ壊滅後、ミラの計らいでグレゴリウスと面会し心の整理を付けた。
オズワルド
財務大臣。彼を含め首相を始めとする国の重役たちは、自分たちが代役を務めているのがキメラクローゼン幹部だなどとは微塵も気付いていない。
マルス、パティ、セオ、マーシュ、リナ（レナとも）
中心街から離れた階段状の区画に住んでいる、冒険者に憧れる子供たち。8歳のマルスが年長者で、リーダー的存在になっている。密売組織イルシャトラの手から逃げ出した幻獣ラームロストの赤ん坊ソルティを発見し、5人で面倒を見つつ大人たちに露見しないように注意している。
ハンス
密売組織イルシャトラの構成員。表向きには交易監察官のダリオと名乗っており、偽造した身分証まで持っている。犬や狼などを狂気に走らせる魔を秘めた特定危険物回収品・凶月の骨笛を所持しており、十匹の犬を操って手駒としている。逃げ出した幻獣ラームロストの赤ん坊を発見はできたものの、ミラに阻まれてあっさり御用となった。
ゲイツ、デボラ
セントポリーに存在する冒険者組合を取り仕切る、戦士組合長と術士組合長。五十鈴連盟が把握している国の真実をウズメから聞き、驚愕しながらも惜しみない協力を約束する。
カティーナ
キメラクローゼン討伐記念祝勝会夜の部に出席していた有力者の一人。精霊王の加護を受けたミラに出資を申し出るも、他の有力者たちに阻まれて舌戦を始める。

### ローズライン公国
エルヴィス・メルヴィル
次期大公に最も近いといわれている、メルヴィル商会の筆頭。キメラクローゼンと繋がりがあり、それによって商会を急成長させてきた。キメラ壊滅と時を同じくして、五十鈴連盟とルイーズの手で罪を暴かれ失脚した。
ミレーヌ
ヨハンの弟子で、錬金術師見習い。鎧鍛冶師の娘で、錬金術で父の技術にどこまで迫れるかを研究している。師匠の遣いでセンキの埋葬地へ黒霧石を取りに行ったが、そこでミラとサソリにキメラの幹部と勘違いされ捕縛される。誠心誠意訴えたおかげで誤解は解けたものの、自分が犯罪行為に関わっていたと知ってショックを受け、協力を約束して師匠についての情報を伝えた。救出されたヨハンの一家と合流後は、暫く五十鈴連盟の本拠地へ移り住む。
ヨハン
ミレーヌの師匠で、キメラクローゼンに利用されている錬金術師。元々メルヴィル商会から黒霧石の研究を依頼されたのは彼の父親で、彼自身は手伝ってはいたものの研究の詳細は知らされていなかった。しかし父親が原因不明の死に見舞われた事で研究の全体像を知り、強く反発して研究を阻止しようとしたが全く聞き入れられず、それどころか妻と娘を人質に取られて研究の続行を強要されている。密かに屋敷を訪れたミラとサソリを信頼して状況を打ち明け、妻子を助けてくれれば協力は惜しまないと約束した。その後キメラ側の事情で別の場所へ強制移動させられたものの、サソリの活躍で無事に救出されて妻子や弟子とも再会。暫くは五十鈴連盟の本拠地へ移り住み、アルバティヌスの研究に付き合わされる日々を送っている。
アンジェリーク、アンネ（アンナとも）
キメラクローゼンに拉致された、ヨハンの妻と娘。メルヴィル商会が管理する倉庫街、その一角にあるセンキの埋葬地近くの倉庫に監禁されている。ヨハンが実験に失敗したので影響を受けないようにする、という大雑把な説明しかされておらず、何も分からないまま5年にも亘って不安な生活を送っていた。潜入を果たしたミラとサソリの手で二人とも無事に救出され、ヨハンやミレーヌと再会後に暫くは五十鈴連盟の本拠地へ移り住む。ちなみにアンジェリークは胸が薄い事を気にしており、迂闊にその事に触れると雷が落ちる。
レノス・イーバテス
イーバテス商会長の孫で、様々な英雄譚が大好きな青年。商会本店の事務所で受付を担当しており、本店敷地内にある秘密の地下室の管理も担っている。キメラクローゼン壊滅後、ミラの事も新たな英雄として認識し、直談判してサインと写真の入手に成功した。
ウラシス・テレス・イーバテス
ソロモンと裏で密約を結んでいる、キメラクローゼンとは一切無関係のイーバテス商会長。キメラ壊滅でメルヴィル商会が失脚した際、事前準備していたおかげで迅速かつ緻密に混乱を鎮静化し、名実ともに次期大公の座を盤石のものとした。更にアルカイト王国との友好関係を表明し、直接の交易を開始する。この交易樹立はアルカイト王国ではミラの大手柄とされ、大々的に式典が催された。英雄に憧れ英雄らしくありたいと願う正義感の塊で、悪には決して屈しない揺ぎ無き信念を持つ。趣味として高名な冒険者や将軍のサインを蒐集しており、フォーセシアの後継者と目されるミラのサインと拇印も、書状を渡した際にちゃっかり入手し額縁に入れて飾っている。
アルカイト王国建国祭において、九賢者帰還発表の見届け人の一人として招待された。
ルイーズ
教会所属の越境法制官。サソリやヘビと協力して、メルヴィル商会の摘発に尽力した。センキの埋葬地の完全浄化をミラが行う際、その場に立ち会って精霊王の存在を全身で感じ感激。一部始終を上層部に報告すると共に、精霊王の存在を理解したとして非常に名誉な役職が与えられる事となった。

### 古代地下都市研究棟
石動透子
研究棟の局長で、施設全体を管理していた責任者。
不破真理子
研究員の一人。研究棟の閉鎖に当たって、セキュリティシステムのリセットと再起動を任されたが、それに必要な発行されたばかりのセキュリティブランク用カードキーを紛失。同僚にも頼って懸命に探したが発見できず、局長から罰金を課された上で新たなカードキーを発行してもらった。
「はねさか いおり」なる人物の書いた本が好きでよく借りていたが、読むスピードが遅いくせに沢山まとめて借りたり、読了した本に封筒を挟んで目印にしたりして、同僚から度々苦言を呈されていた。時には借りたまま延滞して返却期限を過ぎてしまい、強制回収された本が何冊もあった。
前島、夢咲、今井
前島と今井は男性研究員、夢咲は女性研究員。前島と夢咲が二人でいるのを目撃され、付き合っているのではと噂されるも、前島は夢咲が今井へ贈るプレゼント選びに付き合わされていただけだった。
獅堂利臣
研究員の一人。居室が本棚で埋まっているほどの読書家で、図書室にある貸出票の3分の1は彼の名で埋まっている。また同僚全員から非常に頼りにされていたようで、悩み事から恋愛相談まで様々に受け付けていたお人好し。不破が借りっぱなしにしていた「ご機嫌サンライズ（はねさか いおり著）」を読了を待たずに持ち出して、まだ途中だったのにと不破から愚痴を言われていた。

### リグレットの街
ケティ
警備兵の娘。クリーク商会の残党を含む新興の人身売買組織に攫われ、危うくアルドロリス男爵に売られるところだったが、ミラの囮作戦が功を奏し無事に救出された。
ヘイデン
警備局長。ミラが囮作戦を行うに当たり、カグラが協力を取り付けた。同じく協力する事になった戦士組合と術士組合の支部長たちと共に、アルドロリス男爵の摘発に尽力する。
アルドロリス男爵
警備局を管轄する軍部の重役にありながら、10歳前後の少女たちをつけ狙う変態貴族。10歳未満の令嬢に婚姻を断られ続け強硬手段に出た（未遂）、街の少女たちに媚薬入り菓子を配った、借金の取り立てで娘を差し出させようとしたなど、黒い噂が絶えない。自分を探る者が出てくると権力を笠に握り潰し、関わった警備兵は問答無用で解雇して保身を図っていたが、ミラの囮作戦とファジーダイスの乱入により決定的な証拠を掴まれ逮捕された。

### リンクスロット王国
デズモンド
ハクストハウゼンの警備署に勤めている、警備兵たちを率いる兵士長の一人。夜空に不審な大鳥（ガルーダ）がいると報せを受け、更に降り立った街の門前に突如屋敷が出現していた事で、ファジーダイス関係ではないかと睨んで冒険者たちを緊急招集。部下たちも引き連れて屋敷を遠巻きに包囲し警戒するが、朝になりミラが出てきた事で情報交換を行い誤解は解けた。ミラが召喚術の宣伝活動を終えた後、ユリウスを紹介すると共にミラが噂の精霊女王であると知る。以降もミラとは何かと縁があり、街中で出会うと軽く雑談を交わしたりしていた。
ファジーダイスの犯行予告日当日、標的とされていたドーレス商会長の屋敷の隣家（デンバロール子爵邸）に、ファジーダイスがこれ見よがしに入っていく姿を大勢のファンと共に目撃。部下と共に屋敷内を検めようとするが、子爵の許可が出ずに立ち往生しているところへミラが現れ、ファジーダイスが屋敷の地下水路に入っていった事が判明。前日に国王の遣いから「特例第二項・追跡捜査及び調査時における占有地への進入権」を貸与されていた事もあり、強権を発動してミラや大勢の傭兵と共に屋敷内へと踏み込み、件の地下水路にて人身売買目的で攫われていた子供たちを発見し保護した。
上司のギーズ曰く、他の隊を置き去りに直感で動く問題児との事だが、直感が外れた事は無いらしい。
フリオ
グリモワールカンパニーの営業担当。幾つか受け持っている仕事の中で最も重要なのがカードとなる人物との交渉で、セロ好きのヤンデレ少女が精霊女王に話を聞けたと言っているのを聞き付け、ハクストハウゼンにあるディノワール商会の支店を訪れる。この時点でミラは最優先対象とされており、交渉を成功させればボーナス支給は間違いなく、その金で魔動式服下用冷却クルクールを買おうと息巻いていた。しかし残念ながら発見することはできず、ボーナスは得られなかった（実は店内でミラを目撃してはいたのだが、その時は試供品の「同化している魔動式迷彩マント」「安心呼吸マスク水陸両用タイプ」「魔動式暗闇解消暗視ゴーグル」を装着した完全武装状態で、ミラだと判別できなかった）。
デンバロール子爵
ドーレス商会長の屋敷の隣に住んでいる悪徳貴族。ギルド「ギリアンロック」に商品（攫われた子供たち）を提供する業者と取引し、地下水路の部屋を商品保管場所として提供する代わりに利益の一部を受け取っていた。ドーレス商会長の罪を暴いた後のファジーダイスに屋敷に入られてしまい、その思惑通りに事が運んだ結果、彼の悪事は全て露見し身柄を拘束された。
ジューダス・リンクスロット十六世
リンクスロット王国を治める国王。彼がまだ王子だった30年前、何度かダンブルフと関わった事がある。正義感が強い熱血気質でありながら、柔軟な策を用いる一面も持ち合わせている。経緯は不明だがファジーダイスと好を通じているようで、犯行予告日前日にデズモンドへ「特例第二項・追跡捜査及び調査時における占有地への進入権」を貸与して、いざという時に彼らが行動を妨害されないよう手を打っていた。
ギーズ
ハクストハウゼンの警備署に勤めている、警備兵たちを統率する大隊長。デズモンドの上司。デズモンドを援護すべくデンバロール子爵邸に赴いたところでミラと遭遇、事のあらましと地下水路の存在を聞いて行動を開始する。

### アトランティス王国
ゼノドゥクス
アトランティス王国の国王。
名も無き四十八将軍（ネームレスライン）
全員が常人離れした戦闘力を有する元プレイヤーで、アトランティス王国特務執行部隊と称される精鋭中の精鋭。ヒルヴェランズ盗賊団討伐の際に10人が選抜される事となったが、選抜方法は籤引きだったらしい。討伐完了後はゴットフリート、サイゾー、エリュミーゼがミラたちと合流し、残りの7人は他の盗賊団に紛れ込んでいる残党狩りを担当した。
シモーネクリス
槍投げで超長距離からヘッドショットを決められる狙撃手。アルカイトとの合同演習で、見えない距離から大槍でホーリーナイトの盾を貫いた事があり、その日からダンブルフと友人になった。
ゴットフリート
特大剣を自在に操る剣士。その剣技と圧倒的な破壊力で、敵を薙ぎ払う戦い方を好む。密かにアルマに想いを寄せている模様。
厄介事を探知する直感に優れており、何かと首を突っ込みたがる強い正義感を持つ。故に待ち合わせには大抵遅刻するが、同僚にとってはいつもの事らしい。ラストラーダと非常に気の合う熱血バカであり、120超の必殺技を有するラストラーダには及ばないものの、既に83もの必殺技を編み出している。
レイヴン
「式者」の異名を持つ陰陽術士。作戦指揮に長けており、同僚からの信頼も厚い。ヒルヴェランズ盗賊団討伐時は、彼が作戦遂行を仕切りつつイグナーツの捕縛を担当する。メインの武器は細い鎖を繋いだ短刀で、蛇のように獲物を狙う。ただ他の同僚と違い小技も好むようで、鎖の無い短刀も必要に応じて使用する。
サイゾー
闇を闇へと葬る影を自称し、潜入破壊工作と情報操作を得意とする隠密忍者。五本の忍刀に手裏剣や苦無、多種多様な暗器に毒物の数々と大量の武器を常備している。他にも初見の迷宮ですら位置確認を可能とする無形秘術、実体を伴う分身を生み出す闘術と、忍法と称する多彩な術を臨機応変に扱う。
多種多様な術具を好む好事家の一面があり、その有効な使用法を考えるのも好きで、その点ではミラと話が合う。
アルトエリー
ハートシュルツ
エリュミーゼ
非常に強力な戦闘力を有する、幾つもの特別製ゴーレムを操る死霊術士。ゴットフリートとは対照的に、いつも気だるげで眠たそうにしている。彼女のやる気を引き出す方法は、報酬としてたっぷりの睡眠を約束する事。
死霊術士の頂点であるソウルハウルに憧れており、ニルヴァーナ皇国で邂逅した際は色々なテクニックを教わって満足げにしていた。
ハミィ
グリンドル
トキツネ
「第一回レジェンド・オブ・アステリア大陸一決定戦 アステリア杯」決勝リーグに勝ち残った選手の一人。決勝戦ではマリアンと激戦を繰り広げた末に勝利して優勝、新作カードのモデル指定権ではエレオノーラを指名した。属性重視の戦士デッキを操る。

### ニルヴァーナ皇国
アルマ
アルテシアの亡夫の妹で、ニルヴァーナ皇国女王。ダンブルフの事は「じぃじ」と呼ぶ。ダンブルフの趣味を薄々察していたようで、精霊女王の正体に最初に気付いたのは彼女らしい。普段は女王に相応しい行動や言動をとっているが、知り合いだけの状況となるとそれが崩壊して普通の女性な素の面が出てくる。庶民的で好奇心が強く、一度興味を持つと油汚れよりもしつこい。
アルテシアほどではないものの子供の事に関しては積極的で、女王様のいつもの癖とまで言われるくらい色々と過去にやらかした模様。実は熱烈なファジーダイスファンで、後に正体が知り合いだったと知って衝撃を受けるが、キャラクター愛の類と割り切って受け入れる。
居室の冷蔵庫に果実酒・ビール・ウィスキー・日本酒といったあらゆる酒を揃えているほどの酒好きで、イリスの居住区一階にあるバーにも同規模の酒を常備してある。また女王としての仕事が多忙だった頃、現実逃避代わりに描き連ねた妄想集が存在した。それを目にした日之本委員会の自称凄腕編集者がエルド出版という架空会社をでっち上げ、「アルムス」名義で漫画本「春色の情熱と純情」として出版。しかし当時は百合文化が浸透しておらず反響がさほど得られなかった上、黒歴史として作者本人が在庫を回収してしまったため幻の漫画となっている。
十二使徒
特殊作戦群を担う皇国軍大将の集団で、ニルヴァーナ皇国における主力戦力。一人ひとりが九賢者に匹敵する戦力を誇る。マキナガーディアンとの戦闘時、全ての攻撃パターンを把握して攻略した。
エスメラルダ
攻撃と強化方面を得意とする聖術士。二つ名は「神言のエスメラルダ」。元はアルカイト王国に所属していたが、アルマが建国する際に義妹を心配するアルテシアを気遣い、アルマのサポートをするべく移籍した。ダンブルフとは「エメ子」「ダン次郎」と呼び合う仲だったが、ミラとなった今には全く似つかわしくないため、熟考した末に「ミラ子」で妥協する。温厚で決して怒りを面に出す事は無いが、その際の笑顔は無言の圧力を伴う怖さが滲み出る。
元プレイヤーなので肌の質は最低限維持される状態だが、ニキビができるなど多少の荒れはどうしても出てくる。また社交の場では話題に美容関係が出る事が多く、その度に羨望や憎悪を向けられるので、保つために努力しているという方便が必要となる。そうした理由から美容関係の情報収集に余念が無く、シャルウィナが語る美容知識には興味津々となっていた。
九賢者の中でもメイリンとは特に仲が良く、「メイちゃん」と呼んでいる。和菓子好き。
ノイン
ソロモンとは違い、防御を極めた王道を行く最硬の聖騎士。二つ名は「白牢のノイン」。長い金髪をさっと纏めている高身長の美青年で、母性や優しさといったものを求める方面での女好き。女性が嫌がる事は決してしないほか、ギャップ萌えの一面もある。ゾンビ系のグロテスクなものが苦手。
全力で護りに入ればアイゼンファルドのドラゴンブレスすら防ぐことができ、ゲーム時代の模擬戦ではダンブルフと引き分けている。ダンブルフは攻めきれず軍勢で足止めするしかなかったが、彼の方もいくら倒しても防いでも一歩も前進できず、長時間決着が付かない膠着状態に陥ったのである。かつて苦しめられたダンブルフの軍勢に対して若干のトラウマを抱えており、ミラに対してもそれは変わっていないが、実はミラの方でも彼の鉄壁の守りに対し似たようなトラウマを抱えていたりする。
ミラの容姿が天使と見紛う程に好みど真ん中で、中身がダンブルフだと分かっているのに心が激しく揺れている。
鳳翁
メイリンとも互角以上に渡り合える武道の達人。
ルヴォラ
仙術士。
アルトヴィード
戦場を駆け抜ける嵐そのものと称される剣士。二つ名は「剣嵐のアルトヴィード」。動きづらくなると言う理由で防具の類を一切身に付けず、剣一本で数多の戦場を戦い抜いてきた生粋の剣客。
ツェペシュ
調査や諜報、妨害工作が専門。ドクターとも称されるが、二つ名は「王眼のツェペシュ」。元イラ・ムエルテ本拠地の島の調査に加わった。
サクヤ
日之本委員会に属する研究機関の一つ、原生生体調査部に所属する調査官。元プレイヤーの忍者で、イルシャトラに攫われた野生動物を保護すべくセントポリーの倉庫地区を探っていた。その途中でミラと出会い、共闘して倉庫地区にいたメンバーを全員捕縛、捕まっていた動物たちの保護に成功した。
セシリア
ヨーグ率いる暗殺組織の制圧部隊隊長を任された、十二使徒直轄部隊に所属する騎士の一人。国民にも広く名が知れ渡っているほどの天才で、ミラが驚嘆する程の剣の腕前を誇る。なお制圧部隊隊長の任に就くに当たり、ミラを丁重に城へ招待するようエスメラルダから言付かったため、ミラへの応対は相当な緊張を伴うものとなった。
グリーズ、リグナ
ニルヴァーナ城の奥まった位置に存在する、アルマの居室へと続く扉を警護する騎士たち。如何にも練達の士といった面構えで、いるだけで強者の風格を放っている。
イリス
ニルヴァーナ城最奥で徹底的に匿われている、イラ・ムエルテ対策の切り札である巫女。14歳。対象が愛用している持ち物・髪・爪といったものに触れるだけで、その時点での対象の現状を幾度も探ることができる能力を持っている。犯罪者の摘発には非常に有効でアルマたちに協力しているが、何度も使うとその対象に存在を感付かれ情報も伝わってしまう難点がある。
現在はユーグストを対象にしているが、既に存在がバレて警戒されている上に、覗いている事を逆手に取られ、女性に対する変態的且つ非道な遊戯を繰り返し見せられている。そのせいで男性恐怖症になってしまい、護衛のノインが傍にいられなくなるという状態に陥った。元々は闘技大会をお忍びで見に行く予定だったが（囮役も兼ねているが、彼女には知らされていない）、ノインが直接護れないのでは身の安全が保障できず中止が検討されていたものの、ミラが訪れた事でその心配は無用となった。十二使徒と同格の九賢者という事で実力は申し分なく、何かと話題の精霊女王であれば護衛を頼む事にさほど違和感は無い。更に十二使徒でなくなったという事で、実情を知らないイラ・ムエルテ側の油断も誘える最高の一手となる。
組織壊滅後は男性恐怖症克服のために訓練をして、信頼できる人物と一緒なら外出出来るほどに改善してきている。
レジェンド・オブ・アステリアにかなり嵌っており、同様に嵌っているアルマやエスメラルダとよく一緒に遊んでいる（後にカグラも影響されゲームを始めた模様）。読書も大好きで蓄えた知識量は凄まじく、同様に読書家であるシャルウィナとすぐに打ち解けた。特に子供の頃から熟読していた九賢者物語の影響で九賢者への憧憬は深く、カグラと出会った際は終始興奮状態で好奇心全開の質問攻めを行ったほど。
ヘンリー・アダムス
闘技大会の受付責任者を務めている陸軍重装兵団第十六騎士隊隊長で、アダムス家の長男。ニルヴァーナ皇国で一番の騎士学校を次席卒業、軍属になってからは剣技大会で準優勝、馬上槍試合団体戦で優勝、他にも勇猛さを証明するような賞を幾つも取っている。責任感が強く誰にでも優しいお人好しで、乱闘を始めるような連中を軽く制圧できるほどに強い。心の澄んだ傭兵や海賊といった熊を思わせる容姿で、2メートルを超える筋骨隆々の肉体を持つ。
受付に来たメイリンが野宿すると聞いて放っておけず、彼の自宅での寝泊まりを勧めて居候させている。
アウグスト
数年ほど前にエスメラルダ直属の部隊に配属された騎士で、陸軍重装兵団第十六騎士隊の先代隊長。ヘンリーの先任。
ロイド・アダムス
25年ほど前に魔物対策などで多大な功績を上げ、アルマが騎士の称号を贈った人物。ヘンリーの父。現役を退いたとはいえ剣の冴えは未だ衰えておらず、模擬戦でミラのホーリーナイトの防御を突き崩すほど。ただ事前にヘンリーに戦わせた際、ホーリーナイトの動きをじっくり観察していたようで、中々の狡賢さも持ち合わせている模様。
ライアン、ファビアン、シンシア、ローズマリー
居候のメイリンに訓練してもらっている、ヘンリーの弟妹たち。ライアンは次男、ファビアンは三男、シンシアは長女、ローズマリーは次女。ライアンはミラを一目見た瞬間に恋に落ち、ミラが滞在中はずっと懊悩する事になる。ファビアンはミラの冒険譚を聞いて冒険者に一層憧れ、誰もが知る一流冒険者になるのだと夢を溢れさせる。シンシアはジャックグレイブに憧れており、いつか彼のギルドに入るのが夢らしい。ローズマリーはセロに憧れており、キメラクローゼン討伐時の活躍をミラから聞いてますます熱を上げて、お近づきになり役に立ってあわよくばとまで妄想を膨らませていく。
後にシンシアとローズマリーはプリピュアとして戦うメイリンにすっかり魅了され、色違いの衣装（悪滅千刃ピュアグラーディオ、天地抱擁ピュアミーティア）を纏って決めポーズまで修得する事になる。きっかけはメイリンと互角に戦うミラへの憧れだったが、メイリンがそのミラの師匠と聞いて本格的に弟子入りし、プリピュアの恰好で拳法家としての凄まじい猛特訓を受ける事となる。
ヴァネッサ
アダムス家のメイド。庭の手入れを担当しており、四季を楽しめる工夫を凝らしている。ミラとメイリンの模擬戦で盛大に庭が荒らされてショックを受けるが、反省した二人の協力とマーテルの手助けもあって、以前よりもずっと活力に満ちた庭になり大いに喜んだ。更には霊核種である霞羽の木や生育困難な王樹林檎についても助言を得られ、マーテルにも大きく感謝する事となる。
庭の手入れに必要な道具や植物の種は、全てエバーフォレストガーデンで購入しているほどの大常連客。店員全員と知り合いで副店長とは友人同士でもあり、五十鈴連盟総帥ウズメに心底憧れていたため、当人であるカグラに会った際は喜びのあまり感激していた。
メイリンが変装する際に着替えを手伝った事もあり、ミラからメイリンの面倒見を任される。
フリーデ
「第一回レジェンド・オブ・アステリア大陸一決定戦 アステリア杯」決勝リーグに勝ち残った選手の一人。予選リーグの時点で頭角を現したニルヴァーナ皇国周辺の代表で、アルマやイリスが応援していたが準決勝でマリアンに敗北。しかし3位決定戦は見事に勝利し、表彰台に上がる事が出来た。
ソフィア・テンフィールド
ヨーグの標的となり、病気を装って殺された女性。詳細は不明だが、アルマやノインにとって相当に大切な人物だった模様。
ピナシュ
ニルヴァーナ皇国闘技大会決勝トーナメントの司会を務める、本来は軍部所属の女性。ミラが開戦前の挨拶時に無茶を宣った際、上からの命令に従っただけとはいえ、大いに沸く観衆の意識を見事に逸らし収めて見せた。更に解説席でむくれるミラにおやつやジュース等を奢り、瞬く間に良好な関係を築いて見せる。ごく短時間でミラの扱いについて凡そを把握し誘導するなど、話術において卓越した能力の持ち主。
ガイウス
ニルヴァーナ軍第三師団長を務める中佐。圧倒的才能で数々の功績を重ね、若くして将校に上り詰めた五人のうちの一人。顔・実力・家柄と三拍子揃っていて、将校の中でも上位の人気を誇る。闘技大会で憧れのサイゾーと一対一の模擬戦を行い、素人目にも明らかな成長を遂げた。

### イラ・ムエルテ
トルリ公爵
組織を支える四本の柱の一つ、密猟・誘拐・殺人を統括する最高幹部の一人。扱う品は人のみならず希少動物・聖獣・霊獣・精霊にまで及び、キメラクローゼンとも繋がっていた。三神国の保護法を無視し禁漁区を踏み躙り、子供の誘拐に抵抗した親は躊躇なく惨殺する。更に密猟時に負傷させた聖獣の赤ん坊など、売れ残りや不要と判断された商品は即処分してしまう。ラストラーダが追っている人身売買組織のトップでもあり、グリムダート帝国の貴族として絶大な権力を持っている。
キメラの壊滅で大打撃を被った挙句、ラストラーダたちの尽力で手足となる者たちを次々と失った結果、安全な場所から出て自ら動く必要に迫られてしまい、まんまと罠に嵌って全ての罪を暴露され失脚した。
イッカク、ナナツメ
ヨーグが率いている、傘下の暗殺組織の幹部たち。勿論本名ではなく、付けている仮面の特徴で呼び合っている。ミラが配置したホーリーナイトの包囲を制圧部隊と勘違いして脱出準備を進める中、イッカクは趣味の良くない壺を手にし、ナナツメは宝石亀の甲羅を持ち出そうとしていた。
ヨーグ
傘下の暗殺組織を率いるボスで、ガローバの弟子の一人。Aランク冒険者の上位に相当する実力者で、主にジャマダハルを武器とする仙術士。師からユーグストの行動を縛っている巫女の暗殺を任され、ラトナトラヤで配下を使い情報収集を行っていた。拠点の屋敷に侵入してきたミラを部下の幹部たちと共に迎え撃つが、終始翻弄される形で打倒され捕虜となる。ニルヴァーナ城地下の特別監獄に収監され、カグラの術で情報を全て吐かされた後、監獄への潜入を果たした師匠の手で始末された。
仕事の際は刃物は使わず、それどころか直接手を下す事も無く、事故や病気を装って誰にも暗殺と気付かれず葬り去る。組織からも随分と重用されており、これまでの犠牲者は53人にも上る。
ユーグスト・グラーディン
組織を支える四本の柱の一つ、商品を大陸中に送り届ける流通を統括する最高幹部の一人。アーク大陸南部にある歓楽街ミディトリアを根城とし、花街特区の中心にあるキャメロットパレスのキングルームに閉じ籠り、ウォーレンと名乗って帝王の如く君臨している。闇の流通に使われる通商路のおよそ半分が、彼が開拓し牛耳っているものであり、それを使って行われた取引情報は全て彼の下に集められる。闇の商人ならば知らぬ者はおらず、キメラクローゼンも関与していたほどで、闇路の支配者と称されている。
最近になってイリスの活躍により、彼が支配する裏ルートのほぼ全てはアルマたちの手で押さえられ、五千億リフにもなる取引が潰され甚大な被害を受けた。よって全てを知られてしまう以上、組織のあらゆる仕事に関わる事が出来なくなり、迂闊に外出も出来なくなってしまった。以降は元来の危険な変態趣味がエスカレートし、イリスが見ている事を逆手に取って、腹いせも兼ねて女性に対する変態的且つ非道な遊戯を繰り返し行っている。これが原因でイリスは男性恐怖症になってしまい、護衛がノインからミラに交代する事になった。
目に見えるほど濃密な闘気を操る熟練の武闘家で、その闘気を纏う事で鉄壁の鎧とし底上げされた身体能力を駆使して戦う。機動性も剛力も上級冒険者を上回るレベルで、繰り出される技は一撃必殺と言っても遜色ない威力を持つ。更に彼が常駐するキングルームには特殊な術具で結界が張られており、術の発動に反応して警報音が鳴る上、構築される術のマナ濃度を半減させる効果がある。これは誰にも教えていない秘密であり、そのおかげもあって幾多の刺客を退けてきたが、さすがにミラを相手に優位を保つには不十分だった。そればかりか新術・アイアンメイデンの実験台にされてしまい、端正な顔立ちが見る影もないほどに全身ズタボロにされ御用となった。
ガローバ
組織を支える四本の柱の一つ、組織に害となる人物の暗殺も含め情報管理を専門とする最高幹部の一人。ニルヴァーナ皇国の東にある群島の一つを隠れ家としているほか、大陸各地に掃除係の拠点を構えている。ヨーグやイーグルを含め何人かの弟子がいるようで、師としてそれなりの思い入れはある模様。時には情報操作や削除も行う事から、組織内でも特に優秀な者たちを部下としている。手甲鉤を武器としており、闘術「憤怒の反骨」で身体能力を極限まで引き上げた時の戦闘力は、ミラの灰騎士10体を相手にしても全て粉砕できるほど。
ステンダールから齎された情報を受けてニルヴァーナ城地下に潜入、無関係の何でも屋とイーグルを囮に三重の策を用いて、特別な毒蜂を使いヨーグの口封じに成功した。しかし捕まったイーグルを回収しようとしてミラと戦う羽目になり、新戦法の実験台にされて瀕死の重傷を負い捕縛される。なおヨーグは既に洗いざらい情報を吐いた後だったので、口封じに意味は無く単に処刑を肩代わりしただけとなった。
仕事で葬った人数は覚えているだけで数百にも上り、その中にはアルマの親友だった商家の娘も含まれている。親が投資に失敗したための無理心中という筋書きだったが、不審を抱いたアルマが徹底的に調査した結果、僅かな手掛かりからイラ・ムエルテの影を捉えた。この件がきっかけで、アルマは組織壊滅を目指して動く事になったのである。
イグナーツ・ローグライン
組織を支える四本の柱の一つ、武具や薬といった類の売買を統括する最高幹部の一人。ガリディア族。扱う品は全て盗品で、裏稼業の者が重宝する暗器・違法術具・毒物を主としている。これらの品は暗殺・強盗・快楽殺人などに使われ、その全てに非業の死が纏わりつく。盗賊が撒いた毒で村が一つ滅んだ、正義感に溢れた貴族が暗器で暗殺された、違法術具で森と動物が焼かれ全滅したなど、大陸で発生する犯罪の一割が彼らが売った品に関係している。
アーク大陸中央部を牛耳るヒルヴェランズ盗賊団の首領でもあり、流用した上質な武具で武装した数千人を部下に持つ。大の貴族嫌いで権力を笠に着た行為を嫌悪しており、狙われる標的も貴族が多い。そこらの軍では相手にもならないほどの戦力を有する上、根城も難攻不落の要塞と化していて迂闊に攻められず、周辺諸国は争いを避けるべく高価な通行料を支払っている有様である。
多くの毒物に対処して強い毒耐性を得ているほか、陰の精霊武具で武装しながらも縮地に似た瞬発力を発揮するなど、高い身体能力に裏付けされた戦闘力を誇ると思われる。更に自衛のために数多の情報を収集しており、十二使徒や名も無き四十八将軍についても複数の対策を用意していたが、レイヴン一人に終始翻弄され本領を発揮する前に難なく倒されてしまった。
ステンダール
組織に所属するリンカーの一人で、非合法な薬物や呪物を専門に取り扱う闇商人。表向きには何の変哲もない一般の商人を装っている。ヨーグから得られた情報で彼の事も知ったアルマは、彼を使って組織の上層部へ偽情報を流し、ヨーグを囮に幹部を誘き出す作戦を立案。結果として作戦は大成功し、ガローバという大物を釣り上げる事が出来た。
イーグル
組織に所属している暗殺者で、ガローバの弟子の一人。尋常ならざる投擲力を誇る凄腕で、彼の手に掛かれば単なる兜や籠手でさえ必殺の武器となる。また主武器としているククリナイフを無数に常備しているが、これには幾つかの種類が存在するらしく、その内の一つは標的に当たると同時に爆発する特性を持つ。
無関係の何でも屋を囮に、収監される囚人たちに紛れてニルヴァーナ城地下へ潜入する。障害物を一時的に透過できる無形秘術「千変流過」や、何でも屋から得られた罠の情報を活用してヨーグの元に辿り着くが、ミラが設置していたホーリーナイト（光学迷彩仕様）の盾で毒礫を防がれ暗殺に失敗。即座に脱出しようとするもアルマの手で兵士たちの訓練場へと誘導され、ミラの新技の実験台にされて重傷を負い敗北した。とはいえ彼自身もまた師匠の存在を隠すための囮であり、ヨーグの暗殺が成功した事で目論み自体は成功したといえる。捕縛されて地下監獄へ連行されかけたところで駆け付けた師匠に助けられるが、今度は二人でミラの新戦法の実験台にされてしまい、瀕死の重傷を負って再び捕縛された。

### 歓楽街ミディトリア
ヘレン
遊女。ミラがカジノ地区から花街特区へ向かう途中で、屈強な男に縋りつかれていた。割安な店舗でのサービスを望まれるも、割高な出張サービスをお勧めし承諾を得る。
ラノア
花街特区で働いている、お姫様とも称される特区一の遊女。ユーグストの一番のお気に入りで、専属契約を結ばされている。ミラが新人としてキングルームを訪れた際、また新人を犠牲にするわけにはいかないと、特別な精力増強剤を飲ませて一気に消耗させる計画を立案。制限時間まで自分たちが相手をして新人の出番を無くす狙いだったが、飲ませるまでは上手くいったものの、時間が来る前にミラに関心が移ってしまい計画は失敗した。
実はユーグストが秘蔵している品（綺麗な細工が施されたブローチ）の奪取が目的で潜入していたようで、密かにキングルームに張られている結界についても調査済みだった。機転が利く上に冷静さや度胸も持ち合わせており、ある程度の術式の解読や美術品・骨董品等の鑑定ができたりと、ミラから見ても只者ではないと感じさせる雰囲気を纏っている。ファミレス風レストランで初めてミラを目撃した際はミラを気にするような素振りを見せたり、後にキングルームで再会した際は初対面を装ったりと思わせぶりな態度を取っているが、その真意や素性は不明。
ジャスミン
花街特区の店・スマイルメイムで働いている遊女。キャメロットパレスの客が、彼女の出張サービスを希望していた。
セーラ
花街特区の店・ミラクルヘヴンで働いている遊女。働き始めて間もない新人で、出張サービスでユーグストの元を訪れたが酷い事を沢山され、肉体的精神的に深い傷を負ってしまった。
クラダ
花街特区で治療院を営んでいる、遊女専門の医者。
サリー
花街特区の店・ミラクルヘヴンで働いている遊女。働き始めて間もない新人で、報酬五倍と聞いてユーグストから要請のあった出張サービスに飛びついたが、友人且つ同僚のセーラから事の顛末を聞いて怖気づいてしまう。ボッツから店が潰れてしまうと説得されて嫌々向かう事になるが、その話を聞いていたミラから代わって欲しいと頼まれ、（虚実織り交ぜた内容ではあったが）説明を聞いて納得し承諾する。ユーグストが捕縛された後、協力の礼としてミラから上級回復薬を数本譲られたものの、暫くしてその価値を知り仰天する事になる。
大の犬派であり、護衛として一緒に待機する事になったワントソに夢中になっていた。
ノーラ
花街特区で働いている、ユーグストに専属契約を結ばされている遊女の一人。ユーグストがミラに捕縛された後、同僚と一緒にコレクションルームで見つけた宝は全て、カナンを始めとするユーグストの被害者たちのために使うとミラに約束した。
ボッツ
花街特区の店・ミラクルヘヴンの支配人。ユーグストの新人に対する所業が酷い事から、ユーグストと専属契約を結ぶ遊女たちから新人を守ってと忠告されたものの、帝王には逆らえず保身に走った事で遊女たちから顰蹙を買う。
カナン
かつて花街特区で働いていた、ユーグストに専属契約を結ばされていた遊女の一人。ゆるふわ好きで緩く無邪気な性格だったが、ユーグストの所業で心に傷を負い引退した。ノーラとは特に仲が良く、今でも月に一度は手紙のやり取りをしている。

### 日之本委員会
スミス・ミッドバルド
金属製の武具をメインとする鍛冶師で、元プレイヤー。通称スミスミ。鍛冶師としての腕はプレイヤーの中でトップと言われ、彼が作った武具は戦士にとって垂涎の品。例え会った事は無くても、名を知らぬプレイヤーはいない。戦争に意欲的な国からの絶え間ない勧誘に嫌気が差して鍛冶職人を引退、ミラが訪れる数ヶ月前まで現代技術研究所の所長を務めていた。急に作りたいものができたと言ってオリヒメに所長職を押し付け、工房に引き籠っているという。もう戦いの道具は作らないと決めていたが、イリーナの埋葬品のランクアップを求めるソウルハウルに頼み込まれ、幾らかの武具を提供した模様。
ティファニス
宝飾品生産をメインとする職人で、元プレイヤー。その腕はプレイヤーの中でも断トツで、現代技術研究所に所属している。
ミケイシャマーレ
現代技術研究所の責任者の一人で、元プレイヤー。ダンブルフが術具関係の制作で世話になっていた細工職人で、略称はミケ。マキナガーディアンから得られる超希少素材、アポロンの瞳を扱った経験のある唯一の技術者である。都市伝説やら未知のあれやこれやといったマニア方面の話が大好きだが、当初は普通に現代技術の再現に注力していた。しかし研究所付近で幽霊船の噂が出回っている事を知って触発され、所属チームの総力を結集して空飛ぶ円盤（UFO）を製作。自分の腕に相当な自信を持っており、UFOの性能テストと称してガルーダに挑むも惨敗する。なおUFOは一般公開や販売などするつもりはなく、各地で飛び回ってUFOの都市伝説を発信する事で、その目撃談からUFOがどのような存在になっていくかを楽しみにしている。自身も幽霊船の目撃者とあって調査隊に名を連ねているほか、地球の様々な伝説やミステリーを再現する研究も進めているとの事。
ハルアキ
現代技術研究所ビークル総合研究開発部の責任者で、元プレイヤー。人類の歴史と進化の過程において、乗り物は決して欠かせない要素でありロマンだと自負している。試運転時の事故に備えて日々体を鍛えており、頑丈さだけなら聖騎士にも引けを取らないらしい。
ミナカタ
現代技術研究所農業植物総合研究開発部の開発室長で、元プレイヤー。放任主義。
ウィトル
現代技術研究所建築技術総合研究開発部の開発室長で、元プレイヤー。何をするにも目的があった方が良いと考え、現代地球の大都市を忠実に実験場で再現してみせた。そしてそれとは別に、彼のロマンをこれでもかと詰め込んだサイバーパンクシティ・メイジトーキョーも存在している。文字通り明治時代の日本を基盤としながらも、見るからにダーティシティといった暗い雰囲気だが、彼は心の都と自賛して憚らない。細部まで拘り抜いた造りを誰かに説明したくてたまらないようで、その様は塔の研究者を思わせる。
シルヴィア
現代技術研究所海洋技術総合研究開発部の開発室長で、元プレイヤー。特に海産物の養殖に熱心で、美味の追求に全力を注いでいる。仕事を手伝ってくれているメルティーネとは大の親友で、心を許し合っている事がよく分かる。
エドウィン
現代技術研究所現代技術再現研究開発部の開発室長で、元プレイヤー。家庭用品全般の研究がメイン。技術者としての矜持から、未完成品が世に出されるのは非常に不本意。
アザミ
現代技術研究所現代技術再現研究開発部の開発室長で、元プレイヤー。産業用品の研究がメイン。一番最初に作ったという街灯は、開発と研究の大切さを知るきっかけになった思い出深い作品らしい。今は魔法を使用する特別なバクテリアの発見に伴い、それを利用した浄水装置を研究中。
モンドール
現代技術研究所料理総合研究開発部の開発室長で、元プレイヤー。彼が統括する食堂の料理人たちは好きな時に調理し、その全てをアイテムボックスで保存、注文と同時にそれらを取り出し提供する。故に食品ロスは一切無く、品切れもほとんど起こらず、野菜の端切れなどの生ごみは農業部でリサイクルされる。よって、彼も大陸一環境に優しい食堂だと自信を持っている。ただ彼の一番興味深い分野は操者の腕輪に関する事のようで、語り出すと一気に饒舌になるものの、相手の反応から自省できるタイプなので嫌がられる事は無い。
オリヒメ
現代技術研究所所長で、元プレイヤー。スミスミから押し付けられる形で、ミラが訪れる数ヶ月前に就任した。九賢者を始め数多のプレイヤーのローブを制作した裁縫職人で、ほとんどの元プレイヤー国家と繋がりがある事から推薦されたという。所内では数少ない常識人である上、生産職の頂点にいる職人なので彼女を尊敬するプレイヤーは多い。「私が所長です」と書かれたTシャツを着て仕事しているなど、よく分からないファッションセンスの持ち主。
モーリー
現代技術研究所に所属する元プレイヤーで、幽霊船調査隊の一員。偶然出会ったミラが精霊女王と知り、戦力になると見込んでアストロに口添えした。かつて海の向こうに何があるのかを探る調査隊にいた事があり、別の大陸や文明らしきものはカメラで確認できたものの、煌めく霧が邪魔して先へは進めなかったという。精霊王によれば、霧は三神が仕掛けた可能性があるとの事。
アストロ
現代技術研究所に所属する元プレイヤーで、幽霊船調査隊のキャプテン。「幽霊船はロマンか？」の質問に「ロマンじゃな！」と即答したミラの乗船を許可した。ロマンの有無で乗船を決めてしまう情熱主義なので、代わりに他の者達が適性を確認してから紹介する形が取られている。また細かい部分を調整する副官が4人付いているなど、そういった者達の支えがあって彼は理想的なキャプテンとなっている。といっても単に脳筋というだけではなく、事前調査や下調べは非常に入念に行うタイプで、ヴェイパーホロウが石板に残した暗号もあっさり解読して見せた。そのロマンを追い求める生き様からか、ジョーンズ博士には強い憧れを持っている。また黄金都市調査隊のリーダーを務める友人がおり、定期的に連絡を取り合っている。
調査やら何やらでカディアスマイト連合国の周辺海域を頻繁に行き来する中で、遭遇した魔獣やら賊やらをその都度処理した事をカディーラに報告していたら、自然と顔見知りから友人へと発展していった。それによってかなり気安い間柄となり、正義で動く人柄も相まって相当気に入られている。
アノーテ
現代技術研究所に所属する元プレイヤーで、幽霊船調査隊の一員。ミラと同室になった女性の一人で、この世界に来てから10年以上は経っている。相当な腕前の剣士ではあるが、研究所では料理を中心とした生産系の担当。ゲーム時代は古代地下都市によく行っていたほか、ジャンケンに強い。
マノン
現代技術研究所に所属する元プレイヤーで、幽霊船調査隊の一員。ミラと同室になった女性の一人。ゲーム時代にアルカイト王国で学んだこともある聖術士で、錬金術と出会い見事に嵌ってしまったらしい。植物関連の研究が専門で、自然と都市が融合した街の実現を夢見ている。また大陸の歴史についても専門にしていて、表裏共に相当深くまで把握している。なお彼女の夢についてはマーテルが強く共感を示したことで、精霊王共々全面的な協力を得られる事となった。
アントワネット
現代技術研究所に所属する元プレイヤーで、幽霊船調査隊の一員。ミラと同室になった女性の一人だが、本来の性別は男。俗にいう姫プレイで男を騙し貢がせていたようで、そのために色々な知識を集めた結果、女子トークも不自然なく行えるようになった。下着専門の裁縫師で、クールビューティーと呼べる知的な魅力を持つ。
ユズハ
現代技術研究所に所属する元プレイヤーで、幽霊船調査隊の一員。ミラと同室になった女性の一人だが、本来の性別は男。いわゆる性同一障害で女子の輪にいる事が多かったため、女子トークは当たり前だった。戦闘は得意ではないものの、トップクラスの細工師。不思議が大好きで、幽霊船のみならず様々な不思議調査に同行する常連。マナエコーの無形秘術の使い手。
マイカ
現代技術研究所に所属する元プレイヤーで、幽霊船調査隊の一員。ミラと同室になった女性の一人。世界の歴史に強い興味を持つ。

### その他
ハワード
高名な悪魔学者。初対面の相手にいきなり聖水を掛けたり（悪魔の影響下にあるかどうかを確かめる行為で、悪魔祓いの初歩）、聖水で茶を淹れて振舞ったりする飄々とした老人だった。トレンチコートとピューリタンハットがトレードマーク。最後の研究を行っていた場所は、アルカイト王国から遠く離れたイブリス村というところらしい。
拳王コジロー
魔物と拳で語り合っていた元プレイヤー。ゲーム内で培った空手の腕前により、現実の全国空手大会で上位入賞を果たした。
エイミー
とある冒険者チームに所属する召喚術士。召喚地点の定着が苦手で、仲間からは無形術によるサポートしか期待されていなかった。偶然出会ったミラに懇切丁寧にコツを教わった結果、見事に弱点を克服して見せた。
ノーランド
声 - 坂泰斗
運送業を営んでいる壮年の商人。セロたちが護衛に付いていた行商キャラバンの最後尾に加わっていたが、魔物の群れに積み荷を奪われる被害に遭う。
アセリア
ミラが星月荘に泊まった際、大浴場で出会ったDランク冒険者。随分と可愛がっている妹がおり、一人でいるミラを見て無性に構いたくなり声を掛けた。幼い頃からソロモンの武勇伝を母に聞かされていたため、ソロモンに憧れて聖騎士を選んだが、最近は伸び悩んでいて中々Cランクに上がれずにいる。それは正道から外れた戦い方をする今のソロモンを参考にしているためで、盾を使いこなす聖騎士としての基礎が培われていないのが原因だった。ミラにそう指摘されて自分の誤りを知り、改めてソロモンが歩んだ道を自分も歩んでいく事を決意する。和風様式が大好きで、師と呼ぶ人物から浴衣や着物の着付けを始め色々な事を教わっている。
後にアルカイト王国建国祭で、ソロモンのグッズを買い漁っていた時にミラと再会。既にCランクへと上がっており、かつて約束していたソロモンの訓練方法の教授を要求。建国祭後に教えてもらう約束を新たに取り付けたが、都合によりソロモン本人が担当する事となった。しかし喜びが頂点を突き抜けて幾度もきゅん死しかける事態となった上、方々に興味を示すソロモンの案内だけで1日が終わってしまう。それでも彼女的には夢のような時間だったが、約束を遂げられなかったソロモンは納得せず、また1ヶ月後に時間を作ってもらえる運びとなった。
セドリック・ディノワール
主に冒険者用の商品を扱っているディノワール商会の御曹司。大陸鉄道のシルバーサイド駅で、ファーストクラスを利用するミラに興味を持ち声を掛けた。ミラを将来有望な上級冒険者と見込んで、近々発売する新商品の上級冒険者専用寝袋を譲渡し、是非冒険者の集う中継地点などで使用し宣伝してほしいとお願いする。更に商会の優待券（全店舗で会計が2割引き、買い取り額1割増し、使用限度無し）も渡し、各地に存在する支店の利用を勧めた。後にアルカイト王国建国祭でミラと再会し、共にいたマリアナにも優待券をプレゼントする。
ギルベルト
Cランク冒険者だが、本業は植物学者。大陸各地で発生し調査されていた謎の怪現象「大地喰い（アースイーター）」の調査のため、直近で現象が起きた天上廃都にハインリヒと向かう途中、高山病の影響を受け地上で休んでいたミラと知り合う。目的地が同じと言うことで廃都まで同道した。エカルラートカリヨンにも伝手があるようで、後に大地喰いの情報をセロに提供している。
ハインリヒによると豊満な人妻が好みで、ミラの裸にもまったく動じなかった。だが、不倫をする気はなく見ているだけとのこと。
ハインリヒ
「六花一片」の二つ名を持つ、それなりに有名なAランク冒険者。和風の鎧兜に身を固めた侍口調の白人で、剣術の達人。ヤマト王国にある破山六花一刀流の道場で修行を積んだといい、ヤマブキを師範と呼んでいる。
女性には初心な堅物で、ミラの下着や服を脱ぐ姿を見てしまった時には凄まじく狼狽していた。
眠りについて強い拘りを持っており、ミラが貰っていた特製寝袋に興味津々となる。後にディノワール商会の支店で、彼のオススメとして同型の寝袋が陳列されていた。
ヤマブキ
ヤマト王国で破山六花一刀流の道場を営んでいる侍。元プレイヤーでダンブルフとは友人同士であり、裸一貫・刀一本でダンジョン攻略に挑む縛りプレイを好んでいた。
英雄王フォーセシア
大昔の大戦時、精霊王シンビオサンクティウスの加護を受け戦った女性。その後、三神国の王の祖先となる。
精霊王曰く異世界から来たと話していて、親しい仲間からはユイナと呼ばれていたらしい。
彼女以降誰も得られなかった精霊王の加護を受けたミラは、フォーセシアの後継と言われ始めている。
マリアン
アリスファリウス聖国の首都、聖都リデルに住んでいる少年。地元ではそれなりに名の知れたレジェンド・オブ・アステリアのゲーマーで、レジェンドレアであるヴァレンティンを自力で引き当てた事もある。カードショップでカードの大人買いをしたミラに一目惚れし、自分の事を覚えていて欲しくてヴァレンティンのカードを渡そうとまでする。
ミラと別れてからもその想いは全く薄れなかったようで、ミラが見たがっていたダンブルフのカードを入手していたばかりか、ニルヴァーナ皇国で行われた「第一回レジェンド・オブ・アステリア大陸一決定戦 アステリア杯」で準優勝を果たす。そして副賞のモデル指定権で精霊女王ミラの名を挙げるが、その時点でミラのカード化は既に決まっていたため無効となる。しかし大会側の粋な計らいで、彼のためだけの精霊女王カードセットを用意できるよう交渉してもらえる事になった。
どのようなデッキ相手にもオールラウンドで戦える、聖騎士と闇騎士の複合デッキを得意としている。しかし決勝戦ではダンブルフを軸とした新デッキで勝負に出て、トキツネが出していた騎士狩りのサミュの能力を半減させるなど、召喚術士デッキの強さをこれでもかとばかりに見せつけミラを大喜びさせた。
テレサ
魔法少女風衣装専門の服飾店、マジカルナイツの広報担当。大陸鉄道でミラと相席になり、了解を得てミラの写真を一枚撮った。後にこの写真を見た上司に精霊女王ではないのかと詰問され、もしそうなら顔見知りの強みで雑誌「リリカルナイツ」の表紙写真を頼んで来いと言われてしまう。幸いにもニルヴァーナ皇国で再会でき、写真撮影に成功してモデル料50万リフの支払いも約束する。その一時間後、必要に迫られたミラの頼みでジーナスリーンによる髪染めを手伝い、壊滅的だったミラの変装ファッションも手直しした。怪盗ファジーダイスの大ファンで、コスプレイベントにまで参加するほど。
エミーリオ、リアーナ
大陸鉄道でミラに相席を申し出た流しの吟遊詩人と、その幼馴染。リアーナが奇病の後遺症で光を失って以降、二人で大陸中を巡って旅をしている。ミラの話を聞かせてもらった礼として、グリムダート北東の山奥にあるという孤児院の情報を提供した。エミーリオは心からリアーナを愛しているが、リアーナはエミーリオの足枷になっていると考えており、その件で揉めだしたところにミラがレティシャを召喚。どうにか二人を落ち着かせると共に、エミーリオの告白を後押しする形となって万事丸く収まった。
後に二人で「エミーリアーナ」という名のデュオを結成、甘い歌声と優しい歌声のハーモニーで瞬く間に名を上げていく。闘技大会で沸くニルヴァーナ皇国で行われたコンサートにも出場し、司会者の質問に答える形でミラへの心からの感謝を告げた。そこで感激したイリスが声を上げた事で、大観衆の面前で再会を果たす事となり、折角だからとレティシャや他の音楽家たちも含めた盛大なアンサンブルが行われる事になった。
アーロン
「千変不倒」の二つ名を持つ、五十鈴連盟に協力しているAランク冒険者の一人。斧を主武器とする戦士で、ミラの理想に近い歳の重ね方をしている。質実剛健で確かな経験に裏打ちされた実力は多くの国が認めており、士官の誘いも多いという。10年ほど前に天秤の城塞を訪れた事があり、その縁でミラたちとチームを組む。城塞での用事が済んだ後もミラたちと行動を共にし、キメラクローゼン壊滅に大いに貢献した。ある程度の後始末を見届けてから冒険者を引退し、ウズメの口利きでアルカイト王国に仕官して充実した日々を送る。堅実に強くなった自分を易々と超えていく天才たちを観察し、非凡な発想に触れる事を何よりの楽しみとしている。また、そうして目にした天才の技を理解し取り込む事が出来るが、それも十分な才能であるとは気付いていない。
グラド・シェダル
空の民の一員で、長である上位精霊・アルティネアに仕えていた神官。退魔術士。禁忌と知りつつもアルティネアと相思相愛になっていたが、キメラクローゼンの襲撃を受けた時に同じく神官だった弟ゼルが裏切り、アルティネアを攫われてしまった。以後は優しさの一切を捨て、愛する人を取り戻し弟を断罪すべく奔走する。その道中で偶然にメイリンと遭遇、手合わせを願われるが用事が済むまでは無理だと断った。ではその用事を手伝うと言い出され、渋々ながら同行を許可するものの、メイリンの規格外の強さを頼もしく思えてくるようになる。居場所を突き止めた弟との決戦に挑む際は、精霊の力と魂を解放する力を持つロザリオをメイリンに預け、もし戻れなかったら犠牲になった精霊たちの魂を解放していって欲しいと、後事を託すほどになっていた。結果として弟とは相討ちとなり、メイリンとの約束は果たせなかったが、死に際に加護の紋様を通して愛しいアルティネアと再会を果たした。
ジャックグレイブ
「一刀竜断」の二つ名を持つ、五十鈴連盟に協力しているAランク冒険者の一人。竜殺しとして名高い二十代中頃の美青年で、キメラクローゼンとの決戦では討伐隊一班を担当した。ヴァルザーグの弟子の一人だが、豪剣による技は全て我流らしい。
エレオノーラ
「月光十字」の二つ名を持つ、五十鈴連盟に協力しているAランク冒険者の一人。聖女のような雰囲気と美しさを兼ね備えた女性騎士で、キメラクローゼンとの決戦では討伐隊二班を担当した。冒険者どころか一般人にも知らぬ者なしと言われる有名ギルド白月騎士団の団長であり、夜空に輝く満月の如しと形容される愛剣ホワイト・プリムも有名。その逸話には枚挙に暇が無く、オークジェネラル率いる軍団を討滅して一国の首都を解放した事もある。ただし彼女にはS気質な一面があるようだが、一部のファンはそんな点にも惹かれている模様。ミラが精霊王の加護を受けていると知って、私の妹にならないかと誘いをかけた。
グラビア写真集の売り上げは凄まじく、セントポリーの書店では店頭在庫は底を尽き次回入荷分も予約で埋まっている。また彼女のカード化を望む声も多いが、如何なる理由か交渉は難航しており未だに了承を得られていない。
フリーマン・フォーグル
「彼氏のススメ 術士編」という雑誌内で、様々な分野で活躍する術士の収入を比較する記事を書いた人物。トップの聖術士や2位の魔術士を絶賛する一方で、最下位の召喚術士はでくの坊と酷評しており、記事を読んだミラを憤慨させた。
ブラウン
駅街で小さな弁当屋を営んでいる、かつて宮廷料理長を務めていた料理人。四季ごとに名称と内容が変わる弁当が大人気で、駅街でも一二を争う人気がある。
トライド
ミラが古代地下都市第四層で出会った、「紅蓮輪舞」の二つ名を持つAランク冒険者。この時は複数のグループから成る「アライアンス」を纏めるリーダーを務めており、同じAランクなら心強いとして一時同行を申し出たミラを快く迎え入れた。北の宮殿のボス・白夜の器守戦で、ミラの思惑通り強力な召喚術に驚愕し認識を改める。ただしミラの召喚術が基準になってしまった事で、後に出会う召喚術士は全て基準以下と判断してしまうようになる。女性に結構な人気があるほか、第四層を百回以上もクリアしているベテラン。
ヴィズ
Aランク間近のBランク冒険者で、トライドの仲間。相手の力を見極める目は確かで、ミラと出会った当初から連れていたペガサスの実力を見抜いていた。一週間ほど前に第二層でソウルハウルを目撃しており、ミラにその情報を伝えた。
バードン
ミラが古代地下都市第六層で出会った、二つ名持ちのAランク冒険者。想いを寄せていた幼馴染が迎えに行く前に結婚してしまったショックで、出会う女性に軒並みプロポーズする悪癖ができてしまっている。しかしその事さえ除けば、何一つ文句のつけようがない尊敬できる人物らしい。
ハンス
バードンの仲間で、熟練した無形術の使い手。ソウルハウルの目撃情報をミラに伝えた。
エティ、コレット
二人ともバードンの仲間で、女性術士。ミラがシャワーを浴びると聞いて即座に飛びつき、快く了承したミラのおかげで屋敷精霊の恩恵に与る。コレットの実家はちょっとしたレストランであり、両親から叩き込まれた料理修行は現在とても役立っているとの事。ミラへの感謝の気持ちとして、料理の味をアップさせるアミニカというハーブをプレゼントした。
ザッツバルド・ブラッディクリムゾン・キングスブレイド
オズシュタインの地下闘技場で千勝無敗を誇り、戦いこそ至上の喜びとしていた歴代最強チャンピオン。七年前に武者修行中だったメイリンに敗北して存在意義を見失うも、今と正反対の事をしてみてはどうかと諭されて、洗礼を受け修行して三神教の司祭へと至った。今ではグランリングスの教会で日々教えを説いているが、マナーの悪い冒険者には未だ衰えぬ膂力で鉄拳制裁を食らわせる鉄拳司祭としても有名。メイリンには大変な恩義を感じており、もし再会した暁には心からの感謝を伝えたいと思っている。
ベオウルフ、イリーナ
数百年前に名を馳せていた傭兵団、黒獅子旅団の団長と副団長。ベオウルフが魔獣殺しの異名を持つ事もあり、舞い込む依頼は魔獣討伐が多く、気付けば魔獣退治屋として有名になっていた。ある大国の公爵から聖墓に棲む魔獣・銀狼の討伐を依頼され遂行するが、実はこれは魔獣などではなく墓守の聖獣であった。よって首を落としたイリーナが強制的に次代の墓守に選ばれ、本人の意思は奪われ侵入者を殺すだけの存在となり果てて、相思相愛だった団長を含め旅団員を皆殺しにしてしまう。しかも世間にはこの事実が歪んで伝わり、宝を狙った盗賊団の仲間割れとされた挙句、虐殺のイリーナという不名誉極まる二つ名が付けられた。この話を知ったソウルハウルはイリーナを入手すべく聖墓を訪れ、紆余曲折を経て黒獅子旅団の無念を晴らし目的を達成。以降イリーナの遺体は第一夫人としてソウルハウルに愛される事になり、切り札となる上級死霊術・輪転死界・英霊再誕で作り出すゴーレムの基になっている。
アウトディ・ドルフィン
知り合いからは博士と呼ばれていた、考古学者を自称する元プレイヤー。非常に好奇心旺盛な歴史好きで、謎とロマンを追い求め大陸中を気の向くままに駆け巡っていた。フレンドリストに名が出ているので世界のどこかにいる事は間違いないが、その動向は依然として不明。
ゲルハルト・ヘルマン
7年前まで、グリムダート領の端を治めていた悪徳貴族。戦災孤児を集めて人身売買を行っていて、権力を巧みに使い公になりそうな時は配下を動かして揉み消していた。しかしある時、取引していた賊がアルテシアの孤児院から子供を攫ってしまった。当然ながらアルテシアの怒りを買って賊達は壊滅、彼自身も証拠を全て押さえられ法の下に処断された。謎の告発人を正義のヒーローとして称える騒動が起きる中、彼を重要な手掛かりとして追っていたラストラーダはその告発人を探し、結果としてアルテシアとの再会を果たす。情報交換後に協力して人身売買組織を壊滅する事になり、そのための偶像として怪盗ファジーダイスが誕生した。そしてアルテシアが行った一連の行動は、怪盗ファジーダイスの最初の事件として広められる事になったのである。
サーラ、レイラ
女性のみ6人の冒険者チームに所属する、仲の良い姉妹。妹のレイラは召喚術士で、偶然出会ったブルースの助けでダークナイトとの契約はできたものの、召喚術が上手く発動できず悩んでいた。姉のサーラはそんな妹を心配していたが、ハクストハウゼンの門前で出会ったミラの召喚術に驚き、妹に召喚術の使い方を教えて欲しいと依頼する。当然ながら快く引き受けたミラの指導により、漸くダークナイトの召喚に成功した。ちなみにレイラは無形術の熟練した使い手で、無形術の塔に所属できるほどのレベルに達している。
ユリウス
ウォルフ探偵事務所で助手を務めている美青年。ハクストハウゼンの門前で出会ったミラが噂の精霊女王だと気付き、ファジーダイスとの対決に関して協力を依頼し了承された。
ウォルフ
ウォルフ探偵事務所の所長を務めている、元Aランク冒険者。現役の頃は何でもそつなくこなす天才で、任務達成率は99％を誇っていた。それは己の力量を正確に測って無理をせず、失敗の確率が少しでもある依頼は絶対に受けなかった事による。ところがある時に激戦を経て足を負傷し引退、しばらく後に現在の妻と出会って結婚し娘が生まれたが、子育ては現役時代と違って準備万端で挑んでも想定外の連続だった。そして妻と共に悪戦苦闘しながらも頑張り続け、娘に大好きと言われたことで、それまで理解できなかった達成感というものを実感。これまで培ってきた人生観が大きく変わり、今更ながら冒険をしたくなって探偵業を始めたという。
グリムダートの認可印が示すように探偵としても優秀で、ペットや人の捜索・浮気調査といった定番ものから、大規模犯罪組織やカルト教団への潜入調査、完全犯罪と思われた事件や猟奇殺人の捜査、国際捜査局の依頼による違法薬物取引に対する潜入捜査など、実に幅広く活躍している。現役時代に培われた人脈は実に幅広く今でも役立っているほか、光と風の精霊の加護を受けている事もあって、エリート中のエリートといわれる警邏局の役職に誘われた事がある。
5年前に初めてファジーダイスと相対し瞬時に眠らされて以降、命を掛けずに困難に挑めるとして幾度も対決してきた結果、ファジーダイスに関しては誰よりも詳しくなっている（ファジーダイスも好敵手として認めている）。それを証明するかのように、ファジーダイスが逃走時に発生させる白い霧（降魔術・楽園の白霧）を独自に調査して、霧は降魔術によるものであると看破してみせた。ハクストハウゼンでミラと会う少し前、屋根から屋根へと移動するファジーダイスの逃走経路を予測しようと自身も屋根に上ってみたが、見事に転落して足の古傷がぶり返し車椅子の世話になっている。
怪盗に挑戦し続けるライバル役の探偵として、ユリウス共々ファジーダイスファンにはそれなりに人気がある。ファジーダイスが活躍する当日には、大勢のファンが集まってきて応援されるほど。
ザック
ハクストハウゼンの門前で、ミラが行った召喚術の宣伝活動を見ていた冒険者の一人。水の精霊が街に現れたと聞いて街中を探し回ったが、残念ながら発見できず空振りに終わった。しかしその最中にミラと出会い精霊結晶を貰った事で、仲間のリナを大いに喜ばせることに成功する。
ミレイ、マリエッタ、ネーネ
ハクストハウゼンにある大型服飾店「マール＆シュトレリッツ」で、マジカルナイツの商品を扱うコーナーに入り浸っていた女性冒険者たち。3人とも3年前から魔法少女風衣装を愛用しているが、ミレイは軍服風、マリエッタは動物をイメージしたもの、ネーネは和風といった違いがある。インナーパンツを吟味していたところに現れたミラに興味津々となり、折角だからとインナーパンツコーディネートを任された事でやる気が急上昇。程なくしてミラは着せ替え人形状態となり、更衣室前を通りすがった客や店員が集まりだしてゲリラファッションショーのような状況になる。かくして二時間が経過した頃には、マジカルナイツ系列店における歴史を塗り替える売り上げを叩き出し、功労者のミラには報酬として約二十万リフ分のスカート下用衣服が進呈された。
後に闘技大会で沸き返るニルヴァーナ皇国を訪れた際、ファッションショーに出たミラを目敏く発見。再会を喜びつつ、翌日発表される新ブランドの魔女っ娘衣装に目を輝かせる。
リナ
ニナたち3人の年の離れた妹で、10歳になる召喚術士。姉たちの役に立とうと聖術士を夢見ていたが、適性が召喚術士のみと判明してしまい絶望して塞ぎ込んでいた。最近になって精霊女王の噂を聞き、希望を取り戻して鍛錬や勉強に励んだものの、教材の少なさと大成する事の難しさを知って再び意気消沈する。ところが滞在中のハクストハウゼンに噂の精霊女王ミラが現れ、召喚術士の有用性を懇切丁寧に語っていった。更に仲間のザックがミラと遭遇して精霊結晶を貰い、極め付けに姉たちが受けた依頼でミラと行動を共にする事になった。そのおかげでファジーダイスの一件が終わった後、ミラに直接指導して貰える事になり、ダークナイト及びホーリーナイトとの契約に成功。その後も時間の許す限り指導を受け、正に夢のような一日を過ごす事が出来た。また将来有望と認めたミラの推薦により、一度は狭き門故に諦めたアルカイト学園への入学が確定。大いなる希望を胸にニナら仲間たちとアルカイト王国へ向かい、学園で非常に充実した毎日を送っている。
ニナ、ミナ、ナナ
ロックオンM弐型によるファジーダイスの魔力登録（マーキング）を行うに当たり、ウォルフ所長が助力を頼んだ冒険者の姉妹。3人ともCランクで、ニナは剣士、ミナは魔術士、ナナは死霊術士。熱心なファジーダイスファンを装って、ファジーダイスを狙い撃つミラを隠す役目を担う。召喚術の事で悩む末妹のリナをとても心配しており、意を決して精霊女王と呼ばれるミラに妹の指導を依頼する。またこの一件で二つ名持ちAランク冒険者の実力の一端を垣間見る事になり、ミラに対して憧れ・尊敬・崇敬といった感情が芽生える。
彼女たちの親は大舞台を取り仕切る演技のプロで、今でこそ女優の道からは逸れたものの演技力には自信を持っている。
ロック・グリッキン
ギルド・ギリアンロックのマスター。このギルドは人身売買を円滑に行うために組織されたもので、取引に関する情報のやり取りや商品横領などの問題を起こさないよう監視するのが主な仕事。デンバロール子爵やアルドロリス男爵とは深い繋がりがあり、男爵が失脚した件の事後処理をすべくルーミット渓谷にあるアジトを訪れていた。そこでミラとラストラーダの襲撃を受け、拘束されて冒険者組合に身柄を引き渡される。
あらゆる尋問に耐えられる鋼の精神と屈強な肉体を持つが、実は少女の女王様を理想とする筋金入りのマゾヒスト。夜の女王様スタイル（ラストラーダのコーディネートによるもので、ノワールクイーンと名付けられてしまった）となっていたミラに感激して自分を痛めつけてくれるよう懇願、ヒールとバラ鞭で責められる快感に打ち震えながらあらゆる情報を洗いざらい白状した。
カテノフ・サフィン・デュカヤ
400年ほど昔に滅びた、アース大陸北西の端にあった王国の二十三代目国王。カテノフ時代と呼ばれる彼の治世は今から500年前に当たり、彼が下した王命が国家滅亡の遠因とされている。芸術を何よりも愛するが故、大きな屋敷から普段使いの小物に至るまで芸術的要素を盛り込むことを強要したのである。それにより多くの芸術家が優遇され国はかつてないほどに盛り上がったが、貴族たちの不満が爆発して王子レオロフに王位を譲り隠居。余生は離れで過ごしたというが、その際に所持を許された十の名品（カテノフの十秘宝と呼ばれる）は今でも考古学者たちが探し求めているらしい。
ブランシュ・ラ・レヴァリー伯爵
カテノフ時代に魅了され、当時の文化の再現運動を発起した貴族。彼に因んでレヴァリー期と呼ばれる200年前は、多くの職人たちが彩り豊かな名品の数々を生み出し、運動が始まった街は地上の虹と称されるほどにカラフルな景色が広がっていたらしい。
グランディール
ルナティックレイクにあるカードショップ「アステリアホーム」にて、「第一回レジェンド・オブ・アステリア大陸一決定戦 アステリア杯」の予選決勝に挑んでいた美青年。「月光雪花」の二つ名を持つAランク冒険者だが、最近はカードゲームの練習に掛かりきりで本業とは疎遠になっていた。試合中にミラを目にして自分を応援してくれていると勘違いし奮起するが、実は違っていたと分かった途端に調子を崩しレオナに敗北した。
その容姿と実績から数えきれないほどの美女に言い寄られてきたが全く靡かず、挙句には男色なのではないかとまで噂されているのだが、予選決勝の一件で実は少女が好みだったと判明してしまった。
後にニルヴァーナ皇国の闘技大会本戦出場者の選手村でミラと再会を果たすも、当のミラは何となく見覚えがある程度で、結局思い出してもらえないまま別れる事となった。
ヴァルザーグ
冒険者だけでなく一般人からも一目置かれている、数え切れないほどの多大な功績を残した元Aランク冒険者。現在は冒険者組合で教官として後進の育成に努めており、ジャックグレイブも彼の弟子の一人。何故かニルヴァーナ皇国の闘技大会に参加していて、予選のバトルロイヤルの時点で既に大注目を浴びていた。
プリム・ルヴァラン
「真夜中シリーズ」と称される作品群を書いている作家。その一作目である「真夜中図書館」はイリスが一番気に入っている本で、シャルウィナも熟読しているほど。
ミイロ・リング
恋愛ものをメインに書いている作家。シャルウィナ曰く透き通るような表現が特徴で、「黄色い空」「青色流星群」などの著書がある。
ウィリアム、ロバート
ノーラたちがユーグストの秘蔵コレクションを仕分けしていた際、取引相手として名が挙がった画家と画商。
グリューエン博士
薬草学の権威。数々の文献を著しているようで、その最終稿はシャルウィナが美容法の参考にするほど。
ロウジュ
グリムダートの団長。自分こそがダンブルフの一番弟子と豪語しているらしく、実力は確かとの事。
ワビサビ
ダンブルフがフローネに紹介した、元プレイヤーの鍛冶師。彼女が愛用する黒杖剣ナギキリの制作者。
リギンズ
グリムダートの士官で、イラ・ムエルテとの決戦時に派遣された士官たちのリーダー的存在。他の四人同様に、名も無き四十八将軍や十二使徒、九賢者といった伝説の英雄たちに崇敬の念を抱いている。
レヴォルド・ガイザー
ニルヴァーナ皇国闘技大会無差別級決勝トーナメント出場者。とある大国で副将軍を務めていた引退軍人で、ミラも知っている程の有名人。
エルヒース・ゲイン
ニルヴァーナ皇国闘技大会無差別級決勝トーナメント出場者。地下闘技場の絶対覇者だったザッツバルドの唯一のライバルで、ミラも知っている程の有名人。
シャリオン
ニルヴァーナ皇国闘技大会無差別級決勝トーナメント出場者。指定した領域に踏み込んだところで発動する罠タイプの術、千変砕花を操る。
ハレーナ
ニルヴァーナ皇国闘技大会無差別級決勝トーナメント出場者。相手に付着すると一定時間で氷の花となり身動きを封じる、小さな氷の粒子を無数に生み出す魔術・秘印雪華を操る。
ジグラッド、ルドルフ
ニルヴァーナ皇国闘技大会無差別級決勝トーナメント出場者。ジグラッドはギルド・アイアンウォールの団長、ルドルフはギルド・ヘヴィシェルの団長。どちらも防御重視の戦い方を得意とし、カウンターを切り札とする。決勝トーナメントでジグラッドがルドルフに勝利した事で、彼がアイアンウォールとヘヴィシェルの合併で生まれる新ギルドの団長に決定した。
ルト、フィオ
ニルヴァーナ皇国闘技大会無差別級決勝トーナメント出場者。ルトは一般的な家庭に生まれた青年で、フィオは生粋の剣士の家系に生まれた女性。ルトが野生の獣に襲われたところをフィオに救われ、二人は幼馴染となった。フィオの家は自分より強い男しか結婚相手として認められないため、ルトは剣士として彼女に勝って求婚すべく研鑽を積んできた。そして決勝トーナメントの大舞台で、ルトは遂にフィオを打ち負かしプロポーズに成功した。
レヴィアード
ニルヴァーナ皇国闘技大会無差別級決勝トーナメント出場者。登録名はトムドッグ。対人戦に特化した元プレイヤーで、かつては最強のプレイヤーキラーとして有名だった。ダンブルフやソウルハウルは辛うじて引き分けたが、ヴァレンティンを始め十二使徒や名も無き四十八将軍にも彼に負けた者がいるほど。唯一勝利経験のあるラストラーダも、激戦に次ぐ激戦の末での辛勝だったらしい。一般的なプレイヤーキラーとは違い、彼が狙うのは強いと評判の男性ばかりで、所持品の強奪などは一切行わない。要は極度の対戦好きであり、数多の戦いを呼び込む神出鬼没の殺人鬼という像を楽しんで演じていた。多くの国で指名手配されているが、ニルヴァーナのように元プレイヤーが国主の国では、彼の本質が理解されているので解除されている事も多い。
ダンブルフとは戦った後に友人となり、秘密結社ごっこなる事までしていた。彼は足抜けした暗殺者アルタイルと名乗り、ダンブルフはボスのベガと名乗って激闘を繰り広げた事もある。ただ当然ながら秘密結社は有名無実の代物なので、全力で調査した日之本委員会でも全容は全く掴めなかった。しかしそのせいで噂が噂を呼び、30年の間に様々な尾ひれがついた結果、数々の事件の黒幕に仕立て上げられてしまっている。
大会では決勝でプリピュア（メイリン）とぶつかり、大激戦を繰り広げたものの僅かに及ばず敗北。その後、ミラを見掛けてすぐに特定観測の技能で正体を看破した。そして歓談の最中に化粧箱を持っていた事を思い出し、ミラに倣って金髪ロングの美少女・レヴィに変身する。かつての凶悪な面構えの男とは似ても似つかぬ姿となり、人目を気にせず大手を振って過ごせるようになった。が、整った容姿のせいでこれまでとは別の思惑を持った人間に注目される羽目になり、手配者の生き方に慣れ過ぎていた彼にその状況はキツ過ぎた。彼なりに化粧や仕草など色々と頑張ってみたものの、全て見当違いも甚だしいレベルであり、アルカイト王国建国祭で再会したミラの伝手でセロを頼る事になる。
ローガイン、ギュルド
ニルヴァーナ皇国闘技大会術士部門決勝トーナメント出場者。決勝戦においてギュルドが結界内の酸素濃度を下げる術式を密かに展開し、酸欠状態にしてローガインの速さを奪っていた。
リガードハーケン
ニルヴァーナ皇国闘技大会特別トーナメント出場者。魔獣狩りの異名で知られる有名人。
リグラーグ・ジェンキンス
ニルヴァーナ皇国闘技大会特別トーナメント出場者。百を超える凶悪指名手配犯を捕まえた賞金稼ぎ。
ウォーレンヴェルグ・ヴィルターネン
オズシュタイン三神将の一人。大英雄。
ヘムドール
ニルヴァーナ皇国闘技大会特別トーナメント出場者。オズシュタイン軍巨獣騎兵団軍団長で、ウォーレンヴェルグの孫。強固な後ろ盾に加え、役職も家柄も十分すぎるため、そこらの王族も震え上がる程の権力を有する。ただ彼には世話役兼護衛の口の悪いメイドが付いており、彼女には何かと頭が上がらない。
かつてダンブルフが出会った頃は、甘やかされに甘やかされたボンボンで極めて素行の悪い少年で、黒悪魔にいいように利用されていた駒でしかなかった。しかし今では心身ともに立派な人物へと変貌しており、その変わりようはミラに新鮮な驚きを齎した。ただそうなったきっかけは、騒動の原因となってしまい落ち込んでいた自分に話しかけてくれたダンブルフで、彼に深い感動を齎したその言葉は今でも鮮明に覚えている。故にダンブルフは彼にとって大恩人とも言えるのだが、当のミラはその事を言われるまで思い出せず、しかもその場のノリで適当に言っただけだった模様。
ダンブルフに諭されて以降に心から強くなりたいと願ったところ、大英雄たる祖父に鍛え上げられた事で確かな実力を身に付けるに至った。それはトーナメント決勝まで勝ち進みセロと一進一退の攻防を繰り広げるほどで、負けはしたもののかつての悪名を緩和させるには十分な代物だった。そうした実績を踏まえ、ミラからアルカイト王国開国祭に誘われる運びとなる。光栄に思う一方で自身の未だ消えない悪名から躊躇するものの、九賢者の半数から希望されれば出席するという事になり、程なくして賛同は得られ出席が決定した。なお闘技大会での活躍が故国にも知れ渡り、悪評は良い方向へと変わりつつある。
クラウディア・イスカール
イリスとシャルウィナが好んでいる作家の一人。
カディーラ・ハルミレイア・オルターバ
大陸最大最強といわれる海軍・ヴァーリ軍港国軍を保有する、カディアスマイト連合国の代表。海の荒くれ者たちを統率する女傑で、古き伝統により軍属の女性から選ばれた。日之本委員会とはそれなりの協力関係にあるほか、正義で動くアストロの事は相当に気に入っており、孫の婿に迎えたいとさえ考えているらしい。なお代々受け継がれるハルミレイアとオルターバの名は、争いばかりだった国々を連合国に纏め上げた二人の女性英雄の名である。ちなみに、彼女が先代（デオラ・ハルミレイア・オルターバ）から代表を継承した際、式典を九賢者が見学していた。
ヴェイグ・ランドルシア
300年ほど昔に存在していた、最も多くの船を沈めた最強の海賊ヴェイパーホロウ。自らの首を手に掲げたデュラハンを船首像とし、笑うジョリーロジャーを掲げていた。その最期はどの歴史書にも記述が無く、忽然と歴史から姿を消したという。それが何故か現在になって、カディアスマイト島近辺で幽霊船として目撃されている。
元々は海を越えた先にあるグースバルト国の公爵家次男だったが、家督を巡って長男と壮絶な権力争いが繰り広げられた挙句、事故死した父の殺害容疑を着せられて死刑宣告までされてしまった。仲間の手引きで妻子（アミニカとハルミレイア）を連れて何とか国外へ脱出、以降は長男の差し向けた刺客や国軍に追われる日々を過ごし、オランドリオが入手した船で遂に大海原へと漕ぎだす。しかし追撃は一向に止まないどころか、彼が抱える秘密や家宝の神剣の事もあって懸賞金までかけられてしまう。そこでもう開き直って自ら海賊を名乗り、一般の商船などには手を出さず追っ手だけを蹴散らし続けた。その結果かなり潤沢な資産を得た上、正義の海賊として民衆の支持をも集め始める。それに危機感を抱いた兄は連合国討伐隊を結成、勝ち目が無いと踏んだ彼は新天地を目指す事を決意。海の向こうにあると言われる別大陸を夢見て出立し、波乱万丈の旅の果てにヴァーリ軍港国に辿り着くが、運悪く海軍に見つかり敢えなく捕まってしまう。仕方なく包み隠さず正直に事情を話したところ、その強さに目を付けられ私掠船として働く事になる。ところが敵国が打倒されたところで用済みとなり、口封じも兼ねて始末されたらしい。その旨は遺言として宝箱にあった石板に刻まれており、他にも同胞達へのメッセージや、至高の宝（恐らくは妻子の事）が隠してある秘密のアジトの場所が暗号で記されていた。そしてアジトにあった一際立派な小屋の床下に、彼の生涯が記された日誌が仕舞われていたのである。
オランドリオ
交渉術に長けていた、ヴェイグの仲間の一人。途切れる事なくやってくるグースバルト国の追っ手を目にし、このままでは全滅すると判断して一時離脱。知り合いの伝手で船を入手して戻り、見事に全員を連れて海へ脱出を果たした。この船はとある技術者が新技術（恐らくは蒸気機関）を実験するために造ったが、さっぱり機能せず失敗作として放置されていたという。しかし帆船としての航行は十分に可能であり、失敗作とされていた実験機関（恐らくボイラー）も海水を沸かして水を蒸留するのに役立ったらしい。
オルニス
ヴェイパーホロウの秘密のアジトで、最後の一人となった住民。幼馴染の遺体を地下の安置所へと運んだ後、日誌に心情を綴って程なく亡くなったと思われる。
ハルミレイア・ランドルシア
ヴェイグの娘。15歳の誕生日までは日誌に頻繁に登場するが、それ以降は全く記述が無い。死者の名が刻まれた石碑にも名が残っていない上、遺体も彼女の分だけ行方不明となっている。実は彼女は何らかの経緯で父の死と原因を知り、父が実家から持ち出した神剣を携え、同世代の子供たちを連れて島を飛び出したらしい。その後はシルヴァント公国に新参の傭兵団として参戦、一触即発の関係性だったヴァーリ軍港国に復讐戦を挑んだ。腕っぷしの強さでは負け知らず、それでいて思慮深さも併せ持ち、獅子奮迅の活躍をしたそうである。そうした中で、軍港国の将軍だったオルターバ・マキレムクスと邂逅。オルターバは自国の非道さに憤りクーデターを目論んでいたようで、彼女たちも全面的に協力する事でクーデターは成功、首脳陣は処刑されて見事に仇討ちを成し遂げた。そしてシルヴァント公国とヴァーリ軍港国は和平を結んで相互協力関係となり、周辺諸国とも粘り強く交渉を続けて遂に連合国の誕生へと至ったのである。
ゲルハルト
ヴェイパーホロウの秘密のアジトで暮らしていた住民。
ロンギー、ギリグッド、ハローネス
ヴェイグと共に大冒険をした仲間たち。ロンギーは酒好き、ギリグッドは弓の達人、ハローネスは何でも捌く料理人だった。

### 精霊
自然界に元々存在する原初精霊、人の作ったものに宿る人工精霊などがある。一部の精霊については、NPC同様に個別の人格を持つようになっている。基本的に術士にしか視認できない。契約できれば召喚術によって呼び出す事が可能。絆や縁といったものに敏感で、その気になればそれを辿る事ができる。ゲームだった頃は仲良くなった精霊に頻繁に助けてもらったプレイヤーが一部おり、好意的なネタとして精霊ストーカー疑惑なるものが囁かれていた。
ダークナイト・ホーリーナイト
ダークナイトは戦いの武具精霊、ホーリーナイトは守りの武具精霊。下級召喚の為、マナコストが少なく複数の同時召喚が可能。戦わせることで強化されるため、召喚術師にとってはもっとも長く付き合う相手でもある。
ダンブルフが一番得意とする精霊で、上位召喚に匹敵するほど強化されているほか、ダークナイトは雲耀流剣術を、ホーリーナイトはグランツロード家の技（全ての騎士流派の祖であり、基礎中の基礎でありながら騎士の最終到達点とされる）を習得している。ミラの姿になってからは、地上の長距離移動時に肩車や片腕抱きなどで運ばせることがある。天上廃都に向かう際には、同行するギルベルトとハインリヒを「騎馬戦フォーム」で運ばせた。
ダンブルフの二つ名である「軍勢」はこの精霊を千体以上召喚し、ヴァルキリー・シスターズが隊長として指揮することで完成する。
変異召喚により強化すると、剣だらけのダークロード、タワーシールドを持ったホーリーロードとなる。
ダークナイトフレーム・ホーリーナイトフレーム
ミラが地下都市戦の後グランリングスからハクストハウゼンに行く途中で、精霊の能力の拡張が出来る様に気が付き追加した能力。武具精霊を鎧として身に纏う事で、ミラ自身が纏った武具精霊の力を使える様にした武装召喚の一つ。腕だけといった具合に部分的に纏う事もできる。
ヴァーミリオンフレーム
ミラがファジーダイスと対決した際に初使用。ダークナイトフレームにサラマンダーの力を注ぎ込んだ武装召喚で、後に莫大な熱エネルギーを右手に凝縮して放つ「爆炎パンチ」を編み出した。また耐火性能も尋常ではなく、上等な防壁や障壁も術式ごと焼き尽くす禁制品「煉獄の大火」ですら防ぎ切る。
セイクリッドフレーム
ミラがニルヴァーナ皇国でメイリンと対峙した時に初使用。精霊王の力を使ってダークナイトフレームとホーリーナイトフレーム、更に聖剣サンクティアの力も繋いだ、ヴァルキリーの鎧の様に神々しい輝きを放つ武装召喚。これまでミラ自身では扱えなかったサンクティアの力が使えるようになり、応用技となる「光剣パンチ」を編み出した。アスタロトとの一戦ではヴァルキリー姉妹に着せる事で、彼女らの実力を3割程度も底上げする事に成功している。
プリズンフレーム
ミラがユーグストと対決した際に初使用。関節部の可動域を無くし、召喚術に付属する防護効果も無くした特別製の武装召喚。自分ではなく相手に着せる事で頑強な拘束具となり、装甲の厚みを自在に調節できるので、力ずくで破壊するには莫大な膂力を必要とする。ただ武装召喚は基本自分のみに行使する術なので、他人に着せるとなると直に触れなくてはならない。なおこの術で拘束した敵を無数の大鎚で滅多打ちにする術は、アイアンメイデンと名付けられた。

灰色騎士
ミラが精霊王の繋ぐ力とソウルハウルの合成術理論を使い、ダークナイトとホーリーナイトを繋ぎ合わせた武具精霊。
左手に騎士盾、右手に黒い剣、立ち姿はまさに騎士と言える出来である。ダーク・ホーリー双方の力を兼ね備えた強力な武具精霊だが、新しい精霊であるため未だ成長中。更に聖剣サンクティアを持たせて、攻撃面を強化している。

レティシャ
声 - 岡本美歌
歌や旋律を司る、音の上位精霊。ディーヴァ（歌姫）。非常にふわふわした性格で、ゲーム時代から脈絡もなく突然歌いだしたりしていた。戦闘では様々な効能を持つ歌で味方を支援する。
彼女の歌には心や身体だけでなく、ありとあらゆるものを落ち着かせる効果があって、例えそれが天使や悪魔であっても有効。吟遊詩人にとっては神と同義である存在で、その歌は彩律の調べとまで言われている。
サラマンダー
火の原初精霊。姿は成長具合で個体差があり、ミラが呼び出す個体は大トカゲと言うより翼のないドラゴンのような姿。
トゥインクルパム
声 - 木野日菜
太古より知識の全てを継承して転生を繰り返す、上位精霊の一人でもある虹精霊。戦闘では精霊魔法や虹魔法を駆使した支援がメイン。
リーシャ、マルチカラー
グリムダートの北に広がる大森林で暮らしていた、風の精霊と精霊進化したグレートランスボア。現実となった世界に戸惑い憔悴していたカグラにリーシャが声を掛け、一晩という短い付き合いながら掛け替えのない友情を育んだ。カグラを最寄りの街に送った後、一ヶ月の間にキメラクローゼンによって誘拐され、精霊キメラを作るための贄とされてしまう。マルチカラーもリーシャを守ろうとして致命傷を負わされ、偶然再訪したカグラに事情を伝えて息絶えた。カグラはリーシャを救出すべく積極的に行動を開始し、徐々に共感する仲間が増えていった結果、巨大組織・五十鈴連盟が発足する運びとなる。
ちなみにリーシャの魂は、後に精霊王の加護を得たミラの手で救出されるが、そんな状態でも大切な友人であるカグラの事を案じていた。
聖剣サンクティア
ミラがこちらの世界に来てから出会った新しい契約精霊。精霊王シンビオサンクティウスの左手小指の骨から作られた剣であり、娘といって差し支えない存在。経緯は不明だが鬼族の怨霊に捕まってしまい、友人であるワーズランベールとアンルティーネが連れて来たミラに助けられ、契約を交わす運びとなった。聖剣ではあるが武具精霊でもあるため、必要に応じて複数本召喚することも可能。強力な力を持つがミラ自身が剣を扱えないため、ダークナイト、ヴァルキリー・シスターズ、灰色騎士などに持たせて使うのがメインとなっていた。後にセイクリッドフレームを編み出した事でミラ自身もその力を扱えるようになる。
ワーズランベール
静寂の原初精霊で、上位精霊の一人。ミラがこちらの世界に来てから出会った新しい契約精霊。
あらゆる隠蔽に長けており、光・音・魔力や気配を遮断することができるが、完全隠蔽には時間の限度がある、個別の隠蔽は術者の魔力次第、隠蔽中に存在がバレるようなことをすると解除される。その能力ゆえに他の精霊からは影が薄いと言われる。使い勝手のいい能力であるがゆえにミラからの期待も大きく、早く馴染ませるために召喚回数も多い。
アンルティーネ
水の精霊。ミラがこちらの世界に来てから出会った新しい契約精霊。
本来であれば既にウンディーネと契約しているミラは、別の水の精霊とは契約できないのだが、精霊王の力でその制約を取り除けるようになり契約できた。
潜水能力に長けており、効果範囲内全ての者に対する水圧を無効化する事で、例え水深10kmでも問題なく潜れる。特に防御の術に秀でており、高圧縮した水で作る皮膜は熱や炎の類に絶大な防御性能を持っていて、炎竜のドラゴンブレスすらも防ぎきる。戦闘は得意ではないものの、高水圧の水の珠に閉じ込めて圧殺するという攻撃手段を持つ。また水が繋がってさえいれば、その水を通して周辺を「視る」事もできるが、これはほとんどの水の精霊に共通する能力らしい。とはいえ索敵範囲は個体差があり、彼女の場合は半径2kmまで把握可能。
ディミアルゴス
炎の上級精霊。ミラが使う上級召喚術の一種である召喚精霊術ケルビムハートは、サラマンダーと力を合わせて一時的にこの大精霊へと昇華し、力を一瞬だけ行使して指定した領域内を炎で埋め尽くす術である。
ウンディーネ
水の原初精霊。深海のような群青の長髪をした美しい女性の姿で、露出の少ない純白の衣を纏い、魚を模ったペンダントを下げている。ミラにとっては生まれた時から育ててきた娘も同然の存在で、ミラに甘えるのが大好き。ミラの役に立てるのが嬉しく、もっともっと頼って欲しいと思っている。アンルティーネのような特殊能力は無いが、ミラが鍛えただけあって戦闘力はかなりのもの。
シルフィード
風の原初精霊。嵐や竜巻といった風に起因する現象を自在に操る。また共鳴召喚でその力を体に宿すと、風による害を一切受け付けなくなる。
シンビオサンクティウス
三神に次ぐ実力者とされる精霊王で、三神の盟友。古代人魔大戦の際には人族の長、伝説の王ハンニバル・エクス・アースクラと共に戦い、魔物を統べる王との戦いでは英雄王フォーセシアに加護を与えていた。
先述のようにかつては現世に顕現することが度々あったが、鬼族との戦いの際に世界の理に干渉するという禁じられた魔法を使ったことで、現世に居られなくなる咎を負い精霊宮殿から出られなくなっている。
幻影回廊最深部の古代環門が精霊宮殿と繋がっており、グレゴリウスを撃退し奪われた力を返してくれたミラを精霊宮殿に招待し加護を与えた。
加護を通してミラの状況を把握出来るほか、自身の繋げる力によりミラを通して他の精霊達とも良く会話をしている様である（主に精霊ネットワークと呼ばれている）。時々ミラとも会話をしていて、世界の理などの疑問に答えてくれる（場合によっては話せない事もあるが）便利な知恵袋と化している。またミラが手を繋いだ人物とも会話する事ができ、更にその人物が手を繋いだ人物とも会話可能で、要は間接的にでもミラと繋がってさえいれば話せる人数に上限は無いと思われる。加護が馴染むにつれて彼ができる事も増えてきており、それを試すのが最近のマイブームになりつつある。その一環で、繋ぐ力を逆用して繋がりを断つこともできる。
アルティネア
空の民の里神となっていた嵐の精霊。風害や雨害を退け気候を安定に保って、里の作物を豊作に導いていた。禁忌と知りつつも自身に仕える神官グラドと恋仲になっていたが、同じく神官だったゼルの裏切りでキメラクローゼンに拉致され、精霊爆弾にされてしまった。
ロットフィル、ラウラリーゼ
キメラクローゼンに捕まり、精霊キメラの贄とされた精霊たち。ラウラリーゼはフォーセシアが試練を受けた森に住んでいたらしい。
屋敷精霊（マイホーム）
ミラが古代地下都市第四層の端で見つけた、屋敷の人工精霊。消滅する寸前だったが、ミラのおかげで精霊力を分け与えられ息を吹き返した。召喚術としては中級クラスながら、アイゼンファルド並みのマナを消費する。レベル1ではマンションのワンルーム程度の大きさだが、トイレ・キッチン・シャワー付きで、精霊王の精霊力を繋げる力によりシャワーから水やお湯を、キッチンには火を出すこともできる。レベルアップにより規模が拡大し、独立した風呂場などが追加されるようになる。
マーテル
世界で初めて生まれた植物を司る始祖精霊で、世界中の植物達の母。古代地下都市第六層の奥に隠れ、三神がこの世に顕現する際に必要となる依代「神の器」を守護している。自然界を司る最上位の原初精霊より更に上の、精霊王に次ぐ格を持つ偉大な精霊だが、その性格には俗っぽいところがあり恋バナなどが大好物。精霊王の薦めでミラと契約した結果、彼女の召喚には十のロザリオの召喚陣を昇華させたアストラの十界陣と、アイゼンファルド召喚時の500倍超のマナを必要とすることが判明した。これは最上級召喚の上に位置する超越召喚と呼ばれるもので、さすがのミラも存在すら知らなかった。
リーズレイン
異空間を司る始祖精霊。当時の三神の巫女を好きになって程なく相思相愛となるも、人の習わしと精霊の掟に阻まれて互いに想いを伝える事は出来なかった。想いを断つべく距離を取っていたが、魔物を統べる神との大戦が始まり、世界各地で発生した天変地異によって巫女は死亡。かくして想いを伝えられなかった未練は悲恋へと変わり、告白時に贈る予定だった空絶の指輪を残して永い眠りについている。指輪は以後マーテルが守護していたが、相性が良いと判明したミラに譲られた。
ノーミード
地の原初精霊。身長30センチほどの少女の姿で、自身と同じくらいの大きさの石でできたハンマーを持っている。詳細は不明だが、このハンマーには頑丈な石壁を砂と化す能力がある。
家具精霊（マイソファー）
ミラが喫茶クラフトベル骨董店で見つけた、二人掛けのソファーに宿っていた人工精霊。過去に二回ほど売れたものの、誰かに見張られている気がして落ち着かないと言われ、店主が買い戻す羽目になったという。故に曰く付きと判断されて専属の聖術士や退魔術士、更にその師匠たちにも検分してもらったが、誰も精霊が宿っているとは見抜けなかった。手に負えないと言われ処分を勧められたものの、名品であることには違いないので処分するのは忍びないと、グローリクローリ王国のマリーギフトコーナーの片隅にひっそりと保管されていた。だがミラが見出したことでソファーの真実が明らかとなり、店主は骨董業界の転換点になると大喜び、仕入れ値そのままの100万リフでミラに譲られた。
ちなみにこの一件はアンティーク界に大いなる変革を齎したとして、ミラは救世主とまで呼ばれるようになっている。続いてこれまで教会に預けられていた曰く付きアンティークの再鑑定も始まっているが、ミラほどの鑑定ができる者はそうおらず、中には本当の曰く付きが混じっている場合もあるので難儀していた。そこで精霊王の提案により、選抜された教会の適任者にミラを仲介して精霊王と「拝謁」してもらい、精霊を感じ取れる力を身に付けてもらった。そのおかげで鑑定は急速に進み、その者たちは精霊女王のお墨付きと呼ばれるようになる。
アイズ・オン・サンライズ
詳細不明。召喚精霊術を行使すると、強烈な熱量を内包する紅蓮の炎が光線となって放たれる。
ルナンリード、フォンティーネ
ヴァルハラへ続く第二の門を守護する門番。ルナンリードは光の精霊、フォンティーネは水の精霊。門を訪れた者に能力を駆使して幻想的な光景を見せ、見入っている隙にこっそり湖から姿を現して驚かせる演出を好む。その後でヴァルハラを訪れる理由を聞き、上級の術を使えるかどうか審査して、問題無ければヴァルハラへと続く虹の階段を架ける。精霊王によれば、門番という特殊任務の関係で召喚契約は結べないとの事。また多少抜けているところがあるようで、ミラたちが一時戻ってきた際は将棋のようなボードゲームに夢中で気付かず、精霊王に窘められていた。
家具精霊（マイベッド）
ミラがアンティーク・ギランで見つけた、ふわふわのベッドに宿っていた人工精霊。
ウィルフォーネ
水の精霊で、ミケの友人。
メルティーネ
水の精霊で、シルヴィアの友人。自身が暮らす海域の保全や魔獣の討伐を請け負ってもらう代わりに、シルヴィアの仕事を手伝っている。実はかつてはどうしようもないサボり魔で、自然環境のマナバランス維持といった精霊の役目は全て仲間に丸投げし、海底の住処に引き籠っていたぐうたら娘だったという。外出すら滅多にしなかった彼女が進んで働いているという事実は、精霊王とマーテルを大いに驚かせ且つ喜ばせた。

### 召喚体
ヴァルキリー・シスターズ（七姉妹）
声 - 戸松遥（全員）
第一ヴァルハラの最上島（初めの島）に住まう七姉妹で、数多のヴァルキリーの頂点に立つ存在。元は凡庸なヴァルキリーの姉妹に過ぎなかったが、ダンブルフと共に幾多の激戦を潜り抜ける内に才能を開花させ、遂にトップにまで上り詰めた。主神オーディンに仕える神の使徒という立場上、フェンリルとは浅からぬ因縁があるが、彼がミラと契約した事でかつての蟠りは水に流す事になった。
全員が剣を標準装備としているが、元来どの武器でも十分以上に扱える腕を持つ。ただ得意とする武器は各々で違い、それを手にした際は頭一つ抜き出た力を発揮できる。なおヴァルキリーが持つ標準武器は、全て光の結晶で形作られていて出すも仕舞うも自由自在である。
かつてダンブルフの命で全員が部隊長の技能を修得しており、彼女らが召喚された多数の武具精霊たちを指揮する事で軍勢は真価を発揮する。
アルフィナ
長女。髪は緑色で、姉妹内最強の剣士。光を凝縮して鍛えられた滅魔の剣を持ち、特にアンデッド系のモンスターに強い。更に斬撃を飛ばす達人技も身に付けているので、剣一本で遠距離戦にも容易に対応できる。主様至上主義で過剰気味の忠誠心を持ち、他者がミラの指導を受けたり訓練に付き合っていたりすると嫉妬してしまう程に主様LOVEである。後に相性診断と称してサンクティアを渡された時は感激し、夢中で訓練を行って一晩と掛からず十全に使いこなせるようになる。そしてアスタロト戦の際には、サンクティアの真の力を引き出せるほどに熟練した使い手となっていた。
生真面目すぎて修練メニューが素振りだけで「10万回」など、度を越している。彼女の課す苛烈な訓練に耐えかねた妹たちが、ミラに窮状を直訴した。それによりいくらかは緩和されたものの、修練メニューは基本的に自分自身の身体能力を軸に考えたものなので、妹たちには相当に厳しく過酷な内容となっている。ミラがヴァルハラを訪れた際に修練を見学し、そうした問題点を指摘されて漸く改善の必要性に気付いた。更にミラから新軍勢の提案を受けて、ソロモンたちが作り上げた戦術書を大いに参考にしつつ新たな修練メニューを考案していく。
トマトが入っていると分かると料理自体に手を付けないほどのトマト嫌いだったが、フローディナとミラの作戦が成功し改善傾向が見え始めている。また時々ヴァルハラ最下層にある門の島を訪れているようで、小動物と戯れたり牡牛にもたれてうたた寝したりと、普段の姿からは想像もつかない過ごし方をしている模様。
エレツィナ
次女。髪は水色で、弓の名手。アルフィナよりもお姉さんという印象が強く、姉妹内で一番の巨乳。付与魔法も得意で、武器への付与に特化しており、主に矢じりに対して発火・爆発・感電などを付与している。かのダンブルフの精錬技術も、実は彼女の付与魔法から着想を得たものである。ミラが開発したフラッシュグレネード風の魔封爆石に興味を持ち、付与魔法による再現を試みている。新軍勢では弓部隊を担当。
多くのヴァルキリーたちから遠距離戦への対応法教授を希望された事を受け、定期的に弓術講習会を開催している。ただヴァルキリー専用の弓はかなりの珍品で、彼女自身の弓以外では倉庫に古いものが5つあるのみ。故に練習は人が使う普通の弓で行うが、彼女が認めた優秀な5名にはその専用の弓が貸し与えられ、五弓持ちと呼ばれるようになる。講習を受けているヴァルキリーたちにとっては正に名誉の証であり、全員がその座を目指して修行に励んでいる。
イラ・ムエルテ壊滅後はイリスに弓を教える事になり、的となる人や魔物の人形作りに精を出している。
フローディナ
三女。髪は茶色で、お嬢様のような印象ながら姉妹内で一番家庭的。姉妹の食事を仕切る料理番で、全ヴァルハラ合同料理大会では殿堂入りを果たしている。17年前に辞書のように分厚い料理本（執筆者は恐らく元プレイヤー）を入手した際、載っていたお菓子の全てを見事に再現してみせたが、それらを過剰に食べ過ぎたアルフィナ以外の全員が太ってしまう事態となった。クリスティナに至っては15kgも体重が増えてしまい、以降はダイエットのために甘味禁止とされ、ミラが訪れてパンペルデュを希望するまで続く事になった。イラ・ムエルテ壊滅後はイリスの部屋の図書室にあった数々の料理本に夢中となり、特にスイーツ類は全て習得すべく意気込んでいる。
花が好きで10年ほど前からガーデニングを始め、殺伐とした宮殿周辺に見事な庭園を誕生させた。この庭園は意外にもアルフィナのお気に入りで、自ら持ち込んだベンチで訓練後に休息しているという。他にも様々な野菜や果実を畑で育てているが、果実は甘味大好きなクリスティナに度々摘まみ食いされている。どのような対策を講じても一向に被害が減らないのが現状だが、いつか現行犯で捕まえてアルフィナに突き出してやると楽しそうにしている。彼女の仕事ぶりはマーテルが称賛する程で、自分も負けていられないと対抗心を燃やされている。
食材調達目的で山へ丸一日赴く事があり、その途中で適宜行われる絶品バーベキューを目当てに多くのヴァルキリーたちが同行する。
シャルウィナ
四女。髪は黒色で、姉妹内で最も勤勉な文学少女。本への愛が深く、その知識量はヴァルキリー一と言っても過言ではない。幅広い専門知識に加え占いや統計学にも詳しく、多くのヴァルキリー達から色々な悩み相談を受けている。ただヴァルハラでは本の入手が難しいため、たまに馴染みの村に下りては色々な問題や願いを聞き、その礼に本を貰っていた。その内に村人たちは気合を入れて珍しい本を集めるようになり、徐々に希少本が増えてくるとそれを求める人々も集まるようになる。そして噂が噂を呼んだ結果、本の守護者が加護する村だという話が広まって、愛好家たちが本の情報交換や交易を行う聖地として有名になった。
ミラが読んでいた漫画を見て衝撃を受け、50冊少々もの漫画本を貰って寝る間も惜しむほどにのめり込む。とはいえ本への情熱も全く冷めておらず、イリスの護衛を任された際は図書室の圧倒的な蔵書量に魅了されていた。イラ・ムエルテ壊滅後はアルフィナの許可を得て図書室に入り浸り、幻と言われた探偵シュガーレディの短編集を発見するなど充実した日々を送る。
いつもの訓練後は本から得た美容の知識を総動員して肌のケアを欠かさず行っており、姉妹一の美肌と言っても過言ではない。彼女が独自に開発した美容クリームはアルマたちからの評価も高く、世の女性たちから大いに求められるヒット商品になりそうだと言われている。
新軍勢では長槍隊を担当するほか、ソロモンが用意した戦術書を一言一句覚えた事で戦術参謀も務める。

エリヴィナ　
五女。髪は薄紫色で、姉妹内で一番裁縫が得意。姉妹で使っている鎧下がボロボロになってきたので新調を引き受けるが、機能性とデザイン性を取り入れようとして行き詰まりミラに相談する。マキナガーディアンから得られたマキライトケーブルを譲られ、嬉々として制作を再開した。
とある森で人間の技術者を招き交流会を開いている精霊たちの護衛を頼まれ、元から人間の技術に興味があった事もあり喜んで引き受けた。これは当時キメラクローゼンが台頭していたからで、彼女の護衛のおかげかそうした問題は全く発生していない。ただ精霊たちは何かと煽情的な恰好の者が多く、感性の違いもあって招かれた技術者たちが困っていたため、精霊たち全員分の服を自ら作成してプレゼントした。これにより交流会は円滑に進むようになった上、精霊たちの間にファッションブームが到来。それからは服飾関係の技術者も参加するようになり、精霊たちの暮らしに人間の文化が混ざってかなり面白い発展を遂げているという。
イラ・ムエルテ壊滅後はミラの衣装製作に協力する事となり、共にカッコいいローブを作り上げようと奮起している。そのためにニルヴァーナ城の設備を借りていたが、アルカイト帰還後はリリィたちが所蔵する大陸随一の設備を借りる事となり、大歓迎される運びとなる。
セレスティナ　
六女。髪は灰色で、あらゆる武器を得意とする天才。戦況に応じて自在に武器を持ち替え対応できる事もあり、純粋な戦闘力という点ではアルフィナにも迫るほど。新軍勢では戦斧隊を担当。
クリスティナの身近な目標としてあり続けたいと考えており、強力な必殺技を開発したクリスティナに姉として負けてはいられないと奮起。ミラとアルフィナの協力を得て、戦斧をフィニッシュにするコンボ技を思案した結果、巨獣を仕留める必殺技の完成に至った。それが糸付きの短剣を敵に当てて導線とした上で、10メートルはある巨大斧により巨獣を脳天から真っ二つに斬り裂く真・巨獣狩りである。ただし、巨獣の血を全身に浴びて凄惨な姿になってしまうという欠点がある。
剣以外にも何か補助武器を持ちたいと考えるヴァルキリー達の悩み相談を受け付けており、一人一人の武器選びから修練に至るまで丁寧に世話をしている。その一方で珍しい武器の類には目が無く、古今東西より集めた秘蔵の武器コレクションを並べている武器庫が存在する。
イラ・ムエルテ壊滅後はカードゲームに興味を持ち、僅かに先輩である団員一号から色々と教わっている。
クリスティナ
声 - 井澤詩織
七女。髪は金色で、天才肌の剣士。主であるミラにアピールしようと一生懸命であるが、時々ドジを踏んではアルフィナに怒られている。とはいえ戦乙女の名に恥じず剣の腕は超一流で、生半可なAランク冒険者程度では相手にもならない。
訓練を怠けるためにやっているふりをしていたマナの収束から編み出したクリスティナ・スラッシュ（巨大な光剣を作り出し一閃）は、アルフィナの渾身すら凌ぐ威力を持っている。が、威力は素晴らしいがまだまだ粗があるという事で、より訓練を施されることになってしまった。他にもマルコシアスを救出する戦いで成功させたクリスティナ・エボリューション（クリスティナ・スラッシュの範囲版）、改造魔獣ディグリーズロッチズに繰り出したクリスティナ・デストロイ・スラッシュ（振るった剣から無数の光刃が放ち敵をズタズタにする）、アスタロトに対して放った真クリスティナ・スラッシュ（詳細は不明）など、新技を次々と編み出していく。
少しでも可愛さを追求すべく、得意の彫刻で胸当ての横に猫の模様を描いている（マナに反応して発光する仕組み）が、姉達からは全く理解を得られなかった（リリィとタバサには感心してもらえた）。
全てのヴァルキリーが震え上がって動けなくなるアルフィナの激怒を、真正面から受けて平気でいられるのは彼女だけであり、その鋼のメンタルに憧れるヴァルキリーは多い。
ヘルクーネ、エルエネ、ラグリンネ
ブルースが契約に成功した、三姉妹のヴァルキリー・シスターズ。第一ヴァルハラに住んでいる事もあり実力はそれなりだが（ヒドゥンのサソリと同程度）、さすがにアルフィナ達にはまだまだ及ばない。
ブルースが闘技大会へ出場するに当たり、当然ながら彼女らも重要な戦力とみなされ、ミラの発案でアルフィナたちの訓練に参加する事になる。その甲斐あってどうにか実力の底上げに成功し、共に地獄の特訓を耐え抜いたブルースとの絆はより強固なものとなった。
コロポックル
中級召喚術で召喚できる、地を司る精霊の眷属。森を歩けば鬱蒼と茂る藪が自ら左右に分かれ、森が自ら道を示す。秘伝の儀式で森の淀んだマナを正常に戻せるほか、大地の隆起や石礫などを操って戦闘も行える。
ウネコ
声 - 上坂すみれ / 美波わかな
エテノアの双子の姉。身長は1メートル弱と低い。ミラを「村長様」と呼ぶ。
エテノア
声 - 山岡ゆり / 長縄まりあ
ウネコの双子の妹。身長が姉の2倍に伸びている。ミラを「そんちょー」と呼び、垢抜けたギャルっぽくなってしまっている。

### 召喚獣
雷鱗虎
クレオスがメインで使っている召喚獣。召喚術の中では中の上といったところ。
カーバンクル
狸のような姿の召喚獣。エイミーやヒナタが契約している。
ヘルハウンド、ワイバーン
ヒナタが契約している召喚獣。詳細不明。
ケット・シー
声 - 井澤詩織 / 櫻弥恵
下級召喚で呼べる中では珍しく、人語を解する猫の妖精。
ミラと契約している個体はミラを「団長」と呼び、ミラからは「団員1号」と呼ばれている（ちなみに、副団長はアイゼンファルドである）。斥候としての能力を持ち、動物とも会話できる。他にも目から照明代わりの光を放つキャット・サーチライト、嗅覚を始め（本人曰く）類稀なる常軌を逸した達人並みの鋭い感覚、宝箱の判別、熟練の勘と技術によるプロ級のピッキングといった特殊能力を身に付けている。また遺跡などで見つかる掘り出し物の修復に慣れており、ある程度の鑑定も可能。常にプラカードを持ち、いつ書き換えているのかもわからないほどにプラカードを用いた感情表現を行う。作中では召喚頻度は高い。ワントソ君とは仲が悪く、出会う度に喧嘩したり張り合ったりしているが、他の個体はワントソ君を普通に尊敬している模様。
アイゼンファルド
声 - 井上和彦 / 西山宏太朗
いずれ全ての竜の王となる存在で、世界に現存する数少ない一体である皇竜。まだ世界がゲームであった頃、ダンブルフが竜の渓谷にある遺跡の奥で手に入れた卵から生まれた。ダンブルフ自ら手塩にかけて育て上げ、「我が子」と呼ぶロールプレイをしていたので、ダンブルフを「父様」、ミラとなって以降は「母様」と呼ぶ。翼を広げると全幅30メートルを超えるドラゴンだが、竜の都を訪れた放浪の術士に教わって人化の術を習得しており、その際は身長190cmほどの美丈夫になる。ちなみに、彼だけでなく都に住む竜の全員が術を習得済みで、それにより当時の食料不足問題が解決した。それから都では人化状態で行うかくれんぼが流行っており、彼は大会で鬼役の一位に輝いた事がある。
召喚後のダメージ保護や自動送還に関係する防護障壁に影響して全力が出せない様になっているものの、作中世界では「最終兵器レベルの戦力」として扱われている。最近では大長老から竜魔法なるものを教わっており、習い始めの段階ですら中級魔術士以上の威力を持つ。なお、都では上から3番目の強さらしい。
ペガサス
Aランク冒険者に匹敵する強さを持つ、雷の運び手たる天馬。加護の光を放つことができる聖獣であり、この光を受けた動物は何代にも亘って安寧を得られる。翼から放つ眩い虹のベールは最大級の癒しの力で、相当の重傷でも回復できるらしい。英雄伝説では常連ともいえる崇高な存在で、ほとんどの乙女が憧れを持っている程だが、認められた者でなければ騎乗どころか近付く事も許されない。ミラを乗せて飛ぶのが好き。
ガルーダ
極彩色に輝く翼を纏い、風を操る力を持つ巨大な怪鳥。温和な性格ではあるが気位が高く、主人以外は背に乗せない。ワゴンを持って飛べるので、クレオスやミラの移動の足として重宝されており、召喚頻度が非常に多い。戦闘能力も高く、暴風を纏った突撃で敵を弾き飛ばす。
アスクレピオス
治療に特化している、聖なる白蛇。円環シリーズの一体。化身としての姿ではあるが、治癒に関しては全術を含めても屈指の能力を持つ。
ヒッポグリフ
鷲の前半身に馬の後半身という、神話通りの姿をした召喚獣。ミラが召喚する個体は飛び抜けて鷲の特徴が強く、後半身も筋骨隆々で荒々しい戦士を彷彿とさせる。ペガサスに並んで空中戦の適性が高い。
ウムガルナ
馬すらも丸呑みできそうな大蛇。陸適性が高く、全力の締め付けは大型魔獣ですら少しの間拘束できるほど。
ガルム
黒い毛並みを持つ、体長3メートルほどの狼。ミラがいなかった30年の間に、尻尾から炎を噴き上がらせる技を会得している。不死系には滅法強く、耐不死系閉所専用の布陣では前衛を務める。
北欧神話ではフェンリルの妹ヘルの館の番犬で、実際にヘルの事を知っている。
ポポットワイズ
賢いポポットという異名を持つ、冥界に住む梟。下級召喚で呼べる中では珍しく、人語を解する上に魔法まで使用可能。耐不死系閉所専用の布陣では、黄泉を狩り場とする性質を利用して空から戦況を逐一把握し、呪詛に備えて遊撃する。
アルラウネ
頭に花を咲かせた人形のような姿をした、植物を操る召喚獣。香りで感情を表現する性質があり、例えば甘い香りは親愛を表す。耐不死系閉所専用の布陣では、戦場を死者の怨念が及ばぬ植物の生命力で満たし、不死の力を減退させる。
ガーディアンアッシュ
守護者という通り名を持つ聖獣で、灰色の大熊。空から直接乗り付ける事の出来ない場所では、馬車にもなるワゴンを牽くための馬代わりとして呼ばれる。寝心地が良さそうという事で、エリュミーゼに気に入られている。
ワントソ
犬妖精クー・シー。シーズーのような子犬の姿で、ミラをオーナーと呼ぶ。団員一号とは対極で頭脳と匂いに関する魔法に特化しており、黒いコートに帽子を被って探偵を意識した格好をしている。亜妖精界ではワンダルフル探偵として有名で、クー・シー界の若き伝説とまで呼ばれている。亜妖精界最大の危機、星の樹立ち枯れ事件を見事に解決した立役者であるらしい。
フェンリル
北欧神話に語られている神獣で、神をも喰らうとされる巨大狼。古代地下都市に弟妹（ヨルムンガンドとヘル）に似た気配を感じ探しに来たが、謎の力の侵食（研究棟で行われていた「人造神の創造」研究の産物である「神足らず」たちが死んだ後、神になれなかった未練が残留して一つの思念体を形成していた。これが神獣の気配を察知した事で憧れから嫉妬が生まれ、彼を蝕む要因となっている）により理性を失っていく。完全に失われる前にマーテルの元を訪れ自身の封印を頼むと共に、自分でもグレイプニルの鎖を出して自らを拘束していた。古代地下都市と地上のグランリングスで起こっている地震は、理性を失った彼が時折暴れる事が原因。マーテルの依頼を受けたミラにより白い果実を食べさせられ正気を取り戻したが、30メートルあった巨体は大型犬の子犬ほどに縮んでおり、全盛時の一割ほどしか力が残っていない（精霊王によると、30メートルの状態でも随分と小さくなったとの事）。精霊王とマーテルの薦めもあり、ミラへの礼も兼ねて召喚契約を結ぶ。アイゼンファルドと同じく最上級召喚に分類され、マナ消費量も同程度という規格外の存在。
ロッツエレファス
アーク大陸の森深くにある動物達の聖域、楽園と呼ばれる地を守護する白い巨象。体長7メートルを超える聖獣で、かつて楽園が悪の手に落ちた際、楽園を取り戻す事に尽力したダンブルフに恩義を感じ契約した。
ジングラーラ
氷霧賢虎という、寒冷地に住む虎の霊獣。30年の間に二回りほど大きくなっていて、体長は4メートルを超える。雪を纏っているかのような白い毛並みと、氷刃のような鋭い爪が特徴。アルフィナたち七姉妹とは、共に幾度も激戦を潜り抜けた戦友である。またウンディーネとも相性抜群で、彼女が放つ水弾を堅固な氷刃に変じて敵を斬り裂く。
海王亀
乗せてもらえば楽に海を渡れるという、恐らくは巨大亀の召喚獣。
グリフォン、レッドフットポニー
アルカイト学園召喚術科の学生が、術技審査会で召喚して見せた召喚獣。どちらも移動手段として最適なほか、騎馬戦での多様性にも秀でている。
フィー
水場への高い適応力を持つセルキー（アザラシ人間）。その可愛さは子供たちを虜にするだけでなく、子供たちの親からも抜群の信頼を得るほど。最近は人の道具を使い人の真似をするのがマイブームで、どこからか入手した雨合羽を羽織って登場した。海洋大冒険家を自称するほどに冒険が大好き。
マジェスタスマーディン
王者の資質を秘めた牡牛で、四足四角の聖獣。王冠のごとき威厳と剛槍のような迫力を持つ角を備え、5メートルを超える雄々しい姿をしている。上級召喚術に分類され、そこらのAランク冒険者では歯が立たない。
テンペスト
暴風を纏って疾走し敵を屠る、攻撃力と速度を併せ持つ黒虎の召喚獣。円環シリーズの一体で、上級召喚術に分類される漆黒の追跡者。
ロンサムバロン
全身を黒い毛に覆われた聖獣で、猛々しい真っ黒な角を戴く巨躯の牡羊。円環シリーズの一体で、体長は6メートルを超える。見る者に暴君の印象を抱かせる苛烈な性質を持ち、重戦車のごとく突進して敵を吹き飛ばす。その負傷を厭わない戦い方は、あと一息といった戦況で最高効率と言える爆発力を発揮する。なおいつも全力全開で暴れる事を好むため、限界を超えるか反撃を受けるかして強制送還されるまでが通常運転である。
ヴェラキオル
高山を狩り場とする翼竜。
ホーリーアンカー
装甲車の如き表皮を誇るサイ。
大剣王亀
背に乗って海を渡る事が出来るという、恐らくは巨大亀の召喚獣。

### 天魔族
太古の昔に存在した、角を有し特殊な神代の魔法を操る種族。ある役目を終えた後、白と黒の転生門で天使と悪魔に転生した。ただし10人だけは世界の監視者兼管理者として転生せずに残り、現在でもひっそりと生き続けている。既に歴史書にすら載っていないため、その存在を知る者はほとんどいない。
白フード（仮）
声 - 石田彰
本名不明。ミラの魂が過去に飛ばされた際、ミラの疑問に色々と答えてくれた。
エタカリーナ
転生せずに残った10人の内の一人。永い間人里離れた地で暮らしていたので、現在の世情には極めて疎い。
キメラクローゼン壊滅時の騒動と顛末を知り合いから聞き、他の封鬼の棺に影響が出ていないか魔法で点検して回っていた。その際に、自分と同じく棺を点検して回っている存在を察知する。そしてカグラたちも彼女の魔法の痕跡を発見した事で調査を開始、程なくしてカグラが施した特製式布に引っ掛かった事で対面する運びとなった。当初こそ互いに警戒して戦いが始まるも、カグラが天猫を出した時点で内包された天使の力に気付き対話を希望。かくして和解に至った結果、一万年以上ぶりとなる友人ティリエルとの再会を果たし感涙に咽ぶ。
ティリエルが7つの封鬼の棺で楔となった数世紀後、大量の鬼の血が染み込んだ地で呪いに満ちた異形が発生。幸い悪さをする前に打ち倒す事が出来、遺骸と呪いを別々にして封鬼の棺に似たものを作り封印した。この事実を知っているのは彼女を含めごく一部の者だけで、そこの点検にも向かう予定だったのだが、再会したティリエルやカグラも流れで連れていく事になる。
ヴァレンティンが使うものに似た転移魔法を使用でき、二人までならまとめて一緒に転移できる。またカグラでも気付けなかったほどの高度な幻影魔法により、種族特徴である角を隠している。当然ながら未知の魔法に多大な興味を抱くカグラの熱意に負け、現在使われている術や魔法の始祖となる魔法の一つを教える事になった。

### 悪魔
太古の昔、天魔族が黒い転生門で転生した姿。何らかの原因で死んだ場合でも、魂さえ傷付いていなければ再び悪魔として転生する特性を持っているが、少なくとも百年は掛かるという（死後の魂は天ツ彼岸の社とは別の場所へ辿り着き、永い時を掛けて準備した後、かつて世界各地に存在した転生門の欠片がある場所に出現する）。本来は天使や精霊と協力関係にあり、人間に試練を課すことを使命としていて、人間と共により良い未来へ向け邁進する存在だった。しかし魔物を統べる神の剣の影響で邪悪に変異し、人類の絶対的敵対者として世界を混沌に染め悲劇を量産するようになってしまっている。故に基本的には人間を見下す傾向にあるものの、戦闘で相手の実力を認めると戦士としての一面が表出し、侮りも驕りもせず自身に相応しい敵として本気で戦う性質がある。
彼らにも列記とした性別が存在し、男性は普通にイメージされる悪魔そのものの姿だが、女性は人間と見分けがつかない。レッサーデーモンは魔属性を操作して創る疑似生命体であり、創造主の命令が無い限り独自で動く事は無い。使役できる数は黒悪魔の力の格に比例し、爵位持ちの場合は数百を超える数を従えられる。ヴァレンティンが属する組織では、邪悪に染まった悪魔を黒悪魔、使命を取り戻した（もしくは邪悪に染まらなかった）悪魔を白悪魔と呼称している。
ヴォルフト・ベイン
声 - 藤原満
ヴァルナレスの魂狩騎士と称する、伯爵三位の黒悪魔。ネブラポリスの六層目でミラたちと遭遇し、終始圧倒される形でミラに敗れた。
六層目の地下に隠されていた天地転換の御柱を消失させ、封印されていた魔物を統べる神の骸を取り出したものと思われるが、その骸は何者かが持ち去ったようで所在は不明。また、カラナックの街で発生したゾンビ騒動も彼の仕業と考えられるが、確証は無く目的も不明。
ファウスト
大陸鉄道でヴァレンティンと共に行動していた白悪魔。アルカイト王国領にある封鬼の棺にてバルバトスが倒された後、白悪魔に戻ったバルバトスを一時拠点へ連れ帰った。
バルバトス
センキの埋葬地を暴いて鬼姫を作り出し、キメラクローゼンを発足させた公爵級黒悪魔。天使の都を発見する目的で結成された考古調査隊では、ルードヴィッヒ・バーンシュタインを名乗って隊長に就任。神器『黄泉路の鉄槌』を貸与され、これで封印に孔を穿ち怨霊を解き放った。キメラ壊滅後はより強固な組織を作るべく、アルカイト王国領にある封鬼の棺で怨霊の解放を企むが、ミラたちの手で阻止されヴァレンティンにより白悪魔に戻された。自身の数々の悪行について謝罪した後、ヴァレンティンが属する組織に参入する。
キメラに関係する事柄に一通りケリを付けた後、白悪魔が黒悪魔に変貌してしまう原因を探る任に就き、その過程でマルコシアスが自身を封印した遺跡を発見。そこで別件で訪れていたミラたちと遭遇し、互いの状況を伝えあって協力する事になり、救援にヴァレンティンも呼んで遺跡に乗り込みマルコシアスの救助に成功した。またヴァレンティンとリーチリブラの戦闘時にも救援として駆け付け、苦渋の決断ながらもリーチリブラを葬る。
彼は手に掛けた魂を速やかに天ツ彼岸の社に送る方法を心得ており、そうする事で転生のカウントを少しでも早める事が可能らしい。
リリエラ
バルバトスの行方を探るべく、ヴァレンティンと共にセントポリーを訪れた白悪魔。かつてバルバトスの配下としてセントポリーに潜伏していたが、カティエラと交代して以降はずっと放置されていた。自分を救ってくれたヴァレンティンに恋心を抱いており、子供扱いされると少し不機嫌になる。ライアフレーベンが起こした事件が片付いた後、エトトたち母子やマルコシアスをアジトに案内する役目を担う。生活に役立つ魔法を得意としているのだが、それ故に黒悪魔の中では無能とされていた。
カティエラ
リリエラの後任としてセントポリーに潜伏している黒悪魔。バルバトスが重用している有能な配下で、フィリシアと名乗り風俗店ムーンナイトガーデンで働きつつ、客を篭絡してキメラクローゼンに協力するよう誘導していた。ヴァレンティンのおかげで白悪魔に戻ってからは、バルバトスの企みを阻止すべく全面的に協力する。
マルコシアス
魔物を統べる神の剣の封印を任された、封印の技術に長けた白悪魔。三神と精霊王に封印を施された剣を霊脈へ運び、封印を完成させて定期的に点検を行っていた。しかし四度目の点検時、数万年かけて封印に中から穴を開けていた魔物を統べる神の力に汚染される。全ての白悪魔を黒悪魔へと変異させる力が放たれ、彼自身も黒悪魔になりかけるが、自分に封印を施して汚染を止め必死で剣を抑え込んだ。それで最悪の事態は防げたと信じていたが、現実としてそれは叶わず世界中の同胞たちは黒悪魔へと変貌、彼も悪魔もどきの肉塊へと変じてしまった。後にミラたちが訪れて黒悪魔化は阻止され、封印も解除された事でようやく意識を取り戻し、話を聞いて現状を把握。ヴァレンティンたちの組織に全面協力する事を約束する。
旧知のバルバトス曰く頑丈なのが取り柄で、メイリンの手合わせ願いもすぐに承諾するほどの体育会系気質。
エトト
人間の母と悪魔の間に生まれた半悪魔。生後ずっと酷い迫害に遭ってきたが、それでも大好きな母の事を考えると人間全てを嫌いにはなれず、人間社会で暮らしていきたいと願い続けている。そんな心に付け込んだ旅人姿のライアフレーベンに騙され、魔物を統べる神の剣とアムルテで作った魔物除けを、ラトナトラヤのフリーマーケットで販売していた。その際は貰った認識疎外の効果を持つフードを被っており、購入する客たちは彼女の姿も話した内容も記憶できていない。
ミラたちが訪ねてきたことで事の重大さを知り動揺するが、悪魔であるバルバトスを見て落ち着きを取り戻し、自分の素性とライアフレーベンについて知る限りの事を伝えた。以後はヴァレンティンたちの組織に招かれ、母親と共に保護される事になる。
ライアフレーベン
魔物を統べる神の剣の欠片を使い、世界中に異形の魔物を溢れさせようとした伯爵級黒悪魔。山奥にある大きな屋敷を拠点としており、生み出した53体のレッサーデーモンによって小さな村に偽装されている。
恐らくはアスタロトから入手した欠片とアムルテ、それと欠片の力を拡散させる術式を込めた布をエトトに渡し、甘言を弄して魔物除けとして加工させ売り広めるように言い渡した。その際に自分でも一つ持っておくよう伝えており、用が済んだらエトトも始末するつもりだった。
ミラたちの襲撃を受けて応戦するが、その際に魔属性を凝縮した液体を飲んで狂戦士化してしまい、元の白悪魔に戻す事が叶わなくなってしまう。バルバトスとは一緒に馬鹿をやっては笑い合っていた友人だったが、転生後の再会を願って葬られる事となった。
アスタロト・ラース・リーディルハウト
ヴァルナレス北方を支配し骸葬騎士団を統べる公爵二位の黒悪魔にして、イラ・ムエルテのボス。4人の最高幹部だけがその存在を知っており、自身は島と見紛う巨大な船に身を隠し定期的に報告を受けている。送られてくる強力な魔獣や魔物の兵隊化、改造魔獣や魔属性を凝縮した液体の作成といった保有戦力の増強のほか、多種多様な実験・研究も行っていた模様。その研究の中には悪魔の転生期間を早めるものも含まれており、しかもその方法を使うと蘇った悪魔は自我を失い、容易く支配して配下にできる。
最高幹部たちが全員捕縛され、密かに用意されていた彼の居場所を特定する仕掛けがミラたちの手に渡った事で、準備万端整えたミラたちの襲撃を受ける。九賢者7人＋名も無き四十八将軍3人＋十二使徒ノインという超強力な11人チームを相手に、一人で互角以上に亘り合えるグランデ級の超大物。しかもライアフレーベンとは違い、魔属性を凝縮した液体を飲んでも自我を保ったままでパワーアップして見せた。更に切り札として、数百の魔法陣を複雑に組み合わせた巨大な魔法陣が船全体に展開されており、発動すると魔物の命を糧として魔属性が極限まで増幅される。しかしその全てを出し尽くした熾烈な激戦の果てに遂に敗北、種は蒔き終えたと言い遺し満足した様子で消滅した。
リーチリブラ
アスタロトの手で魔物を統べる神の剣の力に汚染させられ、悪魔もどきの肉塊と成り果てた黒悪魔。マルコシアスの時と違って汚染が手遅れのレベルにまで達しており、元の白悪魔に戻す事は不可能な状態になっていたため、バルバトスの手で葬られた。
実はかつての三神国防衛戦で、彼は人類最強の三神将に討ち取られ死亡している。故に次の転生は早くても百年後になるはずだったが、アスタロトの手で十年と経たない内に転生を果たした。
ソフィラーテ
アスタロトの策略で強制転生を余儀なくされた黒悪魔。しかし強制転生の副作用で幼女の姿に弱体化した上、転生前の記憶も名前以外は失われてしまっている。幸い転生後二週間でミラに発見・保護され、ヴァレンティンの手で浄化され白悪魔へと戻された。以後は助けてくれたミラに懐いたため、ひとまず召喚術の塔で世話になった後、ヴァレンティンたちの組織で保護される運びとなった。なおリリエラやバルバトスと会った事が刺激となって、少し記憶が戻った模様。

### 天使
太古の昔、天魔族が白い転生門で転生した姿。固有能力として天紋魔法を操る。
ティリエル
鬼族の怨霊に取り憑かれ、鬼姫の依り代にされていた少女。数万年もの昔、精霊たちに破れた鬼達の呪いが発生し始めた時、完全密封型のカタコンベ・封鬼の棺に呪いが消えるまで鬼達の骸を封じる策を提案。自身の分け身を見張り兼鬼達の慰めとして棺の中に残し、地中深く埋めた。しかし全部で7つある棺の内の一つ、センキの埋葬地がバルバトスによって暴かれ、そこにいた分け身は鬼姫と化してキメラクローゼンが発足してしまった。鬼の封印に尽力した天使として、天使の中でもかなり有名な存在らしい。
怨霊から解放された後は五十鈴連盟の所属となり、カグラと共に世界各地の棺の様子を確認して回る。また幹部連中とも様々な交流があり、アリオトからはかなり詳細なカグラの活動と経歴を教わってもいる。
カグラの新たな式神作成にも協力し、天使である彼女の力を秘めた神聖な天猫（エルエル）を作り上げた。獅子よりも大きな体躯に輝く毛並みを持ち、膨大なマナと神々しく溢れる光を纏っていて、カグラが次の切り札候補にするほどの戦闘力を有する。
ガブリエル
天使たちの役目を把握している天使長で、精霊王の旧友。

## 世界設定・用語

### 国家、地名
2136年（本編の10年前）、世界中を悪魔の大群が襲撃してくるという大戦争「三神国防衛戦」が起こっており、その後10年の年月を掛けた復興の最中で、防衛戦で消滅した小国も多く、新たに起こった国も多い。

#### アース大陸
ゲームだった頃のスタート地点として三神国を擁する大陸。
アルカイト王国
元々はVRMMORPG『アーク・アース オンライン』において、ソロモン・ダンブルフらが建国した国家。建国当時はゲーム内における術士の評価が低く、多くの国で受け入れを断られていた中、術士の受け入れを積極的に行っていた。その術士たちの努力もあって、他の国も一目置くほどの戦力を持つ国家へと成長した。
軍の礼法や謁見時の宣誓などは、ゲーム時代にやっていた「ごっこ遊び」がモデルになっている。
ルナティックレイク
アルカイト王国の王都。ソロモンが居住する王城、術士の養成では大陸一と名高い「アルカイト学園」、王国一といわれる創薬研究所附属病院などがある。名前は近隣に三日月型の湖があることに由来する。
五行機構
ソロモンが発案した、五行都市計画を元に建造された施設群。アルカイト城を中心に東のアルカイト学園、西の職人工房局、南の廃棄物処理場、北の創薬研究所と配置されている。
愚者の脅威の部屋（フール・ザ・ヴンダーカンマー）
アルカイト学園の地下にある、ダンジョン化した巨大な書庫。入るには非常に精巧な作りの銀色の鍵が2本必要で、ソロモンとルミナリアを始め各エルダー代行が所持している。三日月の愚者と呼ばれた人物が蒐集した蔵書や標本、生物サンプル等が大量に収められており、それらには全て劣化を防ぐ無形術が施されているほか、持ち出そうとすると警報が鳴って警備ゴーレムが大暴れする事になる（資料は元の場所に転送される）。
ゲーム時代は2層のダンジョンだったが、現実になった影響なのか3層構造になっており、しかも3層目に入るにはラゲット銅鉱山で採れる蛍燃鉱石が必要。
天魔都市シルバーホーン
アルカイト王国内の研究学園都市。「天魔都市」の異名を持ち、銀の連塔が存在する。ルナティックレイクとは山脈で隔てられた場所にあるため、山脈を貫くベネディクトトンネルが掘られている。
銀の連塔
シルバーホーンにある研究施設。9つある術ごとに塔が建てられており、「魔術の塔」「聖術の塔」「陰陽術の塔」「退魔術の塔」「召喚術の塔」「死霊術の塔」「仙術の塔」「降魔術の塔」「無形術の塔」の順に円形に並んでいる。塔の最上階はエルダーの居住区となっており、専属の補佐官（元々はNPC）が管理を行っている。ただミラが出現した時点では、エルダーはルミナリア以外不在であり、塔の運営はエルダー代行が担当している。
敷地内への部外者の立ち入りは禁じられているが、塔自体が観光名所になっているため、昼間は門の周辺に観光客がたむろしていることが多い。
プライマルフォレスト
大陸の南にある迷宮化した大森林で、世界中に存在する天魔迷宮の一つ。ポップアップするレアアイテムを求め争いになったため、禁域として冒険者組合により封印されている。ミラは禁域通行許可証を渡され原初の大樹ゴフェルの始祖の種子を求めて訪れている。
アルカイトからは西方向で南山脈の東側に当たり、南南東にはハンターズビレッジがある。
祈り子の森
アルカイトの西南西にある、元は桜の木であった雲を貫くほどの巨大な御神木がある森。ミラはここを訪れた際、御神木の付喪神「緑陰柴翁之命」にソウルハウルが長老の根を求めて訪れていないかを尋ねた。
四季の森
アース大陸の四方に伸びる山脈の中程に存在する、盆地に広がる森。四季の精霊と眷属が棲むいわば精霊の聖地で、中心の湖の底に五十鈴連盟の拠点が隠されている。
天秤の城塞
太古の昔、魔物を統べる王との戦いが行われた決戦の地。精霊王が顕現して指揮を執っていたとされる場所。
幻影回廊
岩山の遺跡を越えた奥にある、百を超える吹き抜けの回廊が層を成して続いている場所。奥には古代環門がある。
三環都市グランリングス
グリムダートの北西に位置し、三つの輪を三角状に並べたような形状をしている都市。中心に公爵家の宮殿があり、1つの輪が工業区画で他２つは商業住宅区が並んでいる。
古代地下都市
グランリングスの下に広がっている、地下七層にもなる巨大ダンジョン。この都市は精霊王の誕生以前から存在していた上、第七層の更に下には現代日本の建築物としか思えない、高さ1キロメートル・内径300メートルはあるだろう円筒形の広大な研究棟がある（ソウルハウル曰く、1万年後の銀の連塔）。その円筒の中央には電磁レール式のエレベーターが設置されていて、地下1階から最下層の地下100階まででも僅か1分ほどで移動可能。多種多様な研究室・実験室のほか、各研究員の居室や局長室、売店に休憩所、保管庫、体育館、シャワールーム、トレーニングルーム、現代日本のアニメ映像ディスクが大量にあるシアタールーム、現代日本の書籍が幾つも並ぶ図書室といった様々な施設が揃っており、研究員たちの生活環境は非常に整っていた様子。
アリスファリウス聖国
三神国の一つで、慈愛の女神を祀っている国。
首都は聖都リデルで、都全体を城壁結界で囲んでいる。
グリムダート帝国
三神国の一つで、正義の神を祀っている国。
大陸の北に位置し、騎士の国と呼ばれている。
オズシュタイン
三神国の一つで、勇気の神を祀っている国。大陸の南山脈の中央くらいから少し西にある。
セントポリー貿易国
オズシュタインを越えて、更に大陸最西端の海沿いにある国。元は人の住めない荒野で断崖絶壁だったが、たった二十年で他国にも劣らぬほどの発展を遂げた。唯一の街である首都は、アトランティス王国の建築技術を参考にしている。
実はキメラクローゼンが隠れ蓑として造った国で、東にある大きな岩山の地下深くに本拠地がある。表に入り口と言えるものは存在せず、本拠地と各地に点在する関連施設を繋ぐ専用通路からしか入れない。その関連施設には国務庁などの国の施設も含まれているが、通路の存在を知る者は本当に一握りの人間だけである。
首相や各大臣などはキメラクローゼン上層部の代理人にすぎず、しかも指示者を不毛な荒野の開拓を手掛けるどこかの国の貴族として英雄視しており、自分たちが犯罪組織に利用されているとは夢にも思っていない。
ローズライン公国
セントポリーの隣国で、貴族はほとんど商人という特異な国。首都はアイリーン。領内にセンキの埋葬地が存在するが、メルヴィル商会が秘匿している。

#### アーク大陸
アース大陸と海峡を挟んだ西側で口を開けたようにくの字に曲がってアース大陸を喰らおうとしているような形をしている。
アトランティス王国
元プレイヤーが作った最大の国。主力戦力に名も無き四十八将軍が居り、一人一人が九賢者に匹敵する力を持つ。アルカイトと合同演習を行った事がある。過去に三神国に戦いを仕掛けたが、三神将に敗北した。
ニルヴァーナ皇国
アーク大陸の南側、セントポリーから海路を三日程南下した先に有る、元プレイヤーが作った国。首都はラトナトラヤ。アトランティスに次ぐ規模をもっている。
君主はアルテシアの亡き夫の妹アルマ。主力戦力に十二使徒などがいる。
アルカイトとは非常に親しい友好関係にあり、幾度も冒険を共にしたほか模擬戦も頻繁に行っていた。レイド戦においても頼り頼られる間柄で、それ故に精霊女王の正体に感付き、闘技大会へのミラの出場は遠慮してほしいとソロモンに嘆願書を送る。ただ拒絶しているわけではなく、代わりに実況枠として招待する旨を書き添えていた。
2兆リフにもなる大金を投資して大規模な闘技大会を開催するが、真の目的はイラ・ムエルテの壊滅であり、そのために様々な罠を随所に張り巡らせている。
ヴァルハラ
ヴァルキリーたちが日々研鑽を続けている、無数の島から成る天上の領域。ダンブルフ（ミラ）が領主となっている第一ヴァルハラは、最も長い歴史を持ち相応の猛者が犇めくエリートクラスである。ここへの入り口は複数存在する（フィルズ山やグラーフロック山脈など）が、入るためには導きの輝石の入手と、上級の術の修得が必須条件となる。

### 組織、団体名
キメラクローゼン
精霊狩りを行う謎の組織。その実態は、かつて世界の災いとなり精霊と戦争を起こして敗北し滅ぼされた、鬼族の怨霊によって支配された闇組織。トップの精霊への怨念が活動の基準にあるため、精霊を狩り解体して兵器に加工するという非道な行いを繰り返している。
五十鈴連盟（いすずれんめい）
キメラクローゼンに対抗して精霊の保護を行っている、大規模な武装組織。ウズメ（カグラ）が総帥を務めている。表向きは環境保護団体として活動しており、各地に支部を持っているほか、精霊との協力により精霊力で動く巨大な精霊飛空船を所有している。キメラ対策班は任務内容から大きく四つに分類されており、キメラの動向観察や精霊の保全を行うマルチカラーズ隊（最も人数が多い）、戦闘に特化したベレロフォン隊、情報を統括する部隊（名称は不明）、隊を組まず個別で任に当たるヒドゥン（総勢12名、単独行動が基本で個人の能力が突出している）がある。
キメラクローゼン壊滅後は、残党狩りと組織が保有していた精霊を材料とした加工技術の根絶を裏側で行いつつ、環境保護をメインとして活動している。
何かと危険な任務が多い事もあり、構成員の大半は偽名やコードネームを名乗っている。
冒険者総合組合
日之本委員会の一部署が運営している、元プレイヤーが作り上げた冒険者のための組合。術士組合と戦士組合があり、冒険者のレベルとクラスの管理、クエストの斡旋、操者の腕輪の貸出（ランクC以上に限る）、ダンジョンの管理等を行っている。
エカルラートカリヨン
元プレイヤーのセロが作った、大陸中にメンバーが存在する巨大冒険者ギルド。セロ自身がこの世界で目覚めた際に手傷を負い、元NPCだった村人に助けられたことを切っ掛けとして、人助けをモットーとする互助組織として成立した。非常に有名なギルドである上、メンバーの人徳については特にずば抜けた評価を誇る。悪を滅する光とも称され、後ろ暗い者たちは出会いたくない相手の筆頭に彼らを挙げるほど。大陸各地に副団長がいてメンバーを取り纏めており、遠く離れたメンバー同士でも連絡を取り合えるように本部を中心とした通信網も確立されている。日々の活力は楽しい食事からという意見から、ダンジョン内でも食事には手を抜かない。ただこれには、冒険者が続けられなくなった際の生活のためという考えもある。
日之本委員会（ひのもといいんかい）
カディアスマイト島の北端に存在する、元プレイヤーの国主たちが秘密裏に集まって開催している秘密結社。基本理念は世界の謎を解明する事。一般人レベルの元プレイヤーの中でも元世界で何らかの技能もちだった者などをバックアップしているようで、娯楽（漫画やトレーディング・カードゲームなど）から始まって魔法も応用した様々な新技術の開発や普及を推進している。管理する組織は冒険者総合組合のほか、野生動物の保護と保全を目的とする原生生体調査部、地球の技術を今の世界でどこまで再現できるかを研究する現代技術研究所、元プレイヤー国家などで警察のような役目を果たしている警邏局を統括する警邏機構などがある。研究機関はその目的から学術的研究機関と技術的研究機関に分けられていて、前者は主にプレイヤーの治める国内に、後者は大陸各地にひっそりと隠されている。
特に現代技術研究所の研究内容は多岐に亘り、工業・造船・建築・医療・農業・宇宙といった数十の分野に及ぶ。鉄道・飛空船・テレビ・写真機・通信装置など研究成果は数知れず、生産系で名を馳せた元プレイヤーの半分が所属している。研究成果の中には九賢者のしでかした事件事故をきっかけとして創られた物も多く、術のみならず付与術式にも対応可能な耐術塗料、高級宿や劇場で重宝されている防音結界装置などがある。中でもマナの残滓から使われた術の種類や規模を特定するマナ残滓分析器を始めとする対犯罪者用ツールは、各国の警邏局で大いに活用されている。
ちなみに現代技術研究所には、乗り物を主に取り扱うビークル総合研究開発部、日本の夏の田舎を完全再現した温室で農業や品種改良を研究している農業植物総合研究開発部、現代地球の様々な建築を再現する研究を行っている建築技術総合研究開発部、海の生態研究・地層分析・造船・海底＆海上施設の建設などを手掛ける海洋技術総合研究開発部、魔法的な要素に極力頼らない技術の探求を行う現代技術再現研究開発部、こちらの食材で現代地球の料理を再現・進化させる料理総合研究開発部、治水技術総合研究開発部、インフラ技術総合研究開発部といった部署がある。また悪魔の暗躍に対処する専門部署も存在し、その際は九賢者に匹敵するトッププレイヤーたちがチームを組み、開発された最新武具をフル活用して秘密裏に解決する。
フィフスアニマ
精霊を信仰する部族の中でも、上級精霊を長として共に生きる五つの部族の総称。空の民、地の民、海の民、火の民、月の民がある。彼らにとってキメラクローゼンの行いは最大の悪であり、死罪以外の選択肢は無い。ただ神官職にある者は殺生を禁忌としており、秩序を犯す者の処断は罪断ちと呼ばれる集団の役目。
イラ・ムエルテ
数多ある闇組織の中でも最大の規模を誇り、キメラクローゼンとも繋がっていた巨大犯罪組織。存在が徹底的に秘匿されているアスタロトを頂点に、四人の最高幹部が統括する四つの柱で成り立っている。その内訳は、イグナーツ率いる武具や薬といった類の盗品売買を統括するチーム、トルリ率いる密猟・誘拐・殺人を専門としキメラクローゼンとも繋がっていたチーム、ユーグスト率いる商品を大陸中に送り届ける流通を統括するチーム、ガローバ率いる組織に害となる人物の暗殺も含め情報管理を専門とするチーム、となっている。
リンカーと呼ばれる組織専属の伝令役が存在し、組織からの指示や組織への報告等は全てこの者たちを通じて伝えられる。

### アイテム他
操者の腕輪
ゲームプレイヤーの操作端末を模した腕輪。「アイテムボックス」の能力を模しており、冒険者には各々のランクに応じたものが貸し出されている。プレイヤ―の端末はボックス内に納めている限り劣化しない（正確には一年で一分程度進んではいる）が、模造した物は時間と共に劣化するため食料などは入れっぱなしにすると傷む。
魔動石
アンデッドモンスターを倒すと得られる、ビー玉大の素材アイテム。モンスターを動かす動力となる魔力が秘められており、その魔力を利用した各種アイテムの原動力に利用されるため、プレイヤーに乱獲された。
手のひらほどの大きさがあるものは、魔動結晶と呼ばれる。
精錬石
力のある宝石を集めて精錬して、さらに力のある石に仕上げたもの。
ゲーム内ではこの技術を開発したのがダンブルフであり第一人者だった。
魔封石
精錬石に属性の力を封じ込めた物。これを武具やアクセサリなどに定着することによって属性強化装備となる。
魔封爆石
魔封石に爆発する力を持たせた物。手榴弾の様に使う。
千里馬車
術式装具により馬の負担を軽くした最速の馬車。
住両馬車
ワゴンタイプの居住空間に重点を置いたキャンピングカーのような馬車。
ミラの住両馬車は、地上を走る時はガーディアンアッシュに引かせ、空を飛ぶ時はガルーダに持たせる。
アーマードジープ
ソロモンが魔導工学に技術で工房に作らせている軍用車、魔封石を燃料にする。
アコードキャノン
アルカイトで研究中の大砲。撃つには精錬石と魔封石が必要。
魔導通信機
重要な施設や人物に設置・所持されている通信端末。召喚術の塔の呼び出し番号は「0905」。
ストルワートドール
魔導工学で作った自動人形。
プロティアンドール
ストルワートドールを戦闘用に改造した人形で、下級の魔物程度なら十分に対処できる性能を持つ。アルカイトではさらに魔法が使える様に開発中で、ミラが天魔迷宮プライマルフォレストから持ってきた始祖の種子が大いに役立っている。アルカイト王国建国祭で正式にロールアウトされ、これを使った新たな警備網の構築と害獣害虫対策用に月10万リフで貸し出すことが発表された。
大陸鉄道
アース大陸を12日で一周する様に敷設された鉄道。蒸気機関車に似ているが、3階建てのマンションに車輪を付けた様な巨大な列車、先頭がファーストクラス、プレミアムクラスが2両、エコノミークラスが5両、貨物車が2両の構成で、ファーストクラスの上階はプレイルームになっている。
レジェンド・オブ・アステリア
グリモワールカンパニーが製造・販売している、世界中で大人気を博しているトレーディングカードゲーム。『神となり、この世の英雄達を従え神話を紡げ』という煽り文句通り、カードのキャラクターは全て実在の人物となっている（当人もしくはその近しい人物に許可を得てから発行される）。人物以外にもゴブリンやグールといった魔物、術や兵器の類などその種類は多岐に亘り、更に入手難度によっても七段階に分けられている。九賢者や名も無き四十八将軍も含まれるレジェンドレアは最も難度が高く、千パックに一枚という程に低確率となっている。
カードになっているのが本編で確認できるのは、ハインリヒ、レオニール、エメラ、ガレット、コジロー、クレオス、ルミナリア、ダンブルフ、ファジーダイス、ヴァレンティン、シモーネクリス、ミラ（予定）、マリアナ＆ルナ（予定）、ヴァルザーグ。
陰の精霊武具
通常の祝福が与えられた陽の武具と違い、精霊の絶望や断末魔の呪いなどを封じ込めて作られる武具。
キメラクローゼンが開発し、錬金術士のヨハンに作らせてメルヴィル商会が裏筋で売りさばいていた。
天地転換の御柱
かつて起きた魔物を統べる神との戦いで汚染された世界を浄化するために、神と精霊と天使と悪魔が打ち立てた52柱。地上の柱は天ツ彼岸の社と魂の浄化、地下の柱は霊脈の浄化と流れを整える。
それ以外に6柱、3神が魔物を統べる神の骸を6部位に分けて封印している。
技能大全
日之本委員会に所属する国に対してのみ配布される、様々な無形術の特殊技能を纏めた本。元プレイヤーでも易々と入手できない希少且つ貴重な代物で、ミラは2146年版をルミナリアから譲り受けるために、魔術修得の素材となる世界樹の灰と紅蓮王の剣を探すことになる。
化粧箱
ゲーム時代の課金アイテム。アバターの再設定が可能だが、一つに付き一回しか使えない。元プレイヤーの中には現実化以降も所有している者がいるが、課金アイテムの特性として購入者しか使用できない。
ミッドナイト・サーチャー
イリスやシャルウィナ、テレサが気に入っている小説。ゴスロリ系魔法少女風衣装を好むブリジット、その相棒であるエイミー、神官のイーナトゥーレといった人物が登場する。イリスの外出に伴い、ミラはブリジット、イリスはエイミー、シャルウィナはイーナトゥーレ、エリヴィナは和装の剣士のコスプレで変装した。

### プレイヤー関連
アーク・アース　オンライン
VRシステムが完成して半世紀、職場も学校も外出せず自宅からVR上のそれらに通う事で済ませ、物理的な需要以外のほぼ全てが仮想現実で事足りるようになった世界で、主人公の咲森鑑がハマっていたVRMMOゲーム。
バージョンUPは4年で2回しか行われておらず、正式なホームページがないため運営方針も分からず開発者の名前も分からない。だが開始当初からほぼ完成していると言っても良い出来でこれといったバグはなく、現実以上にどんなことでも出来ると思えるほどの圧倒的自由度を誇っていた。
その始まりからして奇妙な作品で、あまりにも静かに水面下で始まったクローズドβテストは、気付くと何時の間にか終わっていた。しかもオープンβテストのCMは、深夜に音も動きも無くただアクセスコードが15秒間映し出されるだけだった。アクセスすると白い仮想空間に『アーク・アース　オンライン』というタイトルが浮かぶのみで、他には「オープンβ開始」と「ダウンロード」の二列が表示される。正式サービス開始から4年経っても、ゲームに関する広告等は雑誌でもネットでもほとんど見かけない有様である。このように商売をする気がまるで無いような状況にも関わらず、評判は口コミで広がりプレイ人口は大手のゲームに迫る程になっていた。
日之本委員会でも未だに多くの謎が解明できておらず、運営チームは当時の最高峰を遥かに超える技術力を有していたのではないかと考えられている。
始まりの日
プレイヤーたちが実体をもつアバターとして、異世界に現れる現象が起きた最初の日。プレイヤー以外の者にとっては、大喪失の日と認識されている。作中の暦で2116年9月14日のことで、実体化したプレイヤーはその日にログインしていた。それぞれがランダムにこの世界に出現しており、セロのように現れたのが始まりの日とほぼ大差ない日時な者もいれば、ミラのように30年という月日を経て現れた者もいる。
天人族
エルフや妖精や吸血鬼といった長命種でもないのに、10年以上経っても外見が変化しない不老の人族である元プレイヤー達がその出自を怪しまれた際に名乗った種族名。
元プレイヤーの大半が社会的地位や知名度の高い人物だったり、社会の安定・発展に尽力していたこともあって、現在は好意的に受け止められている。しかしメンタル的には日本の一般人が大半なためか身分制度には疎く、ソロモンなど国王やそれなりの規模を持つ組織の長となった者たちは、「部下に対しても威厳を保つ振る舞いをするように」と側近に注意されている。
状態異常の類は、よほど特異なものでない限り、ポーション等のアイテムで完全な回復・治療が可能だが、現実世界で大病や大怪我の経験が無かった者たちは、こちらでの戦闘で傷を負った際の「痛み」に対する恐怖心から戦闘職を引退した者も多い。

## 既刊一覧
小説家になろうで連載中。設定自体に大きな差異はないものの、書籍版は大幅に加筆されている。

### 小説
- りゅうせんひろつぐ（著）・藤ちょこ（イラスト） 『賢者の弟子を名乗る賢者』 マイクロマガジン社〈GCノベルズ〉、既刊22巻（2025年4月30日現在）
  1. 2014年6月30日発売[32]、ISBN 978-4-89637-465-0
  2. 2014年12月6日初版発行（11月29日発売[33]）、ISBN 978-4-89637-485-8
  3. 2015年6月6日初版発行（5月30日発売[34]）、ISBN 978-4-89637-508-4
  4. 2015年12月7日初版発行（11月30日発売[35]）、ISBN 978-4-89637-541-1
  5. 2016年5月5日初版発行（4月28日発売[36]）、ISBN 978-4-89637-562-6 / ISBN 978-4-89637-563-3（ドラマCD付き特別版）
  6. 2016年11月2日初版発行（10月28日発売[37]）、ISBN 978-4-89637-589-3
  7. 2017年4月5日初版発行（3月31日発売[38]）、ISBN 978-4-89637-621-0 / ISBN 978-4-89637-622-7（ドラマCD付き特別版）
  8. 2017年11月3日初版発行（10月31日発売[39]）、ISBN 978-4-89637-661-6
  9. 2018年5月3日初版発行（4月28日発売[40]）、ISBN 978-4-89637-742-2
  10. 2018年12月5日初版発行（11月30日発売[41]）、ISBN 978-4-89637-835-1
  11. 2019年6月4日初版発行（5月30日発売[42]）、ISBN 978-4-89637-882-5
  12. 2019年12月5日初版発行（11月30日発売[43]）、ISBN 978-4-89637-941-9
  13. 2020年6月3日初版発行（5月29日発売[44]）、ISBN 978-4-86716-012-1
  14. 2020年12月6日初版発行（11月30日発売[45]）、ISBN 978-4-86716-083-1
  15. 2021年6月6日初版発行（5月31日発売[46]）、ISBN 978-4-86716-147-0
  16. 2022年1月3日初版発行（2021年12月28日発売[47]）、ISBN 978-4-86716-227-9
  17. 2022年5月7日初版発行（4月30日発売[48]）、ISBN 978-4-86716-282-8
  18. 2023年1月30日発売[49]、ISBN 978-4-86716-387-0
  19. 2023年8月30日発売[50]、ISBN 978-4-86716-463-1
  20. 2024年2月29日発売[51]、ISBN 978-4-86716-538-6
  21. 2024年9月30日発売[52]、ISBN 978-4-86716-636-9
  22. 2025年4月30日発売[53][54]、ISBN 978-4-86716-752-6 / ISBN 978-4-86716-753-3（アクリルスタンド＋書き下ろしSS付限定版）

### 漫画
マイクロマガジン社（ライドコミックス）よりコミック版、電子書籍版と合わせて続刊中。
- りゅうせんひろつぐ（原作）・藤ちょこ（キャラクター原案）・すえみつぢっか（作画） 『賢者の弟子を名乗る賢者 THE COMIC』 マイクロマガジン社〈ライドコミックス〉、既刊14巻（2025年7月31日現在）

単行本化した際に連載時と掲載順などを変更していた結果、雑誌連載と単行本で話数にズレが生じていたが、10巻から連載と同じ話数に修正された。具体的には9巻は52話までだったが、10巻は53話ではなく57話からとなっている（内容は続いている）。
- 1. 2017年4月5日初版発行（3月31日発売[55]）、ISBN 978-4-89637-620-3
  2. 2017年11月3日初版発行（10月31日発売[56]）、ISBN 978-4-89637-665-4
  3. 2018年5月3日初版発行（4月28日発売[57]）、ISBN 978-4-89637-746-0
  4. 2018年12月5日初版発行（11月30日発売[58]）、ISBN 978-4-89637-840-5
  5. 2019年6月29日発売[59]、ISBN 978-4-89637-895-5
  6. 2020年2月4日初版発行（1月30日発売[60]）、ISBN 978-4-89637-976-1
  7. 2020年11月7日初版発行（10月30日発売[61]）、ISBN 978-4-86716-071-8
  8. 2021年6月5日初版発行（5月28日発売[62]）、ISBN 978-4-86716-142-5
  9. 2022年2月6日初版発行（1月31日発売[63]）、ISBN 978-4-86716-236-1
  10. 2022年10月31日発売[64]、ISBN 978-4-86716-350-4
  11. 2023年7月28日発売[65]、ISBN 978-4-86716-448-8
  12. 2024年3月28日発売[66]、ISBN 978-4-86716-549-2
  13. 2024年12月25日発売[67]、ISBN 978-4-86716-685-7
  14. 2025年7月31日発売[68]、ISBN 978-4-86716-807-3
- りゅうせんひろつぐ（原作）・藤ちょこ（キャラクター原案）・うおぬまゆう（作画） 『賢者の弟子を名乗る賢者外伝〜ミラと素敵な召喚精霊たち〜』 マイクロマガジン社〈ライドコミックス〉、全3巻
  1. 2021年5月28日発売[69]、ISBN 978-4-86716-145-6
  2. 2022年1月31日発売[70]、ISBN 978-4-86716-237-8
  3. 2022年2月28日発売[71]、ISBN 978-4-86716-254-5
- りゅうせんひろつぐ（原作）・藤ちょこ（キャラクター原案）・ばにら棒（作画） 『賢者の弟子を名乗る賢者〜マリアナの遠き日〜』 マイクロマガジン社〈ライドコミックス〉、全2巻
  1. 2022年1月31日発売[72]、ISBN 978-4-86716-238-5
  2. 2022年5月31日発売[73]、ISBN 978-4-86716-295-8

## テレビアニメ
2020年5月にテレビアニメ化が発表され、2022年1月から3月までTOKYO MXほかにて放送された。
『転生したらスライムだった件』とのコラボで、2021年9月には両作品の原作イラストレーターによるコラボイラストが公開され、12月にはアニメ版権のコラボイラストが公開された。

### スタッフ
- 原作 - りゅうせんひろつぐ[11]
- キャラクター原案 - 藤ちょこ[11]
- 監督 - 元永慶太郎[11]
- シリーズ構成 - 鴻野貴光[11]
- キャラクターデザイン - 堀井久美[11]
- サブキャラクターデザイン - 松尾真彦[30]
- 召喚体・モンスターデザイン - 渡辺浩二[30]、松尾真彦[30]、山本恭平[30]
- プロップデザイン - 岩畑剛一[30]
- 美術設定 - 大平司[27]
- 美術監督 - Scott MacDonald[27]
- 色彩設計 - 山本未有[27]
- 撮影監督 - 横山翼[27]
- 3D監督 - 後藤優一[27]
- 編集 - 木村祥明[27]
- 音響監督 - えびなやすのり[11]
- 音響効果 - 川田清貴[27]
- 音楽 - 坂部剛[11]
- 音楽制作 - MAGES.[27]
- 音楽プロデューサー - 村上純[30]
- プロデューサー - 新井孝介[30]、Adam Zehner[30]、小鷹達也[30]、滝本怜[30]、佐藤俊亮[30]、菅朗[30]、下里悟[30]、吉田健人[30]
- アニメーションプロデューサー - 佐藤俊亮[30]
- アニメーション制作 - studio A-CAT[11]
- 製作 - わしかわいい製作委員会[11]

### 主題歌
「Ready Set Go!!」
亜咲花が作詞、歌唱するオープニングテーマ。作曲は久下真音と金子麻友美、編曲は久下真音。
「Ambitious」
エラバレシによるエンディングテーマ。作詞は葉月みこ、作曲は志倉千代丸、編曲はArmin Van Tamzalian。
「挑み続ける者たち」、「新緑のメロディア」
どちらもレティシャ（岡本美歌）による挿入歌。作詞は渡部紫緒、作曲・編曲は坂部剛。
「バラッド」
亜咲花による第8話挿入歌。作詞は亜咲花、作曲・編曲はSHIKI。

### 各話リスト
| 話数   | サブタイトル                       | 脚本       | 絵コンテ                     | 演出             | 作画監督                                                       | 総作画監督               | 初放送日       |
| ------ | ---------------------------------- | ---------- | ---------------------------- | ---------------- | -------------------------------------------------------------- | ------------------------ | -------------- |
| 第1話  | わし、かわいい……                   | 鴻野貴光   | 元永慶太郎 岩畑剛一          | 元永慶太郎       | 古川博之 宮暁秀 相音光 山名秀和                                | 堀井久美 平山円 松尾真彦 | 2022年 1月12日 |
| 第2話  | わし、ウソついた……                 | 鴻野貴光   | 岩畑剛一                     | 元永慶太郎       | 徳田夢之介 木下由美子 松本和志 山名秀和 宇佐美翔平 宮暁秀      | 堀井久美 平山円          | 1月19日        |
| 第3話  | わし……こういうのに弱いんじゃよなぁ | 日暮茶坊   | 沖田宮奈                     | 矢花馨           | 李少雷 櫻井拓郎 松下純子 暁・火鳥動画制作集団 日影工房         | 堀井久美 平山円 松尾真彦 | 1月26日        |
| 第4話  | わし、もう限界！                   | 中村浩二郎 | 岩畑剛一                     | 元永慶太郎       | 古川博之 宮暁秀 相音光 下川寿士                                | 堀井久美 平山円 松尾真彦 | 2月2日         |
| 第5話  | わし、再・誕！                     | 待田堂子   | 岩畑剛一                     | 元永慶太郎       | エバーグリーン                                                 | 堀井久美 平山円 松尾真彦 | 2月9日         |
| 第6話  | わし、着せ替えっ！                 | 待田堂子   | 沖田宮奈                     | 矢花馨           | 鈴木信一 佐藤道雄 服部憲知 櫻井拓郎 粟井重紀 桜井木ノ実 魏旭龍 | 堀井久美 平山円          | 2月16日        |
| 第7話  | わし、最強！                       | 中村浩二郎 | アベユーイチ                 | 元永慶太郎       | 渡辺一平太 川本和隆 中川実 エバーグリーン                      | 堀井久美 平山円 松尾真彦 | 2月23日        |
| 第8話  | わし、ダンブルフ                   | 日暮茶坊   | 東海林真一 岩畑剛一          | ながはまのりひこ | さとう沙名栄 山本恭平                                          | 堀井久美 平山円 松尾真彦 | 3月2日         |
| 第9話  | わし、こういう展開嫌いではないのぅ | 日暮茶坊   | 岩畑剛一                     | 則座誠           | 古川博之 宮暁秀 相音光 へばらぎ BigOwl                         | 堀井久美 平山円 松尾真彦 | 3月9日         |
| 第10話 | わしっ、全裸っ！                   | 待田堂子   | 沖田宮奈                     | ながはまのりひこ | 渡辺一平太 加藤義貴 ゴーダ tofu 清水 柴﨑聖香 中川実 服部未夢  | 堀井久美 平山円 松尾真彦 | 3月16日        |
| 第11話 | わし……褒められてなくないか？       | 鴻野貴光   | 古川博之 岩畑剛一 常盤健太郎 | 元永慶太郎       | 古川博之 相音光 エバーグリーン                                 | 堀井久美 平山円 松尾真彦 | 3月23日        |
| 第12話 | わし、参上！                       | 鴻野貴光   | 岩畑剛一                     | 元永慶太郎       | 宮本武史 古川博之 相音光 エバーグリーン                        | 堀井久美 平山円 松尾真彦 | 3月30日        |

### 放送局
| 放送期間                | 放送時間                     | 放送局   | 対象地域   | 備考                                 |
| ----------------------- | ---------------------------- | -------- | ---------- | ------------------------------------ |
| 2022年1月12日 - 3月30日 | 水曜 0:30 - 1:00（火曜深夜） | TOKYO MX | 東京都     |                                      |
|                         |                              | BS日テレ | 日本全域   | BS (2Kのみ) / 『アニメにむちゅ〜』枠 |
|                         | 水曜 3:00 - 3:30（火曜深夜） | 毎日放送 | 近畿広域圏 | 『アニメ特区』第2部                  |
| 2022年1月15日 - 4月2日  | 土曜 23:30 - 日曜 0:00       | AT-X     | 日本全域   | CS放送 / 字幕放送 / リピート放送あり |

インターネットでは、2022年1月12日より毎週水曜0時（火曜深夜）にABEMAおよびdアニメストアにて地上波先行・最速配信後、ニコニコ生放送、ニコニコチャンネル、GYAO!、ひかりTV、FOD、バンダイチャンネル、Hulu、TELASA、J:COMオンデマンド、みるプラス見放題プレミアム、アニメ放題、Amazon Prime Video、アニメカ、U-NEXT、Netflix、Rakuten TV、DMM.com、music.jp、ビデオマーケット、HAPPY!動画、クランクイン！ビデオ、ムービーフルplusにて、同年1月19日水曜0時（火曜深夜）以降に順次配信。

### BD / DVD
| 巻 | 発売日        | 収録話         | 規格品番  | 規格品番   | 規格品番   |
| 巻 | 発売日        | 収録話         | BD限定版  | BD通常版   | DVD通常版  |
| -- | ------------- | -------------- | --------- | ---------- | ---------- |
| 1  | 2022年4月27日 | 第1話 - 第4話  | KAXA-8281 | KAXA-8291  | KABA-11151 |
| 2  | 2022年5月25日 | 第5話 - 第8話  |           | KAXA-8292  | KABA-11152 |
| 3  | 2022年6月24日 | 第9話 - 第12話 | KAXA-8293 | KABA-11153 |            |